# Ród Ostojów (Mościców)

Herb Ostoja, wersja średniowieczna

Herb Ostoja, wersja funkcjonująca od połowy XVI w.

Ród Ostojów (Mościców) – jeden z największych i najstarszych rodów rycerskich Europy, należący do szlachty polskiej, którego członkowie pieczętują się herbem Ostoja, tworząc wspólnotę zwaną rodem heraldycznym.

## Herb rodu i zawołanie

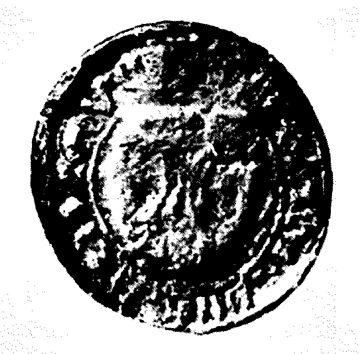
Pieczęć Jakusza z Blociszewa h. Ostoja

Herb rodu Ostoja to jeden z najstarszych znaków rodowych średniowiecznego rycerstwa polskiego. Występuje on pod nazwami: Ostoja, Hostoja, Mościc, Ostojczyk.
Zawołanie rodowe to: Ostoja i Hostoja. Prawdopodobnie zawołanie było starszą formą identyfikacji rodowej niż herb.

### Wizerunek herbu Ostoja

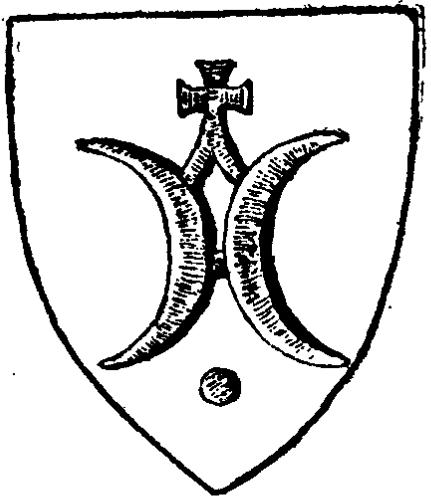
Herb Ostoja Dobiesława z Koszyc

- Najstarsze wizerunki z pieczęci średniowiecznych: Czcibora, dziekana poznańskiego z 1358 r., Jakusza z Błociszewa, wojewody lwowskiego z 1370 r., Dobiesława z Koszyc, podsędka ziemskiego krakowskiego z 1381 r.[1], Ścibora ze Ściborzyc, wojewody siedmiogrodzkiego z 1389 r.[2], Bernarda z Gronowic, kanclerza księcia Władysława Opolczyka z 1394 r.[3]
- Najstarsze wizerunki w herbarzach średniowiecznych: herbarz z Bellenville, herbarz Gelrego, herbarz Lyncenich, herbarz z Bergshammar, herbarz Złotego Runa, Klejnoty Jana Długosza czy też kronika Soboru w Konstancji[4].
- Najstarszy wizerunek godła: relief z I połowy XIII wieku na portalu wejściowym w południowym murze nawy kościoła pod wezwaniem św. Mikołaja w Wysocicach[5].
- Wizerunek i budowa herbu Ostoja do połowy XVI wieku (wg prof. J. Szymańskiego): Ostoja (Hostoja, Mościc, zawołanie: Hostoja, Ostoja) – w polu czerwonym pośród dwóch księżyców złotych barkami ku sobie w pas, takiż ćwiekowy krzyżyk kawalerski u czoła. Hełm z labrami z pokryciem czarnym, a podbiciem zapewne złotym. Klejnot: między dwoma trzymaniami złotymi głowa smoka czarna, ziejąca czerwonym płomieniem[6].
- Wizerunek i budowa herbu Ostoja od II połowy XVI wieku (wg prof. J. Szymańskiego): Ostoja – w polu czerwonym pośród dwóch księżyców złotych barkami do sobie w pas, takiż miecz otłuczony. Hełm z koroną i labrami zapewne czerwonymi ze złotym podbiciem. Klejnot – pięć piór strusich[7].

## Historia rodu

### Pochodzenie rodu

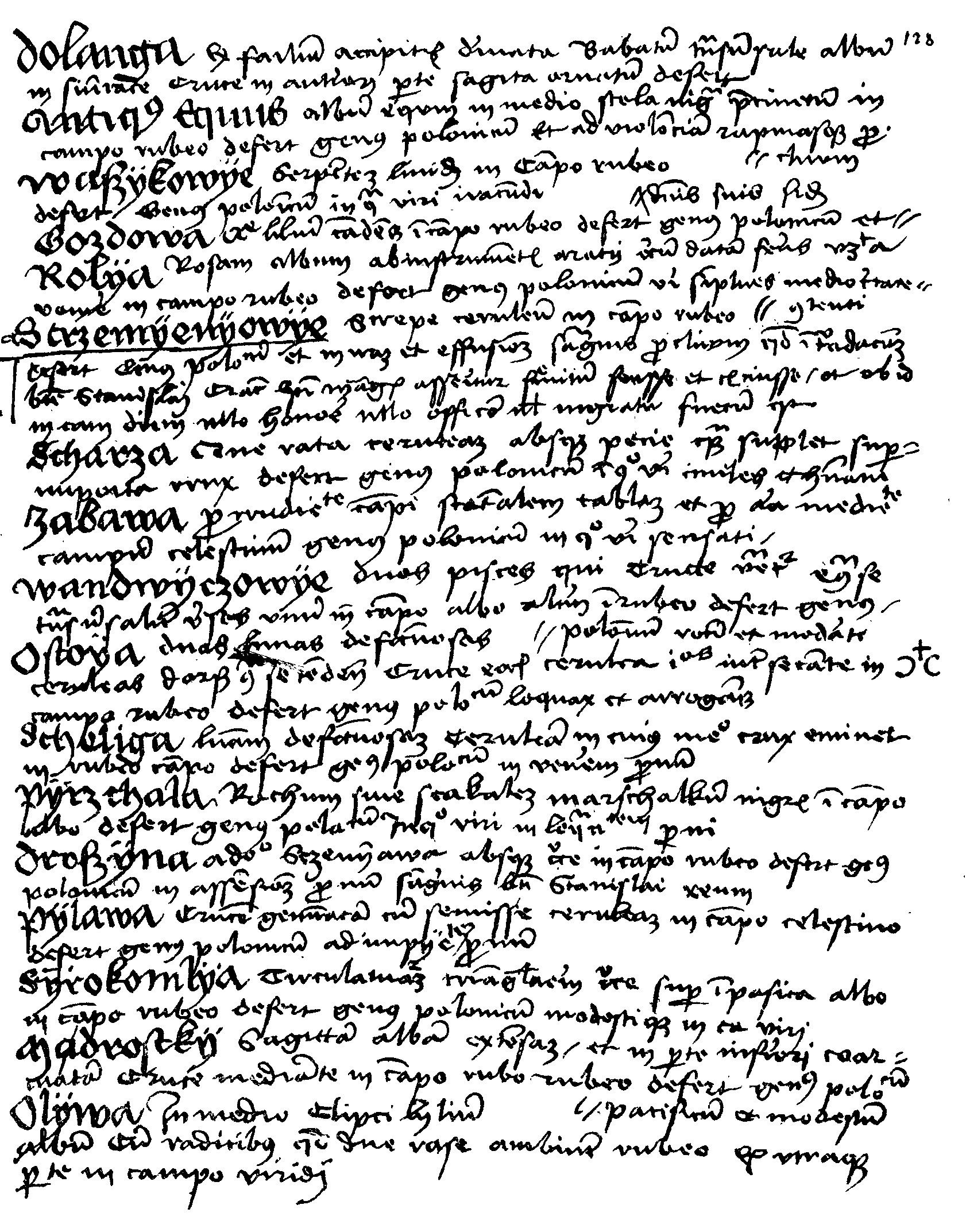
Najstarszy znany opis herbów polskich sporządzony przez Jana Długosza, potocznie zwany Clenodia

Pochodzenie rodu oraz czas powstania herbu Ostoja przysłaniają mroki dziejów. Niemniej są pewne przesłanki, które wskazują, iż przodkowie tego rodu (przynajmniej niektórzy) mogli pochodzić ze wschodu Europy. Pierwszorzędną poszlaką tutaj jest fakt, że godło herbu Ostoja, w swej linearnej konstrukcji i stylistyce, nosi ślad dawnych znaków własnościowych i klanowych ludów koczowniczych Wielkiego Stepu (scytyjskich, sarmackich, ugrofińskich itp). Jako jeden z pierwszych zwrócił na to podobieństwo uwagę prof. Tadeusz Sulimirski, autor książki „Sarmaci”, w której napisał: [...] Na temat pochodzenia herbów polskich istnieje wiele sprzecznych poglądów, z których żaden nie jest przekonujący. [...] Nie zwrócono natomiast uwagi na uderzające podobieństwo herbów polskich do sarmackich tamg i niemal identyczną formę. [...] Od nich pochodzą herby Rurykowiczów ruskich i większość herbów polskich. Potwierdzeniem tego co twierdził Silimirski jest podobieństwo godła herbu Ostoja wyrytego na portalu kościoła św. Mikołaja w Wysocicach do znaku herbowego Iziasławiczów (Rurykowiczów), książąt połockich z XII w. Jan Długosz (1415–1480), polski historyk i kronikarz, uznał, że ród Ostojów wraz ze swym herbem są rdzennie polskie, włączając informację o nich do grona 71 najstarszych polskich rodów i herbów szlacheckich. W dziele Insignia seu clenodia Regis et Regni Poloniae zapisał on swoje spostrzeżenie co do cech charakterologicznych rodu: Ostoya [...] Genus Polonicum loquax et arrogans, co można przetłumaczyć jako: Ostoja [...] ród polski elokwentny i zuchwały lub tak jak tłumaczył te słowa Bartosz Paprocki, że przodkowie rodu Ostojów bywali mowni i śmieli.

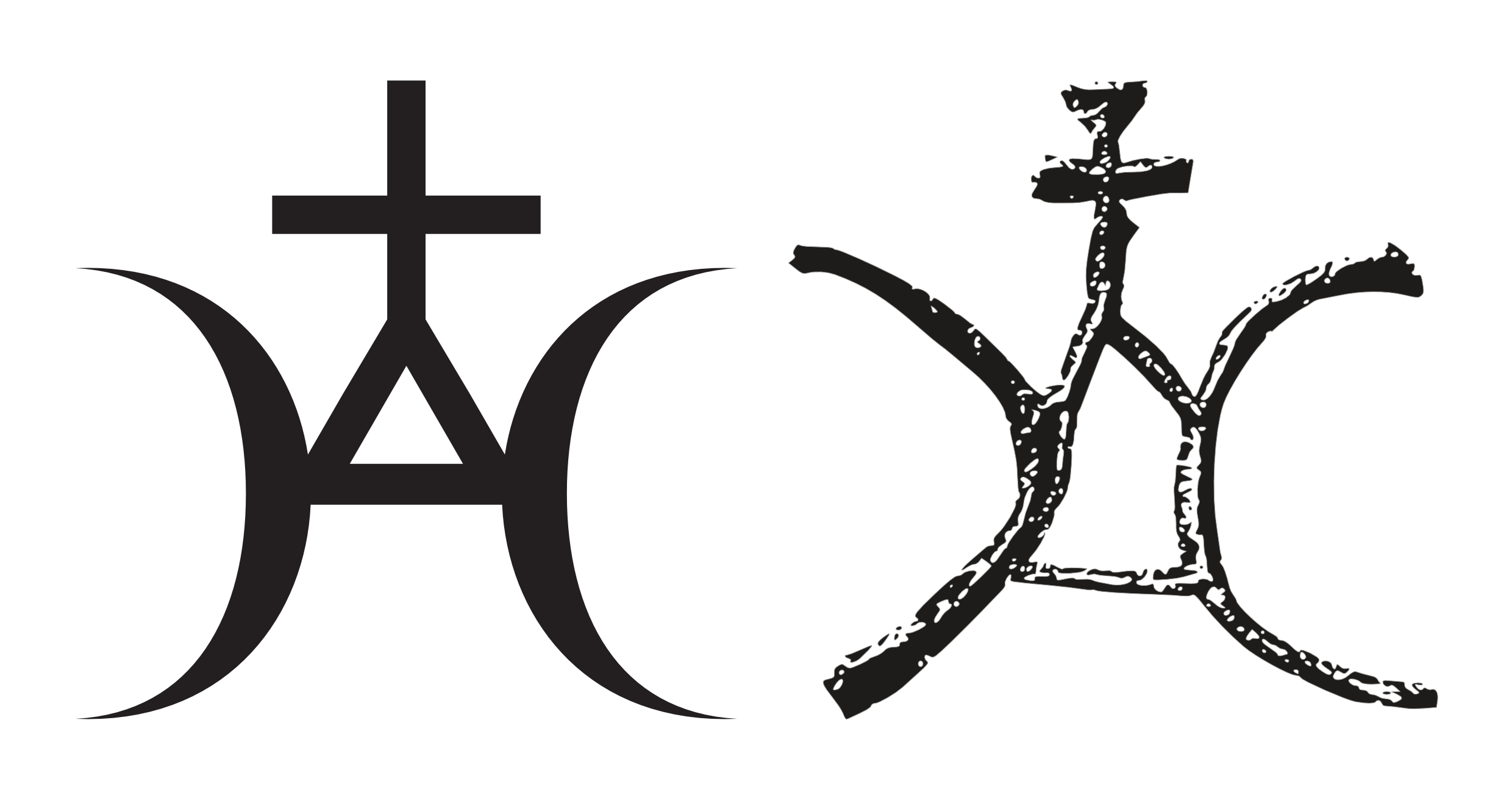
Porównanie godła herbu Iziasławiczów książąt połockich[11] z godłem herbu Ostoja Mikołaja ze Ściborzyc (z portalu kościoła w Wysococach)

### Pochodzenie legendarne rodu i herbu

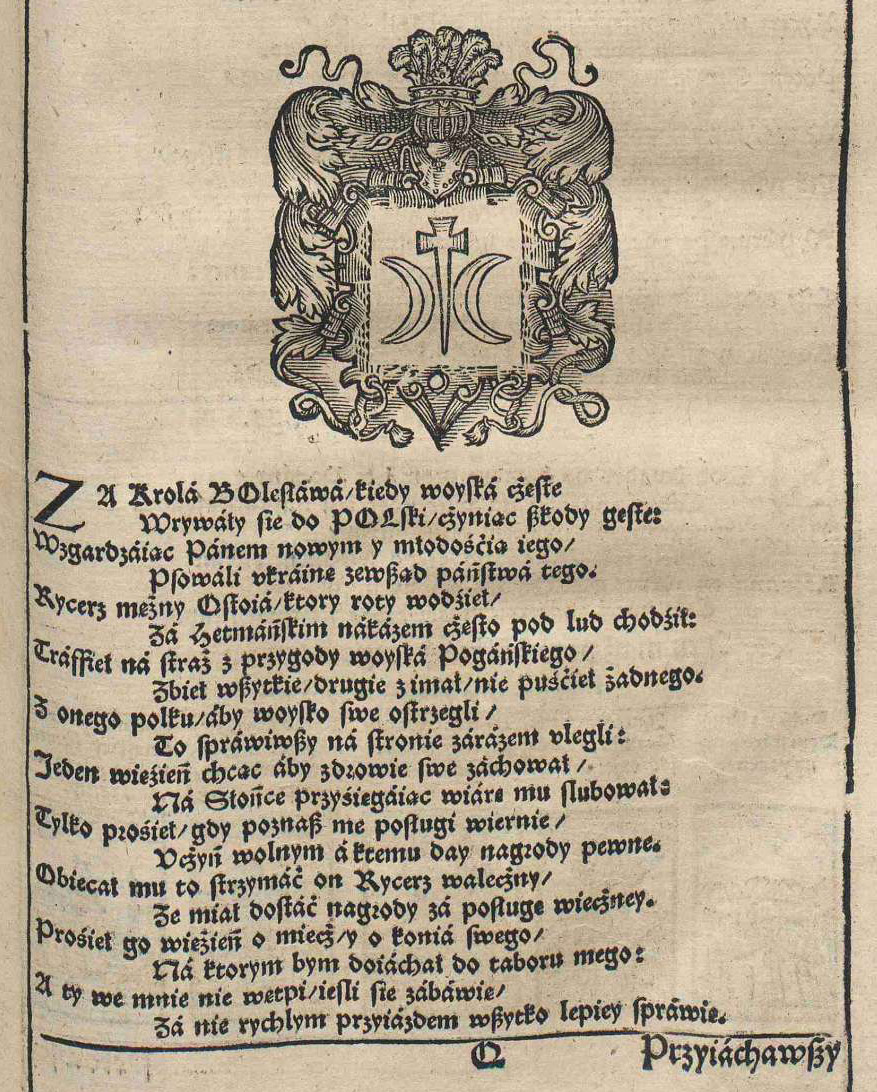
Fragment herbarza B. Paprockiego, Gniazdo cnoty, s. 301

Istnieją trzy najbardziej znane legendy dotyczące powstania herbu i rodu Ostojów (Mościców) – Bartosza Paprockiego (podana w 1578), Szymona Okolskiego (podana w 1642) i Wacława Potockiego (podana w 1696).
Według legendy zapisanej przez Bartosza Paprockiego początki rodu i herbu Ostoja sięgają czasów króla Bolesława Śmiałego i dotyczą dzielnego i przebiegłego rycerza o imieniu Ostoja, który roty wodzieł. W jednej z kampanii wojennych dokonał on skutecznego ataku na straż wrogich oddziałów i wziął jeńców do niewoli. Jeden z nich, obawiając się śmierci, zgodził się współpracować z Ostoją i wydać swoich towarzyszy. Dzięki akcji dywersyjnej tegoż jeńca żołnierze Ostoi pokonali kilkukrotnie przeciwnika i korzyść wielką i sławę przynieśli do wojska. Tak była ratowana przez Ostoję Polska. Tę wersję legendy przedstawił też, na swój sposób, Kasper Niesiecki w „Herbarzu Polskim”.
Inną legendę podał Szymon Okolski. Według niego początki rodu Ostojów należy łączyć z wędrówką Jafeta (syna Noego), do Chorwacji, który często modlił się przy blasku księżyca i dlatego też używał jego wizerunku jako swojego znaku osobistego. Potomek Jafeta – Baltazar, który wraz z Kacprem i Melchiorem, odbył podróż do Betlejem dodał do rodowego herbu gwiazdę, symbolizującą wspomnianą podróż do miejsca narodzin Chrystusa. Dalej Okolski pisał, że żyjący w Chorwacji potomkowie Baltazara wyruszyli z rodzinnych stron i wraz z Czechem i Lechem osiedlili się w odległych krainach. Do rodu Baltazara i Lecha należał także Ostoja, który uczestniczył w wojnie prowadzonej przez Bolesława Śmiałego z poganami. Na znak odniesionego przez siebie zwycięstwa umieścił w herbie rodowym, zamiast gwiazdy, miecz pomiędzy dwoma księżycami, dzięki któremu okrył się sławą.
Wacław Potocki nie wierzył w legendy przedstawione przez Paprockiego i Okolskiego. Miał odmienny pomysł na genezę rodu i herbu Ostoja. Pisał on: Niech wierzy kto chce, a ja wedle głowy mojej inszy początek z Pisma położę Ostoi. Heraldyk początek rodu i herbu Ostoja widział w czasach wędrówki Izraelitów do Kanaanu. Odwołał się do biblijnej opowieści o walce Jozuego z Amorytami, kiedy słońce i księżyc zostały wstrzymane by przywódca Izraelitów mógł za dnia pokonać wrogów. Potocki pisał, że Stąd dwa w gerbie księżyce, które prawie w poły, jawny znak krwie rozlania, miecz rozdzielił goły. Dwa księżyce, bo, żeby rok stanął w swej mierze, musiały zmieścić w jednej dwie nocy kwaterze. […] tym hetman izraelski, Jozue się szczyci, tym gerbem właśnie szczycić powinni się i ci, którzy pod jego tarczą tamecznych zamków, fortec, miast i obronnych dostawali zamków.

### Przydomek rodu
Przydomkiem rodowym jest imię Ścibor (także: Czścibor, Czcibor, Cibor, Czesbor). Wiele rodzin Ostoi używa go przy nazwisku – Ścibor-Iłowieccy, Ścibor-Bogusławscy, Ścibor-Chełmscy, Ścibor-Jackowscy, Ścibor-Ostaszewscy, Ścibor-Rylscy i inni. Jest to staropolskie imię męskie, które oznacza walczącego o cześć, obrońcę czci lub tego, który czci walkę. Już od najdawniejszych czasów członkowie rodu używali to imię nad wyraz często. Nawet nazwy dwóch najstarszych, znanych badaczom, siedzib Ostojów pochodzą od imienia Ścibor. Są to – Ściborzyce w Małopolsce i Ściborze na Kujawach. O znaczeniu tego imienia dla członków rodu Ostojów pisał Kasper Niesiecki w „Herbarzu Polskim”: [...] na dawnych przywilejach, dostało się Sciborów czytać siła (tem się, albowiem imieniem jak dziedzicznem, długo szczycili, co i podziśdzień widzimy w domu Chełmskich) osobliwie jednak w roku 1099. Sciborów hrabiów z Jabłeczna, hrabiów z Poniedza, a stąd bym wnosił, że ten dom dawniejszy w Polsce u nas, niżeli mu zakładają pisarze nasi.
Najwybitniejszą postacią w rodzie Ostojów (Mościców) noszącą imię Ścibor był syn Mościca ze Ściborza, wojewody gniewkowskiego – Ścibor ze Ściborzyc, wojewoda siedmiogrodzki, komes komitatów górnowęgierskich. Jego majątek obejmował połowę zachodniej Słowacji, w tym całą dolinę Wagu. Nazywany był niekiedy małym królem Słowacji. Posiadał 31 zamków i ponad 200 posiadłości. Jego główną siedzibą i własnością był zamek Beckov na dzisiejszej Słowacji. Od 1362 r. przebywał na Węgrzech w najbliższym otoczeniu Ludwika Węgierskiego. Po śmierci króla Ludwika związał się z dworem Zygmunta Luksemburskiego. Jako wpływowy doradca i przyjaciel władcy Węgier wszedł w krąg najpotężniejszych arystokratów średniowiecznej Europy. Ponadto był jednym z pierwszych członków Zakonu Smoka. Zmarł w 1414 r. i został pochowany w królewskiej kaplicy w Székesfehérvárze.

Herb Ścibora ze Ściborzyc
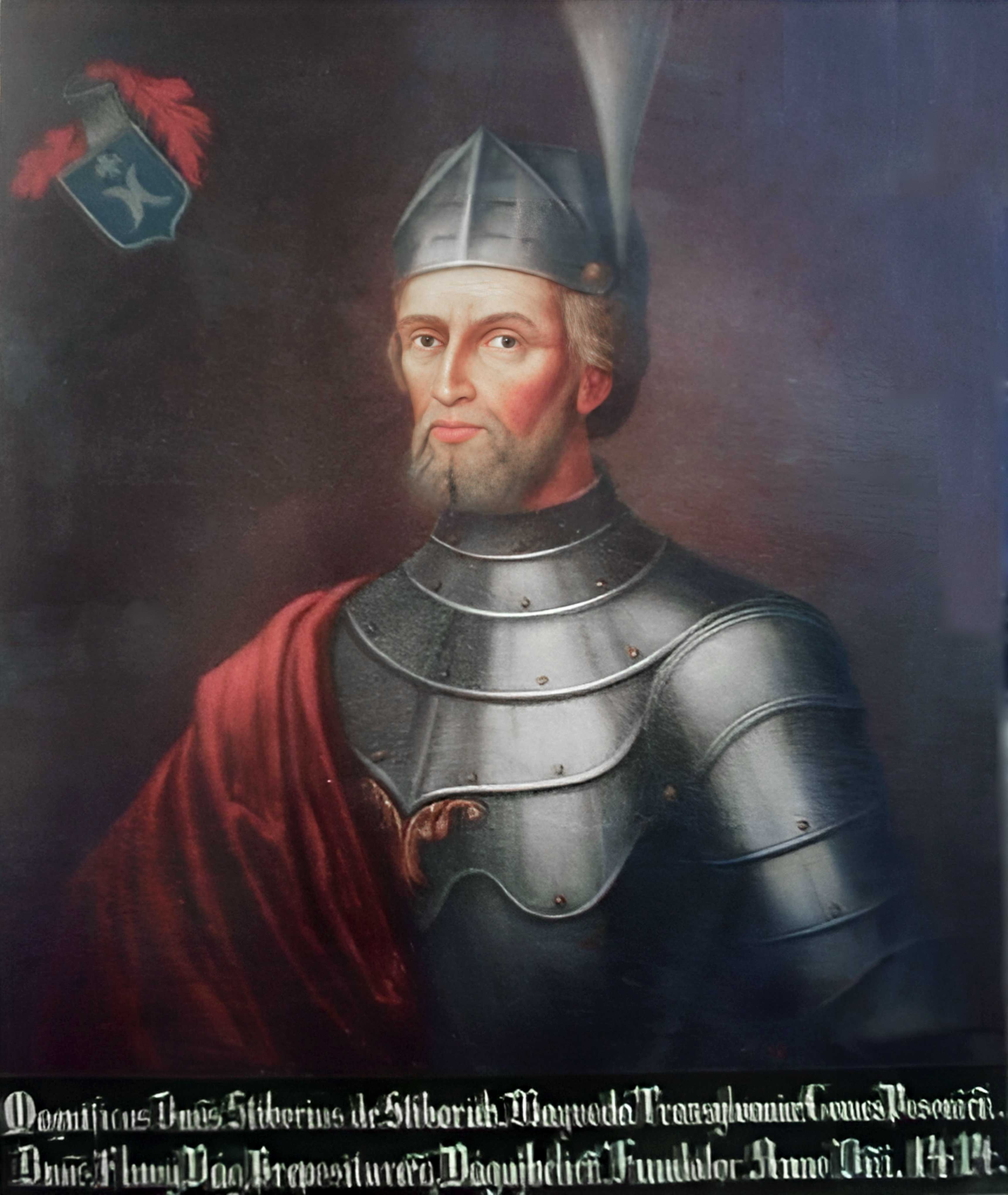
Ścibor ze Ściborzyc
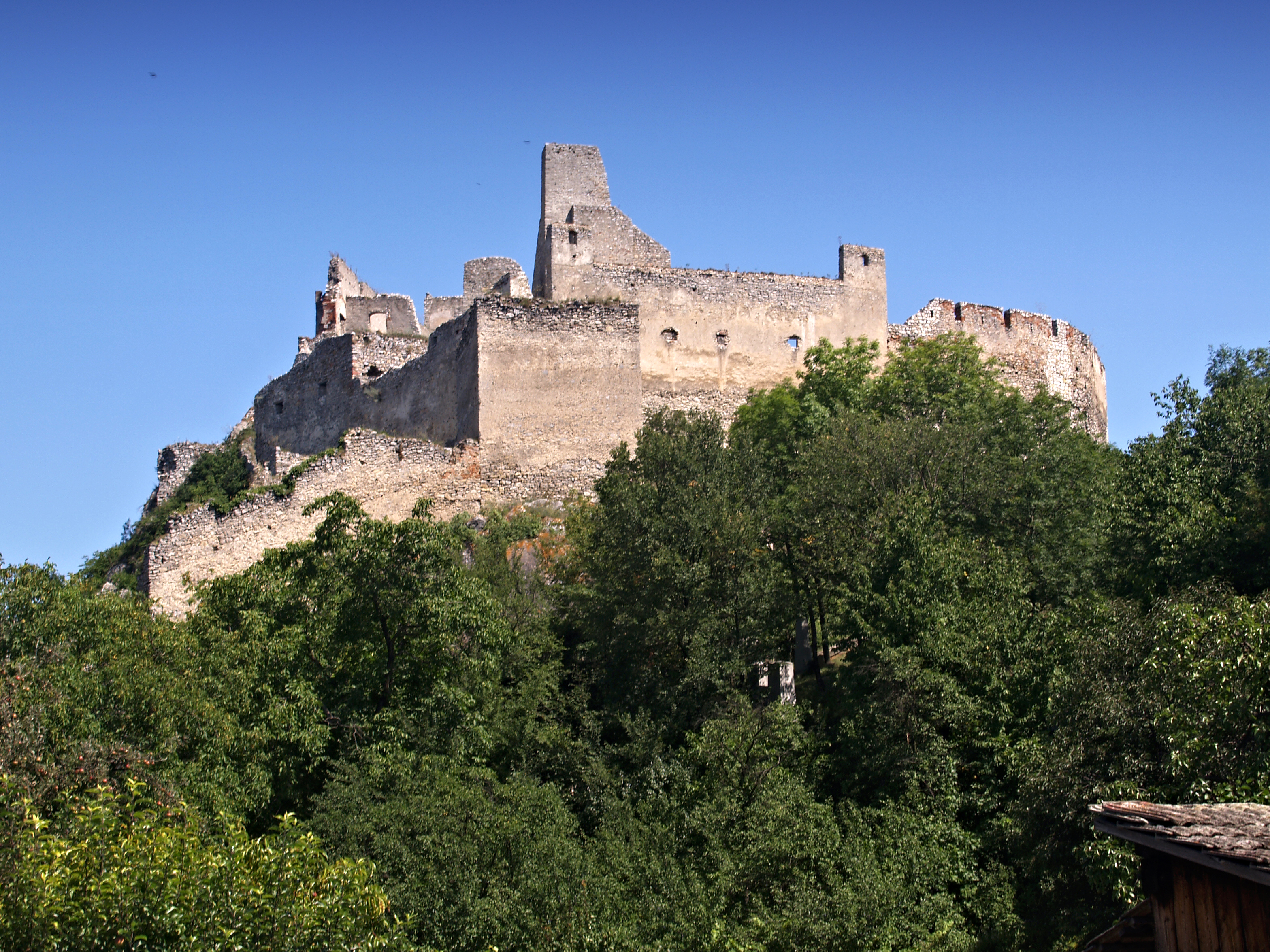
Zamek Beckov Ścibora ze Ściborzyc nad rzeką Wag
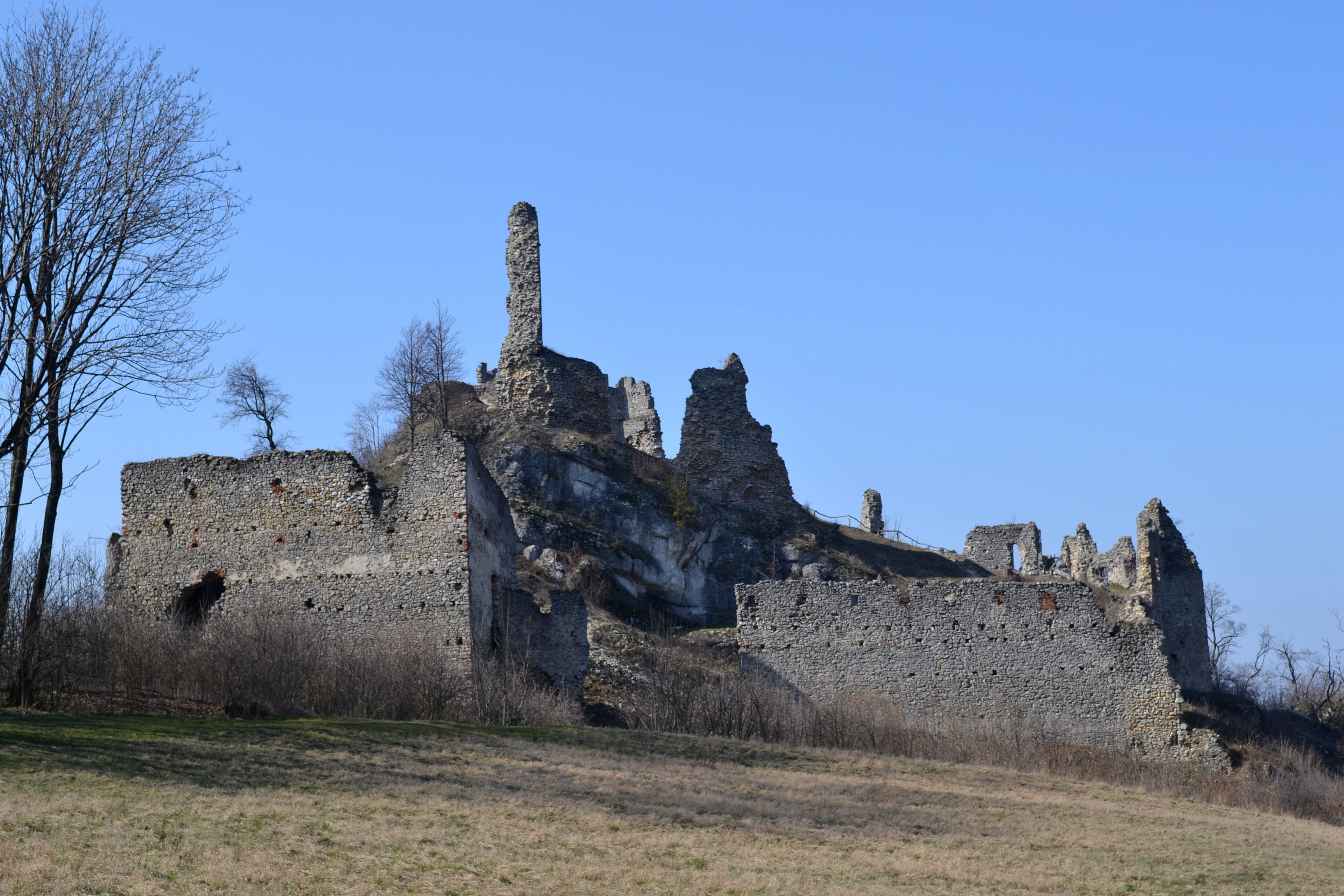
Zamek Korlátka Ścibora ze Ściborzyc
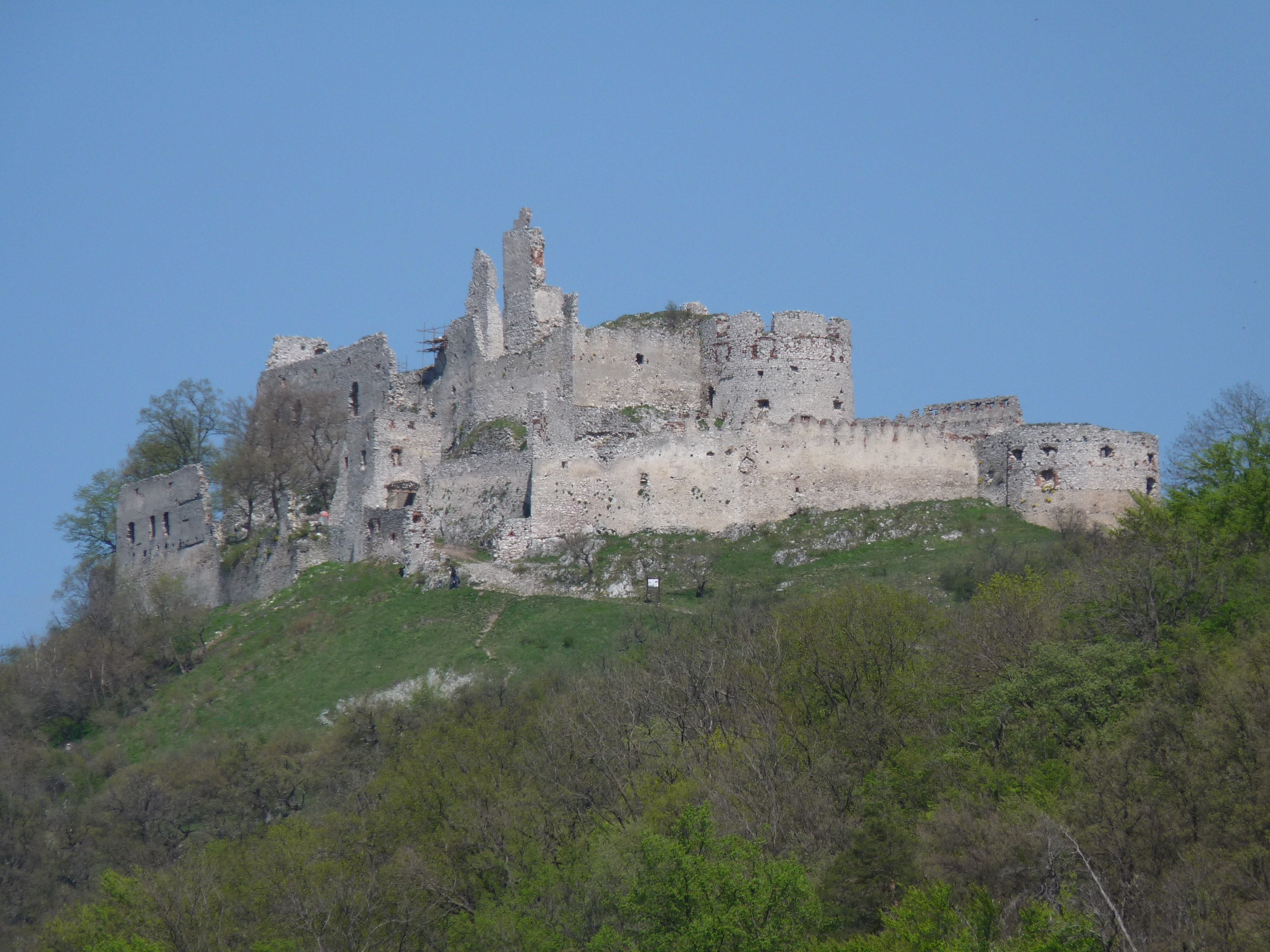
Zamek Plavecký hrad Ścibora ze Ściborzyc
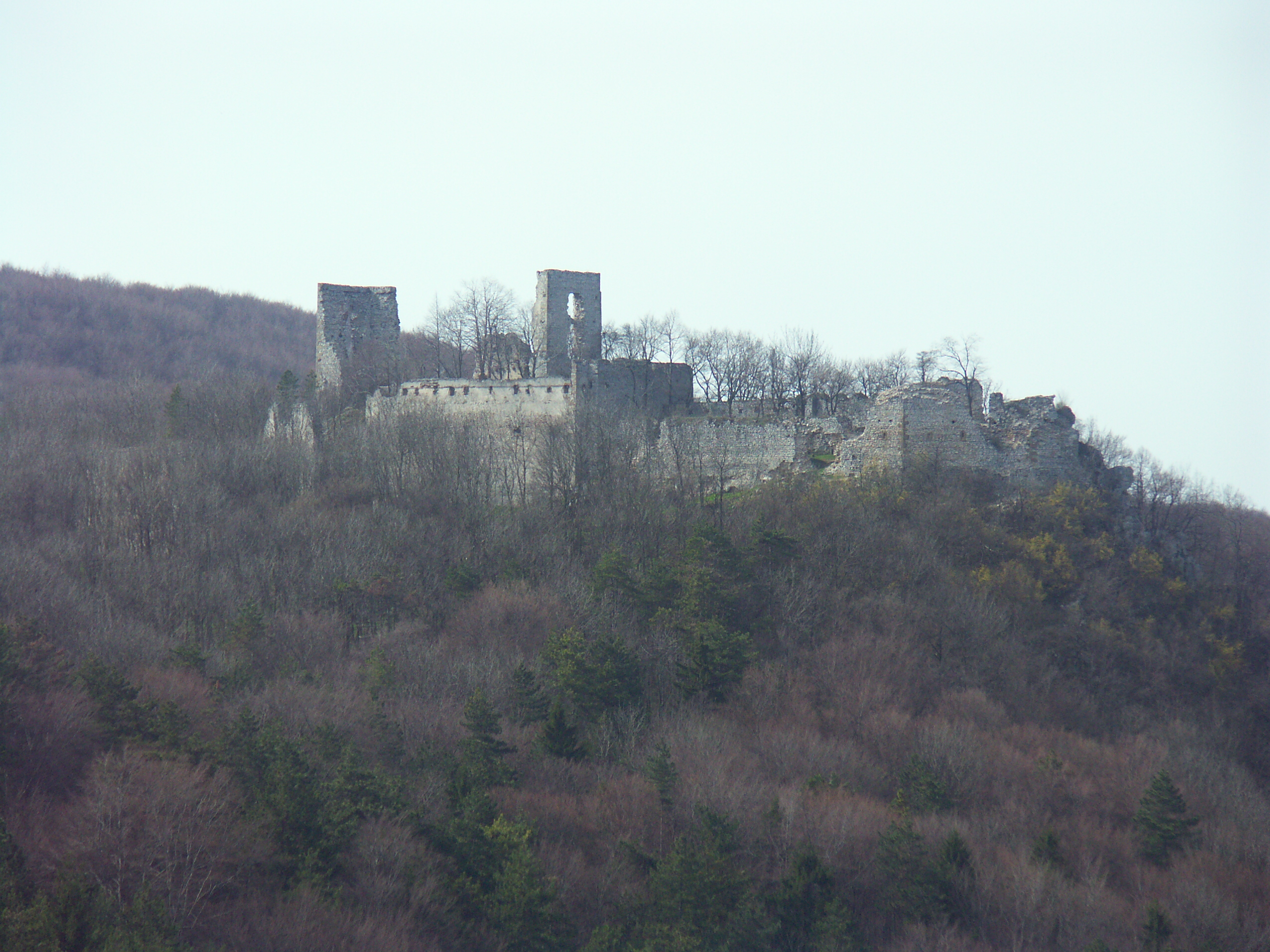
Zamek Dobrá Voda Ścibora ze Ściborzyc

### Najdawniejsze świadectwa historyczne
Najstarszym, materialnym świadectwem z historii rodu jest wizerunek godła herbu Ostoja odkryty podczas prac konserwatorskich kościoła pod wezwaniem św. Mikołaja w Wysocicach. Wyryte na portalu świątyni godło pochodzi zapewne z I połowy XIII wieku. Wiadomo bowiem, że ukończenie budowy tego kościoła ufundował rycerz Mikołaj ze Ściborzyc herbu Ostoja. Z pewnością ryt godła herbu Ostoja nie może pochodzić z okresu późniejszego, gdyż synowie Mikołaja – Strachota i Ścibor sprzedali ojcowską wieś w r. 1252 klasztorowi cysterów w Szczyrzycu i opuścili Ściborzyce przenosząc się w północne rejony Polski. Ważną pamiątką historyczną rodu jest także sam dokument sprzedaży Ściborzyc, będący zatwierdzeniem transakcji przez Bolesława Wstydliwego. Oryginalny dokument pergaminowy datowany jest na dzień 14 maja 1252 r. a jego treść została opublikowana w Kodeksie Dyplomatycznym Małopolski w 1876 r. Nie wykluczone, że przodkiem wymienionych powyżej dziedziców Ściborzyc był rycerz Cistebor (Cistibor), który w 1110 r. ofiarował katedrze krakowskiej unum pallium.
Niezwykle cennym świadectwem z dziejów rodu Ostoja jest plomba drohiczyńska z połowy XIII w., na której widnieje znak rozpoznawczo-własnościowy z godłem herbu Ostoja. Reprezentował on Strachotę, syna Mikołaja ze Ściborzyc, a został zapewne wyciśnięty stemplem w latach 1253–1255. Plombę znaleziono w ruinach fundamentów dawnego zamku w Drohiczynie. Zamek ten należał do księcia mazowieckiego Siemowita I, który po 1252 r. wizytował w Drohiczynie dwukrotnie. Zapewne Strachota Mikołajewic ze Ściborzyc, przyboczny i najbardziej zaufany rycerz księcia, towarzyszył mu podczas tamtych wizyt na drochiczyńskim zamku.
Jedną z najstarszych pamiątek rodu Ostoja jest pieczęć dziekana poznańskiego Czcibora (Ścibora) odciśnięta w wosku przedstawiająca herb Ostoja. Godło herbu jest dziś nieczytelne, ale zachował się jego opis z 1879 r. – [...] (pieczęć) przedstawia na tarczy trójkątnej godło rodu Ostojów; napis: S’Cztiborii Decani Pozn. Ścibor był dziekanem katedry poznańskiej w latach 1356–1363. Dokument z jego pieczęcią znajduje się w Archiwum Archidiecezjalnym w Poznaniu (syg. DK, perg. 81).
Znany jest wizerunek pieczęci Jakusza z Błociszewa, wojewody grodowego lwowskiego, przedstawiający herb Ostoja z napisem: S. IACUSSI. DE. BLOCISZEWO. Pieczęć zawieszona została przy dokumencie wystawionym w 1370 roku. Zdjęcie pieczęci zostało opublikowane w 1938 roku przez Mariana Haisiga. Dokument z pieczęcią znajdował się tego roku w Archiwum miasta Lwowa.
Wspaniałym świadectwem wielkiej historii rodu Ostoja są zabytkowe ruiny zamku Beckov na Słowacji. Od 1388 r. warownia należała do Ścibora ze Ściborzyc h. Ostoja. Zamek został przez Ostojczyka przebudowany w gotyckim stylu i znacznie powiększony. Po śmierci Ścibora Beckov przeszedł drogą spadku na jego syna Ścibora Ściborowica. Zamek pozostawał w rękach rodu do 1437 r. Ważną pamiątką historyczną rodu jest także zachowana w doskonałym stanie płyta nagrobna Ścibora Ściborowica, która obecnie przechowywana jest w Muzeum Historycznym w Budapeszcie.
Do cennych pamiątek historycznych rodu zaliczana jest chrzcielnica z herbem Ostoja w kościele Wniebowzięcia NMP i świętego Stanisława Biskupa w Bodzentynie ufundowana przez kardynała Fryderyka Jagiellończyka w 1492 r. O tej chrzcielnicy pisał Zygmunt Gloger w Encyklopedii staropolskiej.

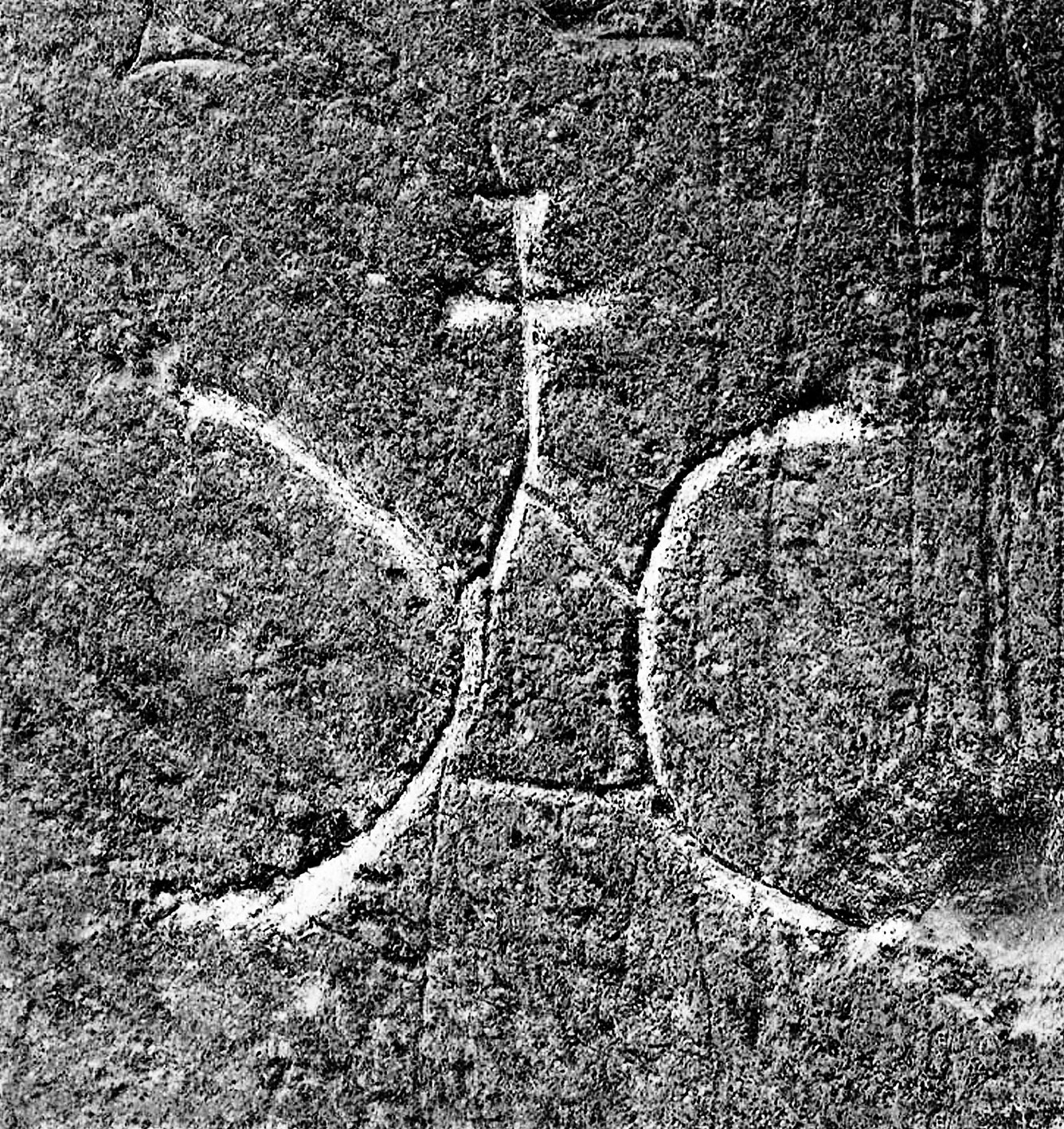
Godło herbu Ostoja Mikołaja ze Ściborzyc wyryte na portalu kościoła w Wysocicach w I połowie XIII w.
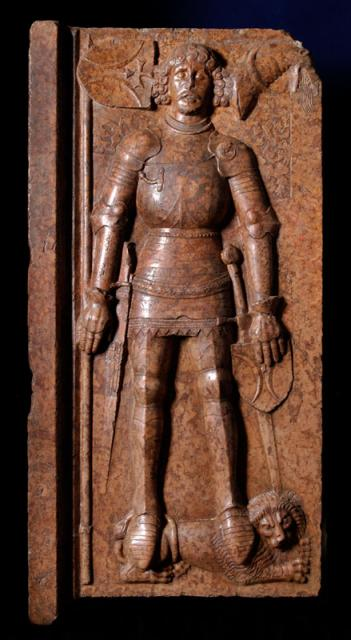
płyta nagrobna Ścibora Ściborowica z XV w., Muzeum Historyczne w Budapeszcie
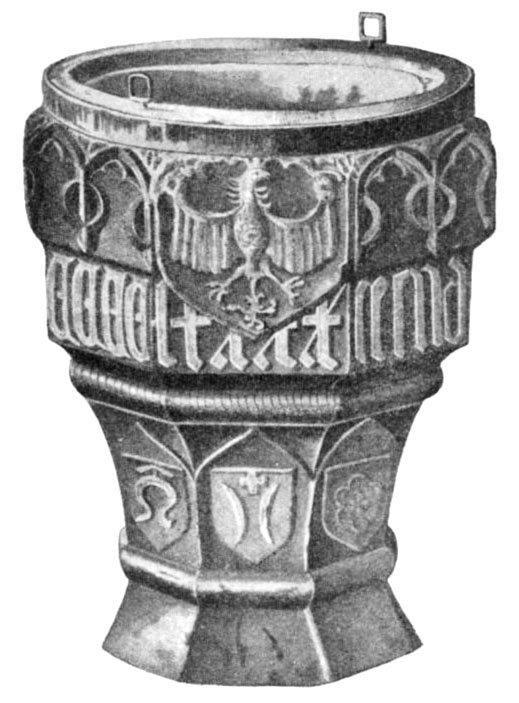
Chrzcielnica z herbem Ostoja w kościele Wniebowzięcia NMP i świętego Stanisława Biskupa w Bodzentynie ufundowana przez kardynała Fryderyka Jagiellończyka w 1492 r.

### Obiekty sakralne ufundowane przez członków rodu
Poniżej prezentowane są wybrane przykłady zabytkowych obiektów sakralnych o znaczeniu historycznym, które zostały ufundowane przez członków rodu Ostojów (Mościców). Najstarszym, znanym historykom, obiektem jest kościół pod wezwaniem św. Mikołaja w Wysocicach wzniesiony w I połowie XIII w. Budowę świątyni (pierwotnie pod wezwaniem maryjnym) zapoczątkował biskup Iwo z Końskich zwany Odrowążem. Kościół ten miał być jego forteczną, prywatną kaplicą. Jednak w roku 1229 biskup nieoczekiwanie zmarł w podróży po Włoszech. Budowę kontynuowano dzięki wsparciu Mikołaja ze Ściborzyc h. Ostoja. Wezwanie św. Mikołaja dedykowane zostało zapewne Ostojczykowi.

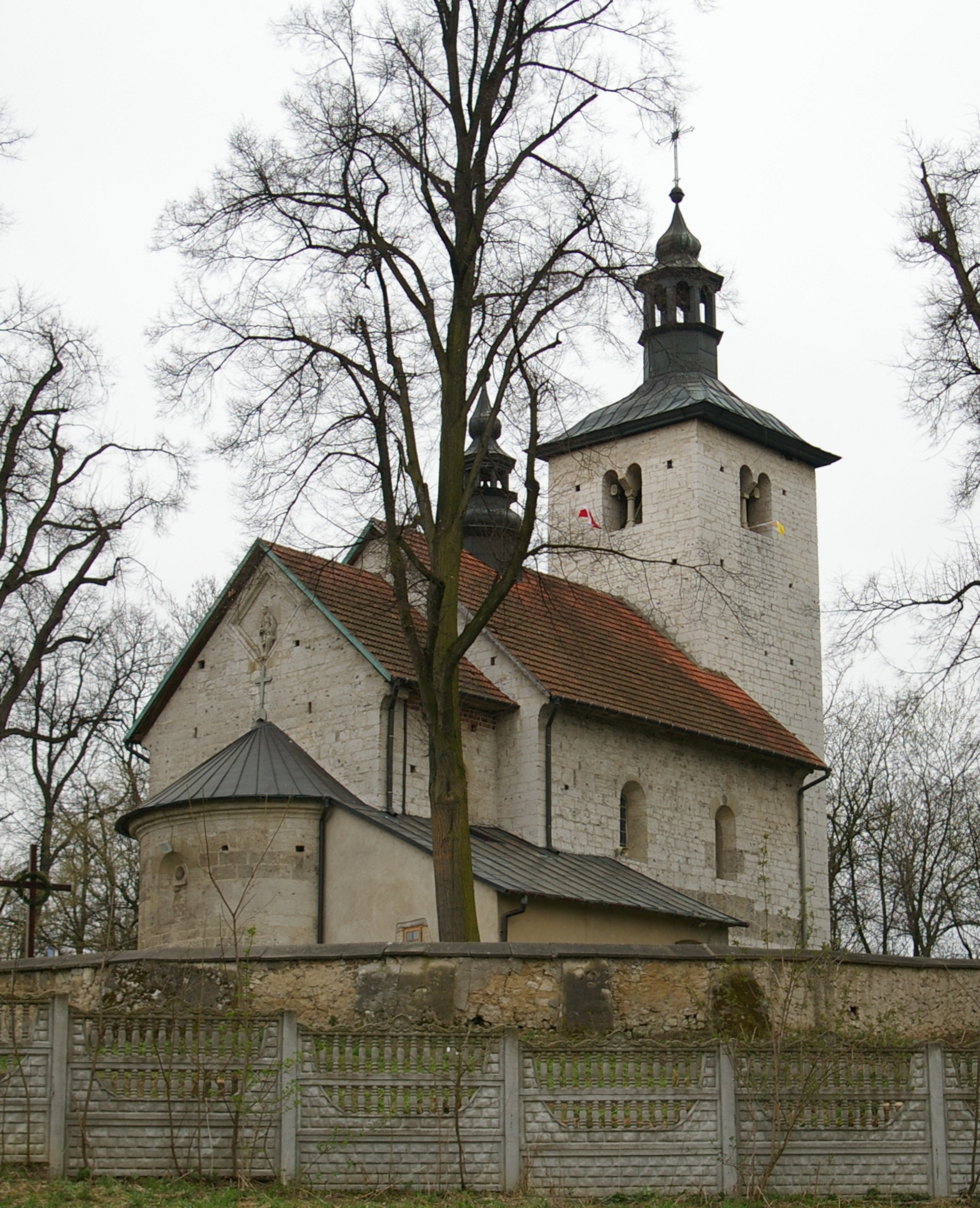
Kościół św. Mikołaja w Wysocicach ufundowany przez Mikołaja ze Ściborzyc h. Ostoja w I połowie XIII w.
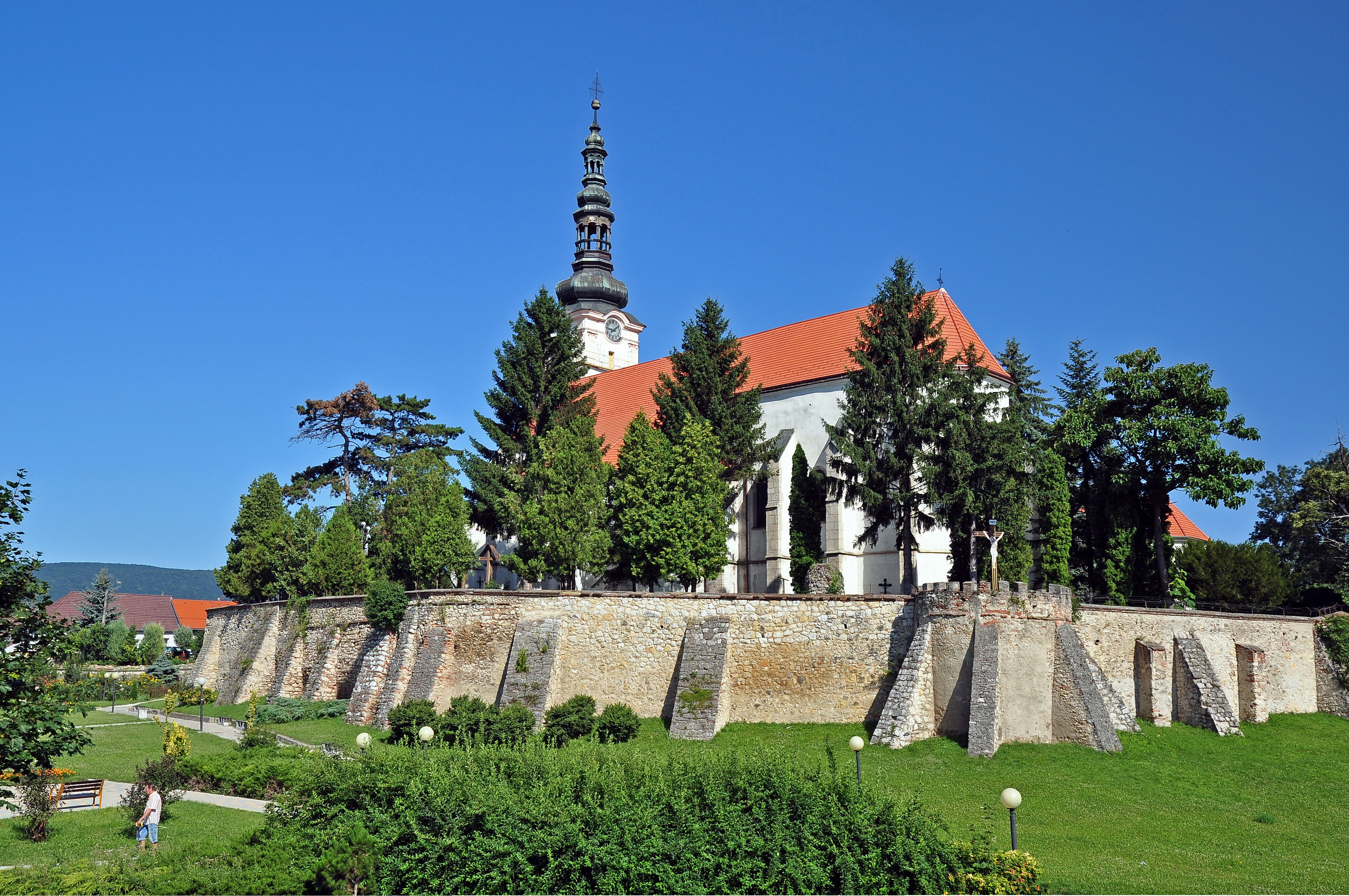
Kościół w Nowym Mieście nad Wagiem ufundowany przez Ścibora ze Ściborzyc.
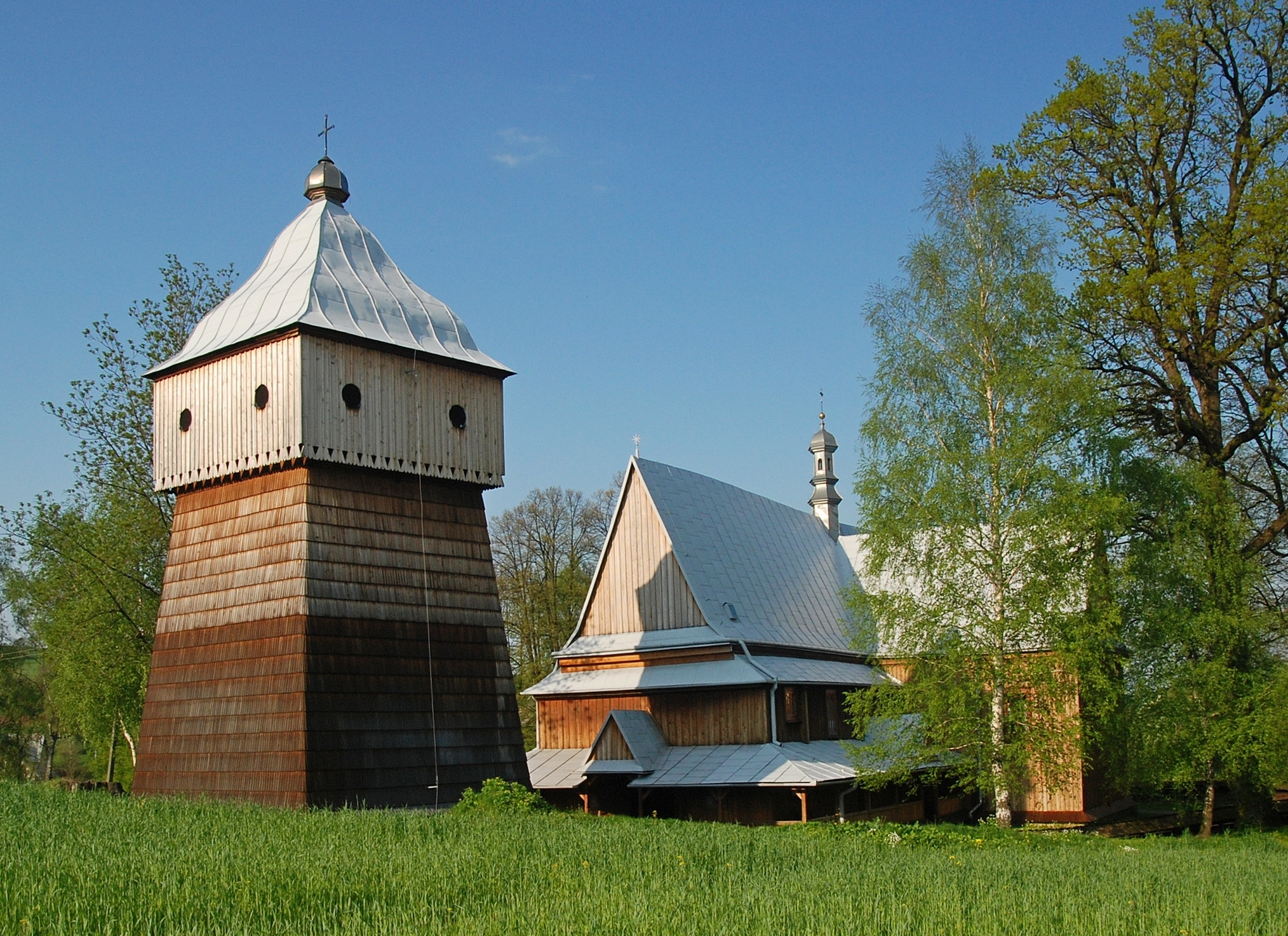
Kościół św. Mikołaja w Brzezinach ufundowany przez Rokoszów h. Ostoja w XV w.
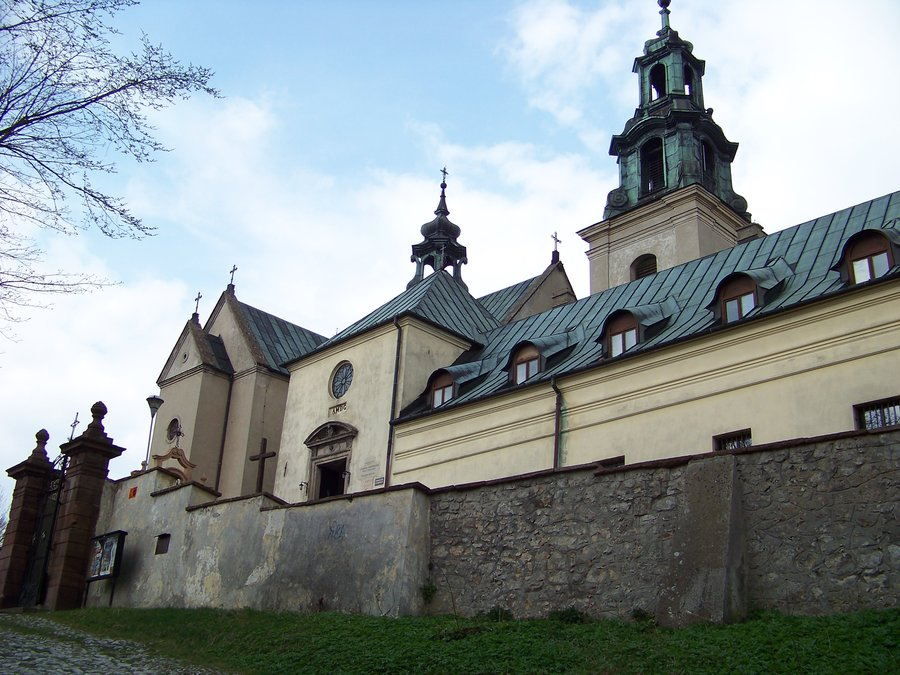
Kościół Świętego Karola Boromeusza w Kielcach ufundowany przez Marcina Szyszkowskiego h. Ostoja w XVII w.
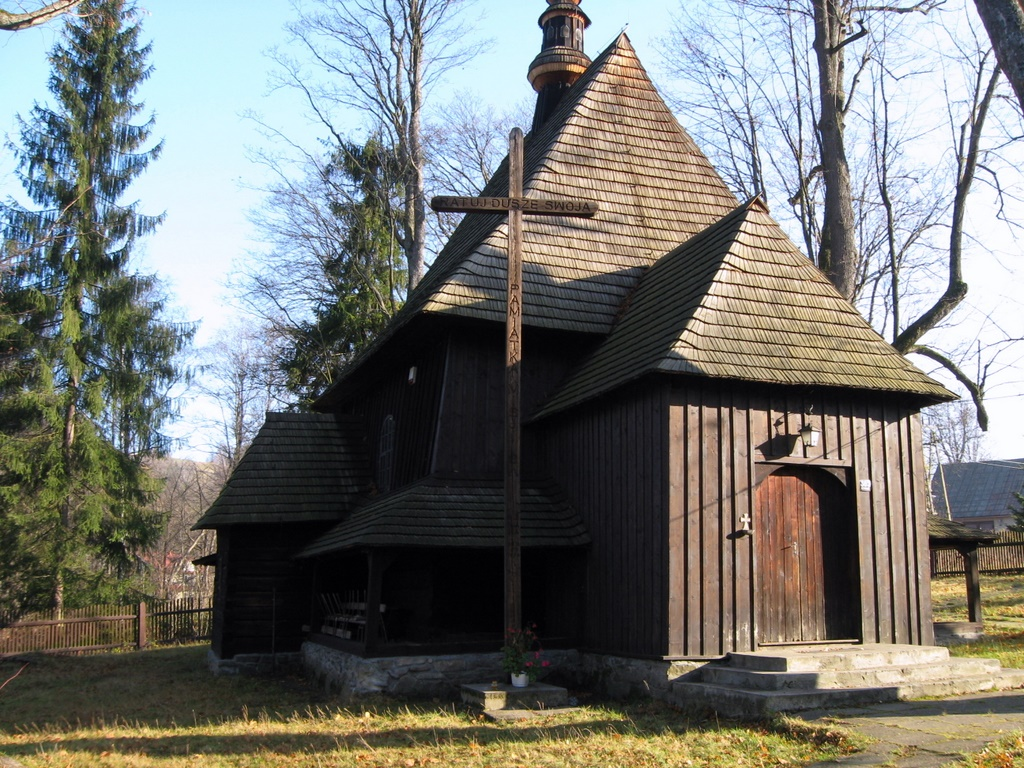
Kościół św. Antoniego w Sieniawie wybudowany w XVIII w. kosztem Andrzeja Sendzimira h. Ostoja
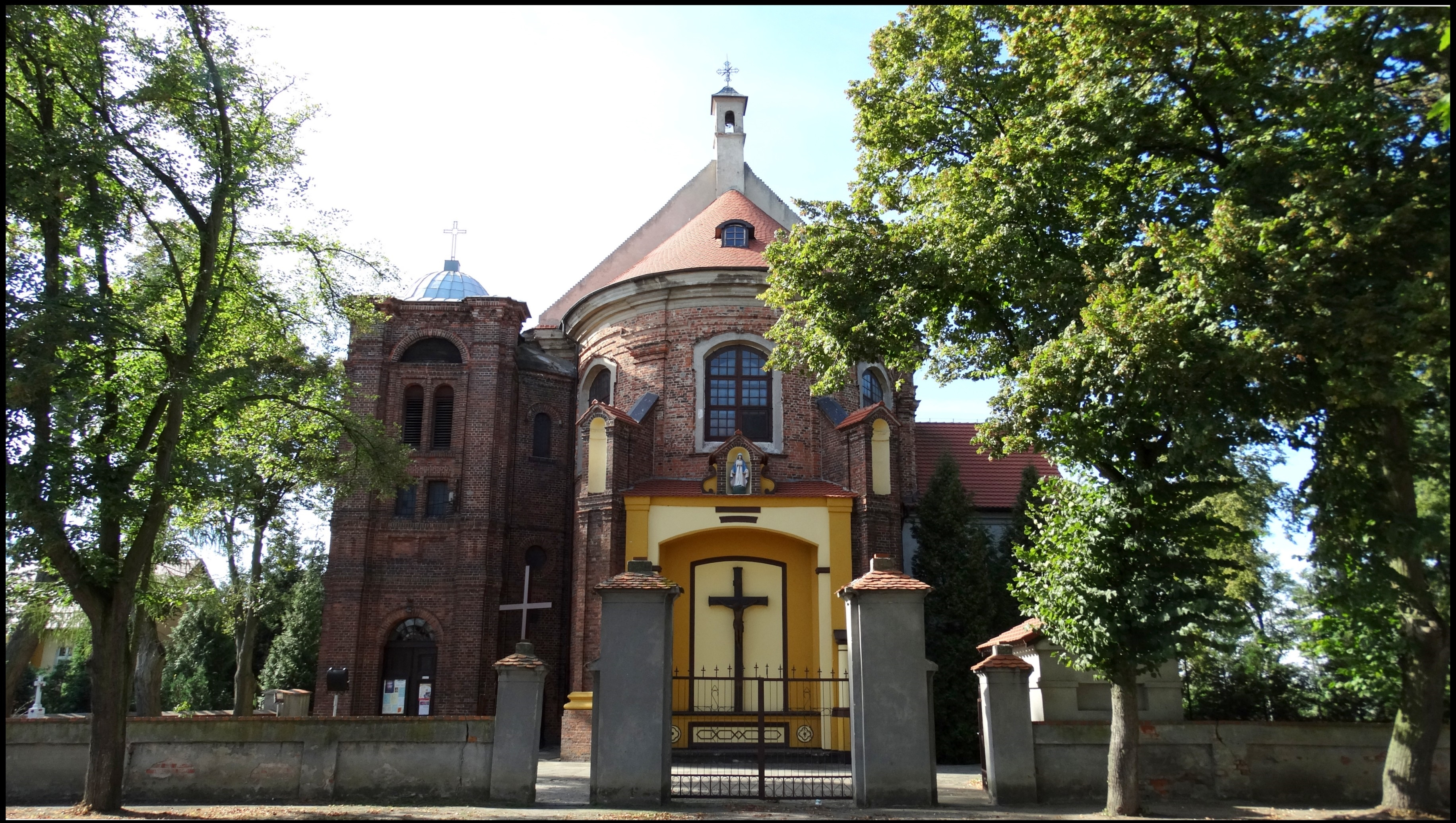
Kościół Wszystkich Świętych w Starym Białczu ufundowany w XVIII w. przez Gajewskich h. Ostoja

### Zamki, pałace i dwory członków rodu
Poniżej prezentowane są siedziby członków rodu. Najstarszą i jedną z najokazalszych jest zachowany do dziś w doskonałym stanie Zamek Orawski z XIII wieku w miejscowości o nazwie Orawskie Podzamcze na Słowacji. W 1420 roku otrzymał go we władanie z rąk króla Zygmunta Luksemburczyka Ścibor Ściborowic herbu Ostoja, syn Ścibora ze Ściborzyc.

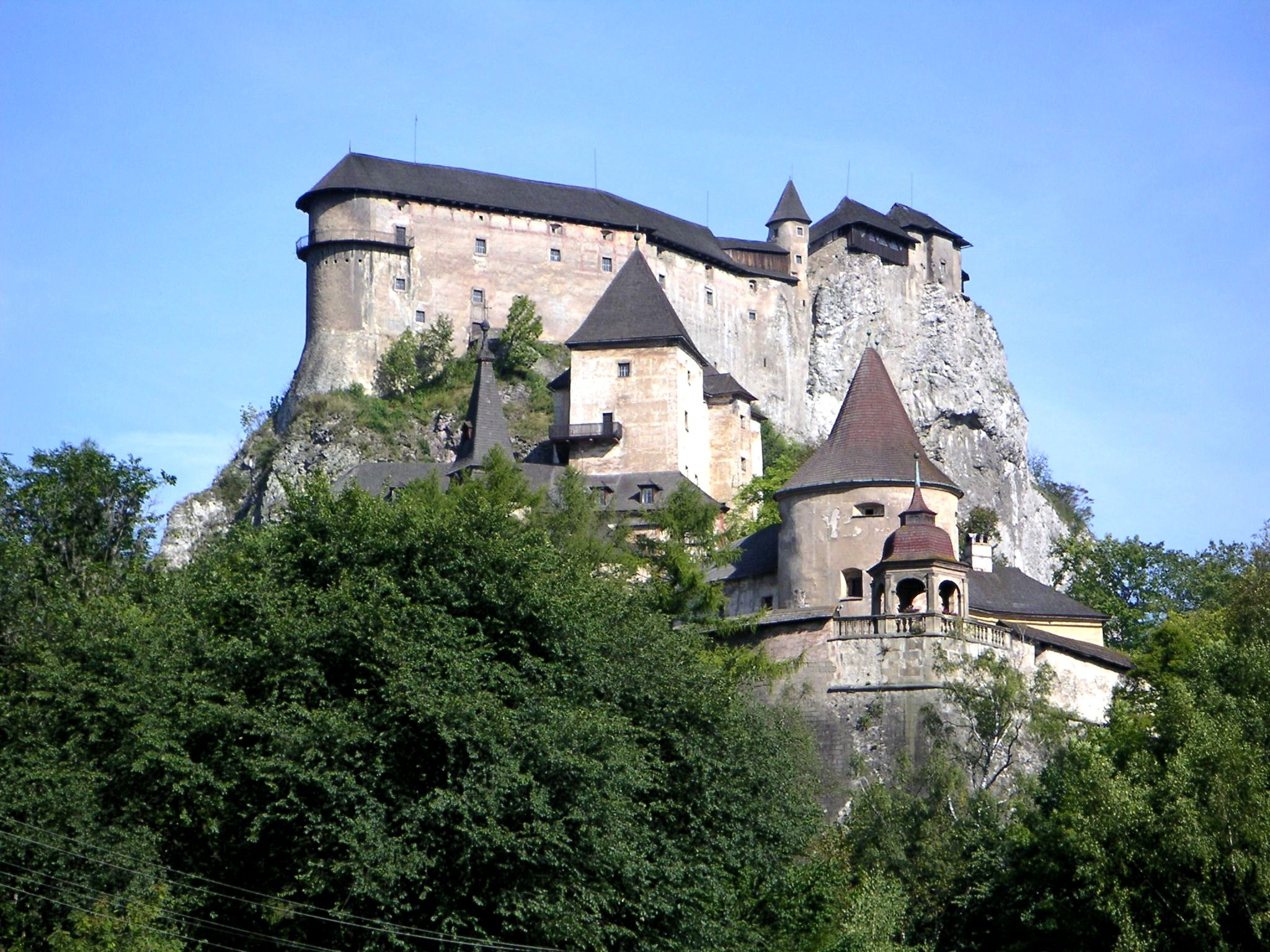
Zamek Orawski należący do Ścibora Ściborowica w XV w.
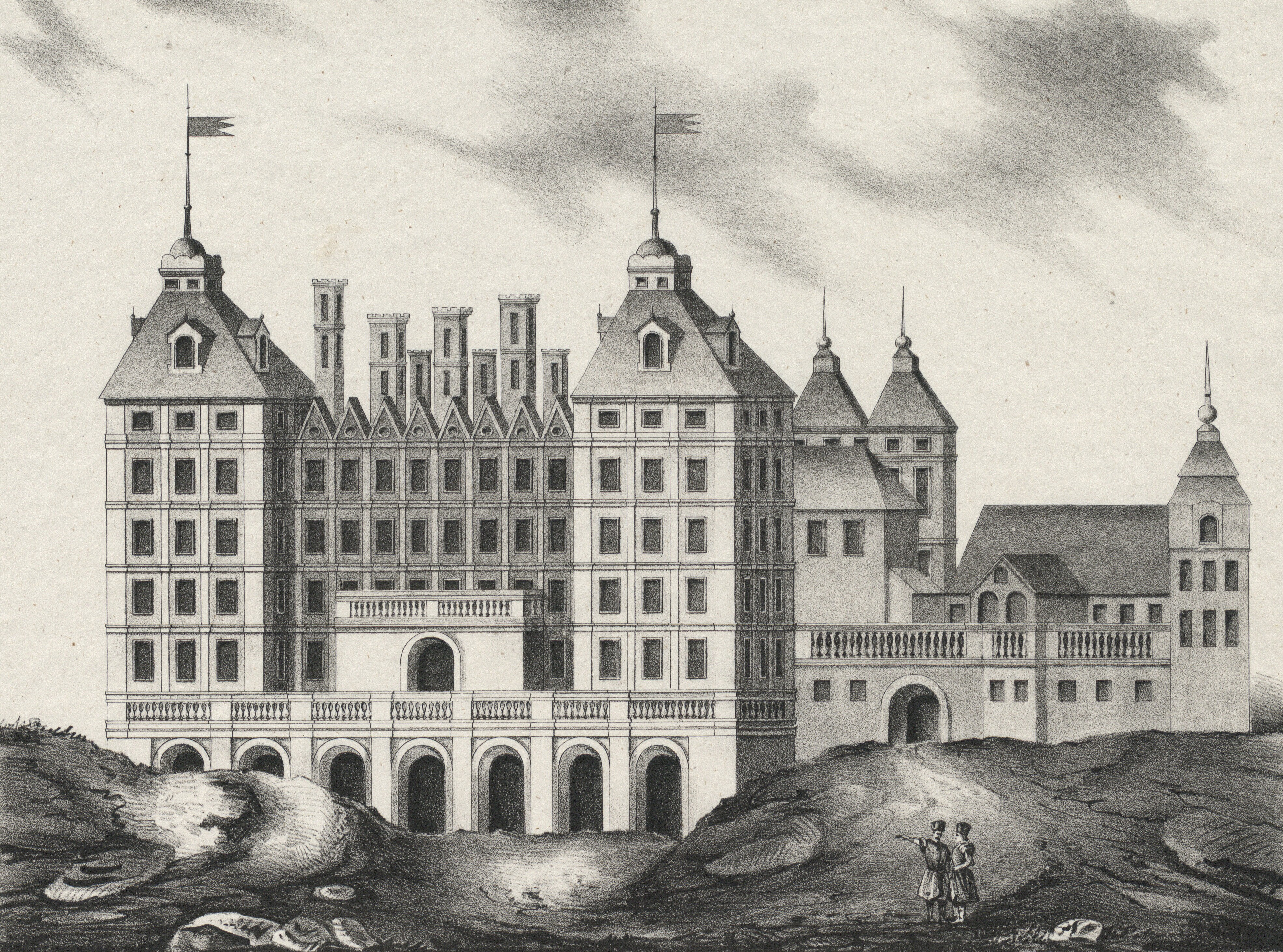
Pałac w Warszawie należący do Elżbiety Słuszczanki h. Ostoja w połowie XVII w.
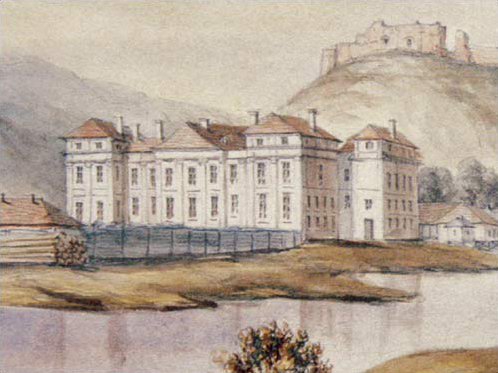
Pałac Słuszków h. Ostoja na Starym Mieście w Wilnie
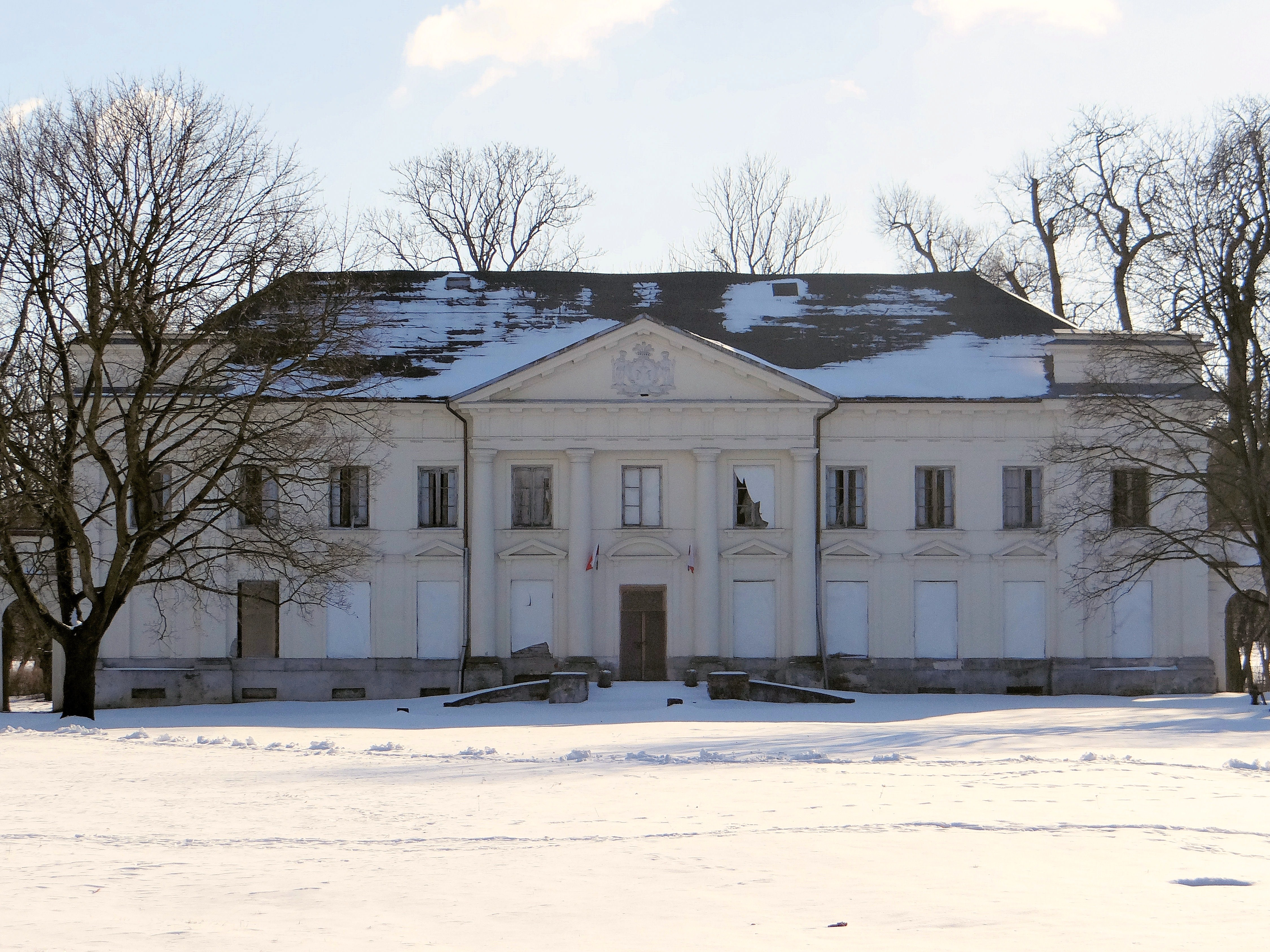
Pałac w Słubicach należący do hrabiów Mikorskich h. Ostoja
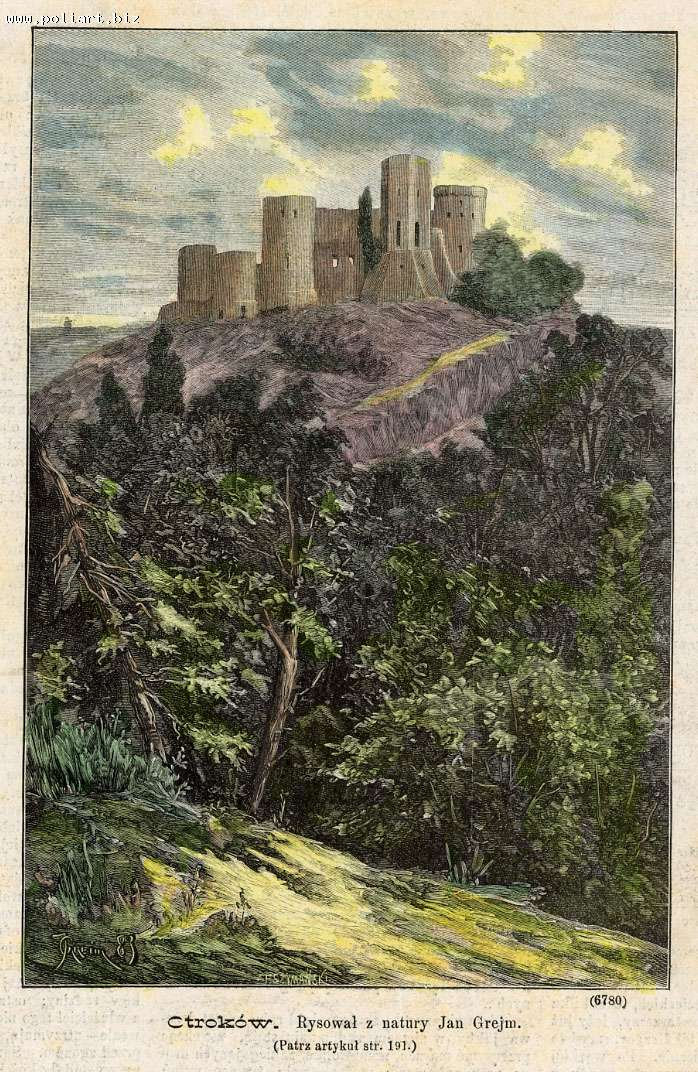
Zamek Otrokiw zbudowany przez Ignacego Marchockiego w XIX w.
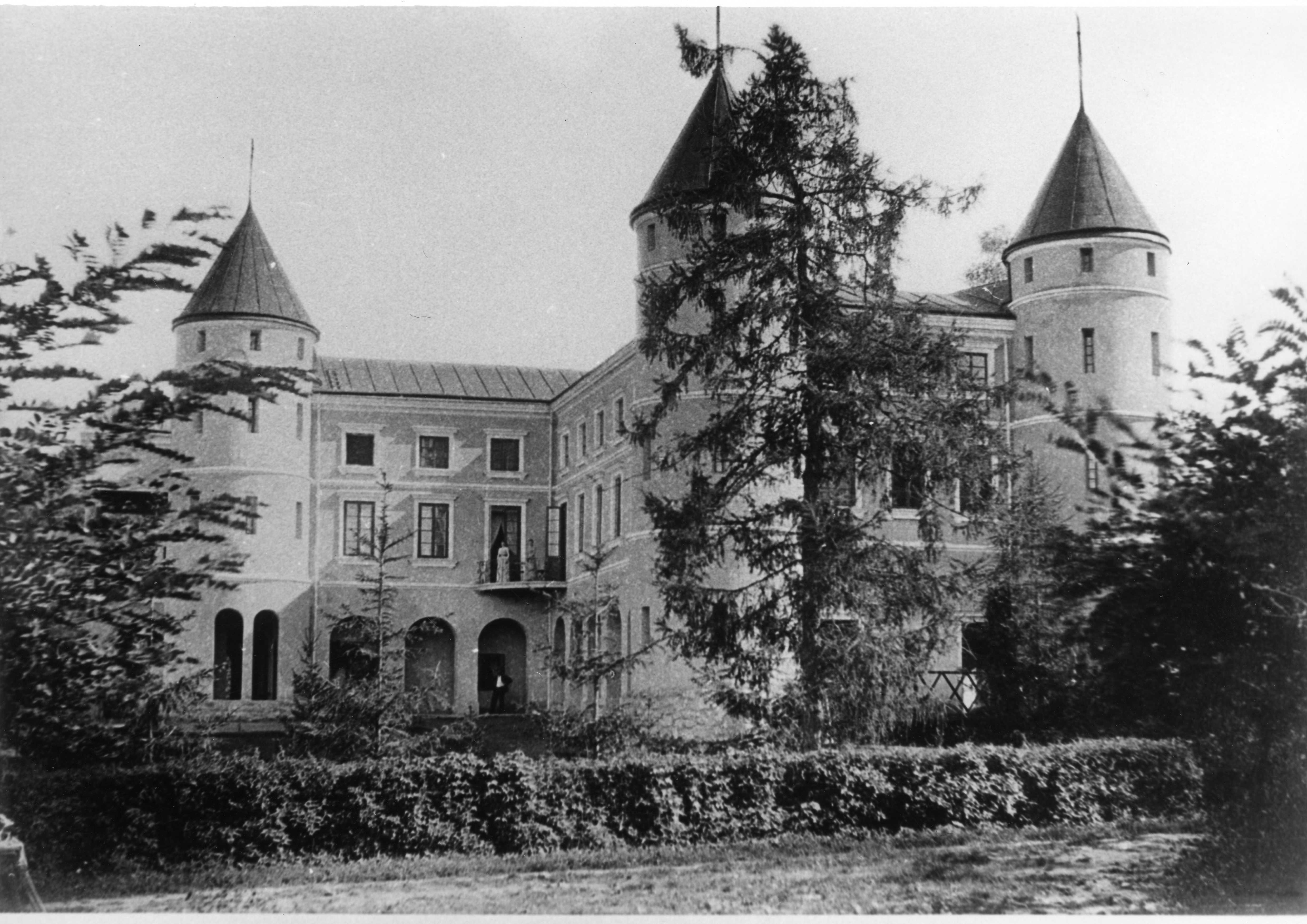
Wzdów Ostaszewskich h. Ostoja, ok. 1910 r.
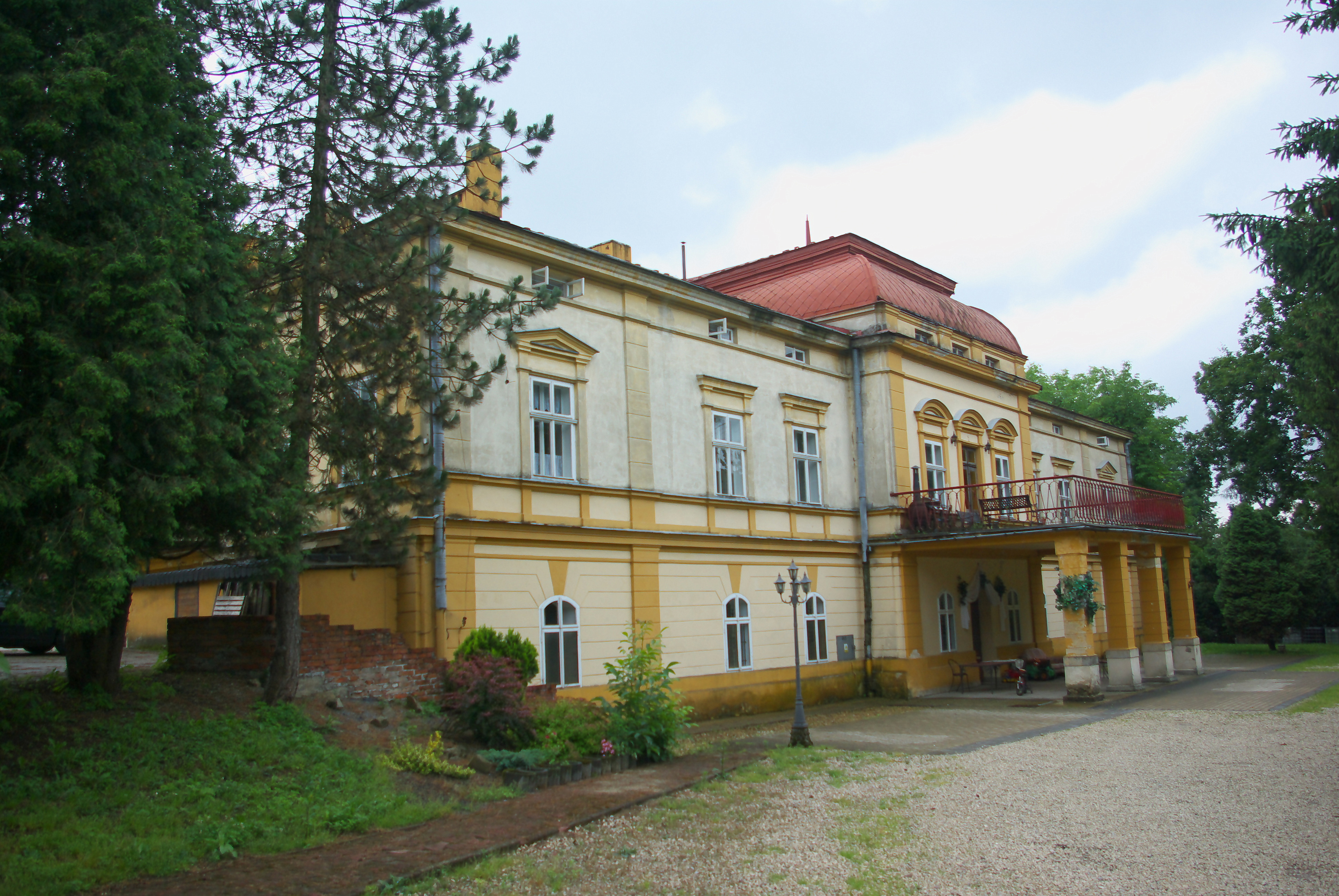
Pałac Ostaszewskich w Grabownicy Starzeńskiej
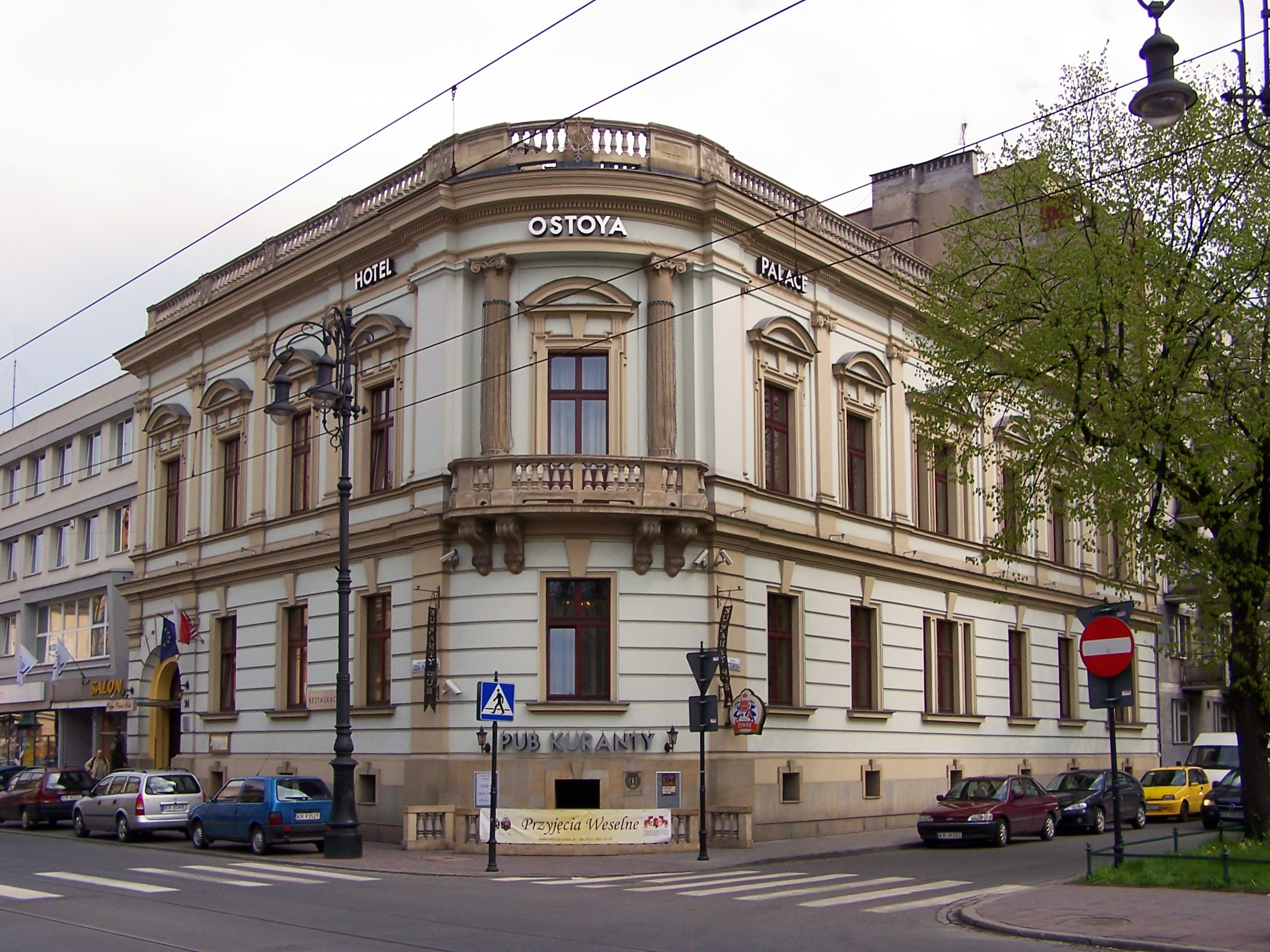
Pałac Ostaszewskich w Krakowie
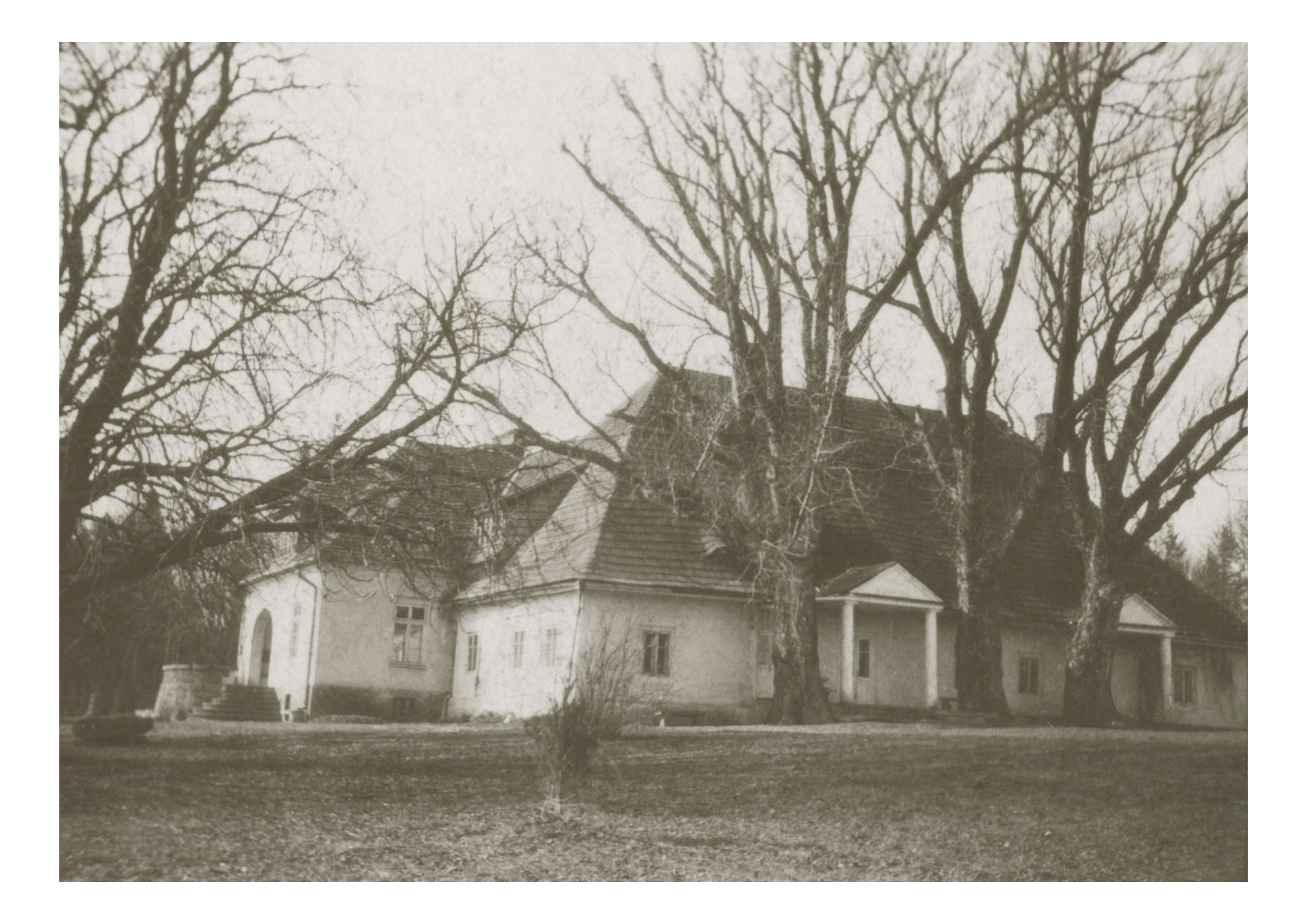
Dwór Ostaszewskich w Klimkówce
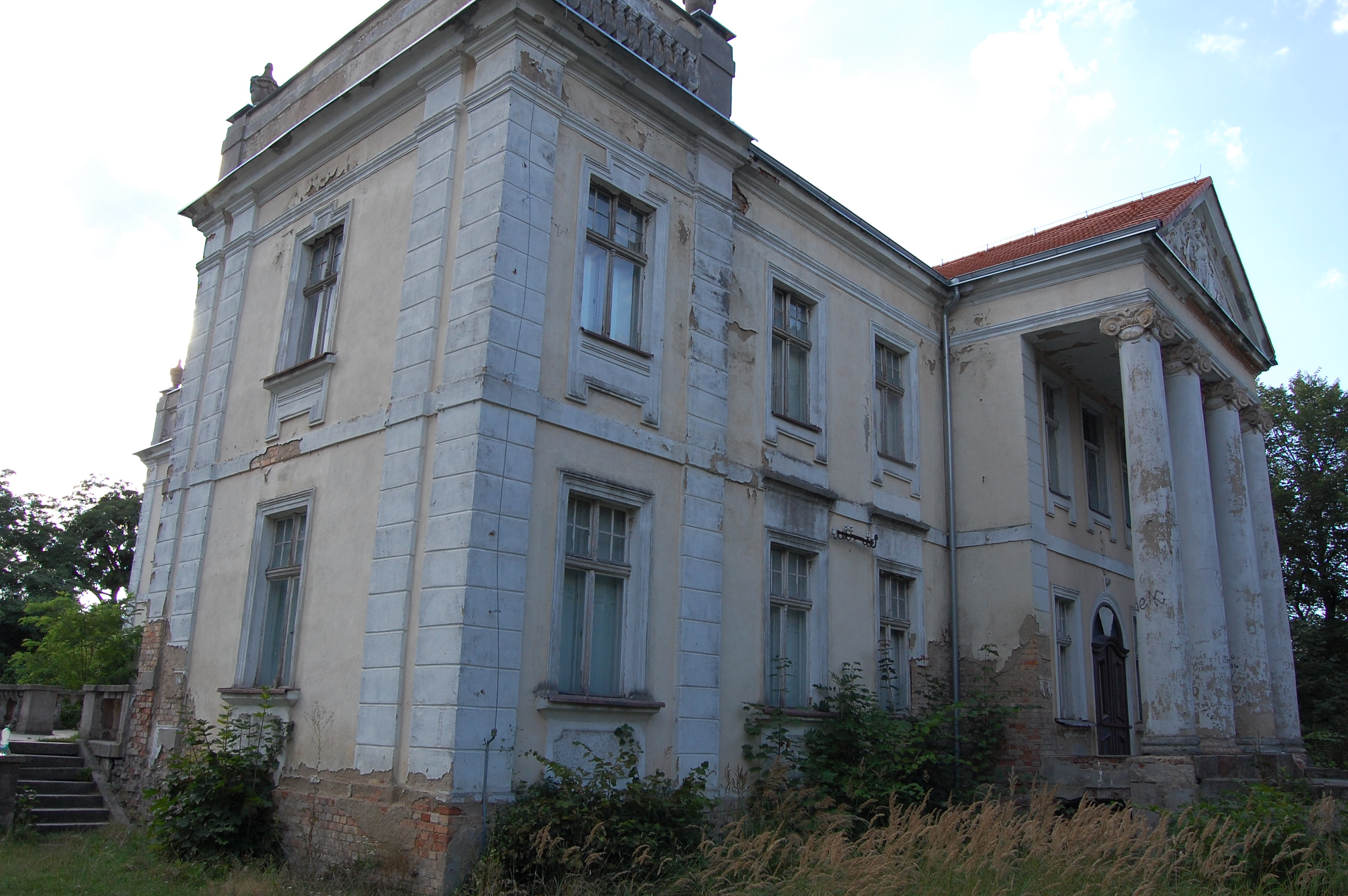
Pałac w Paruszewie, własność Janiny i Stanisława Błociszewskich
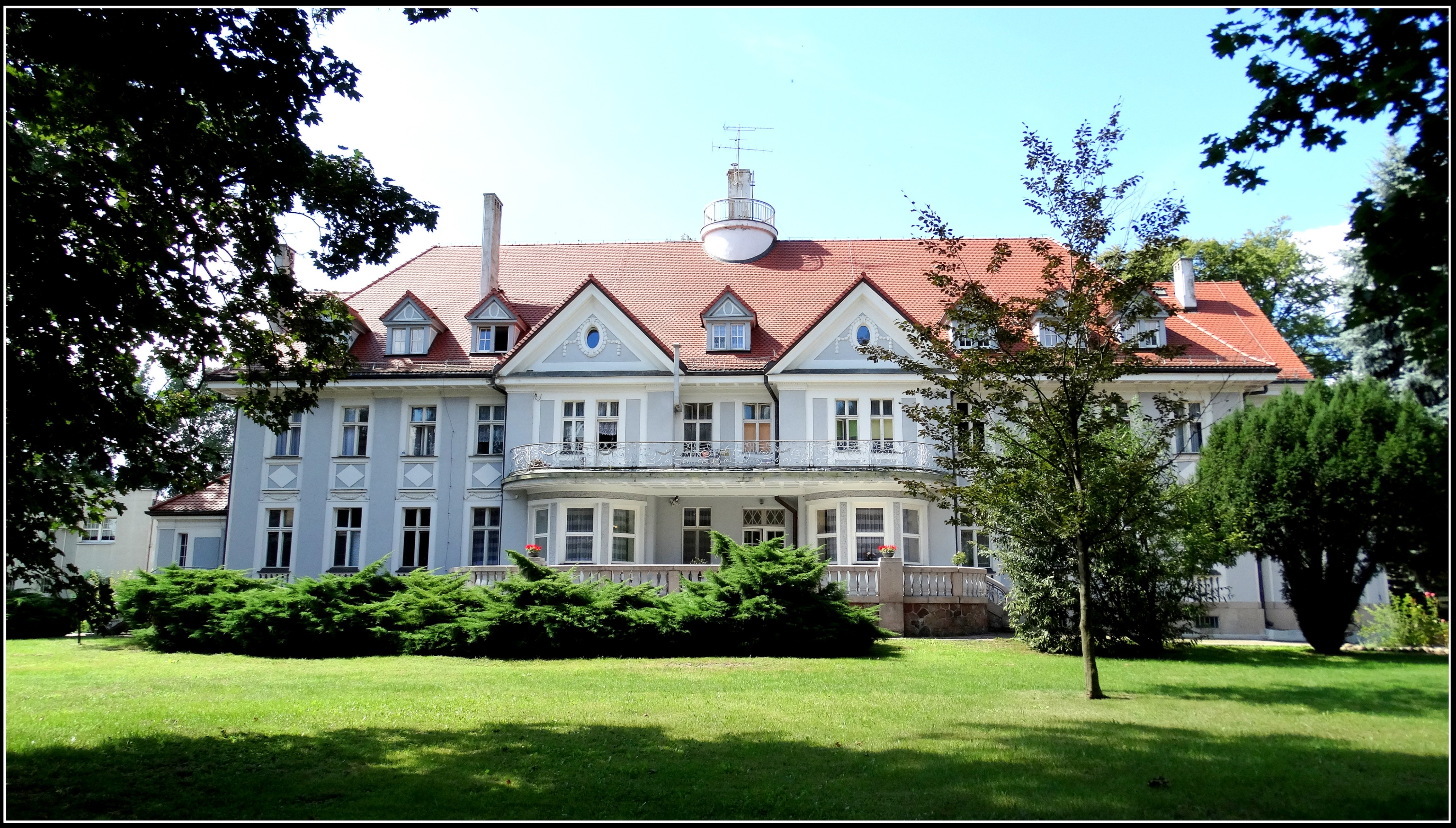
Pałac w Rogowie, własność Mateusza Błociszewskiego h. Ostoja
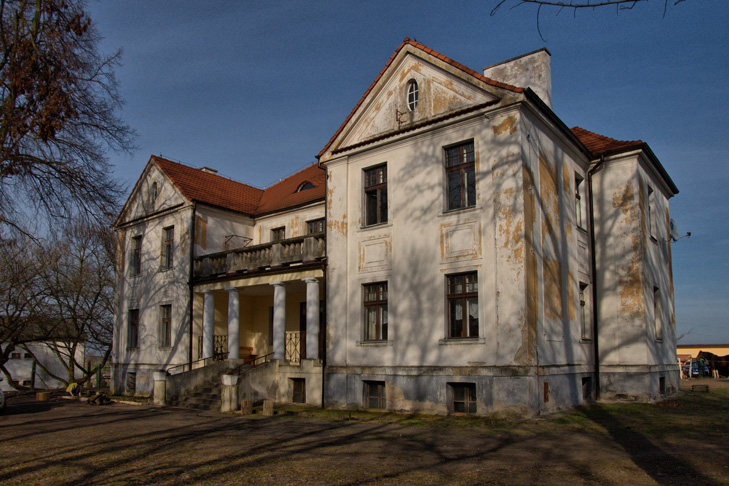
Młodzikowo, pałac Tadeusza Błociszewskiego h. Ostoja
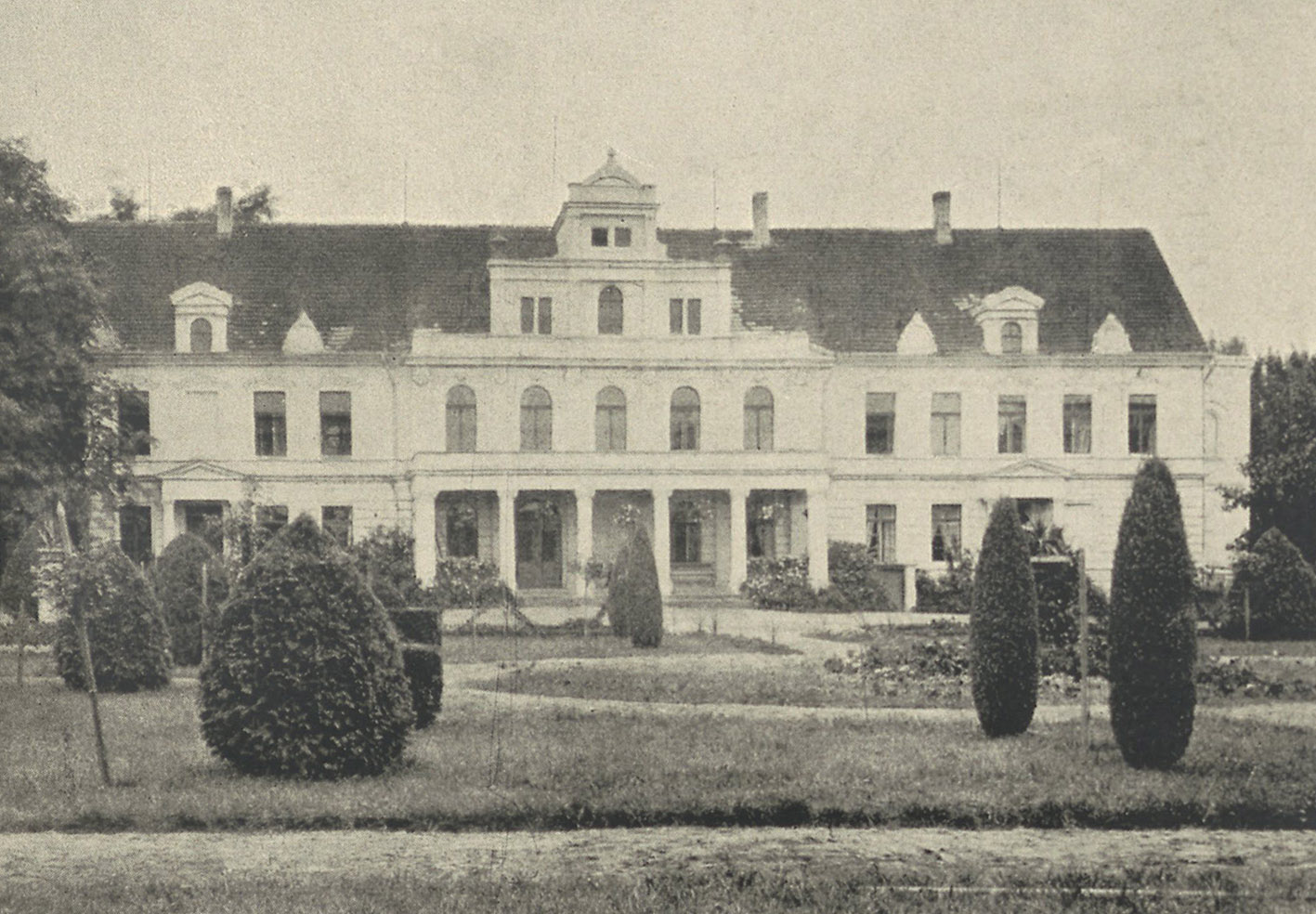
Pałac Wolsztyński[28], własność Apolinarego Gajewskiego, przed przebudową
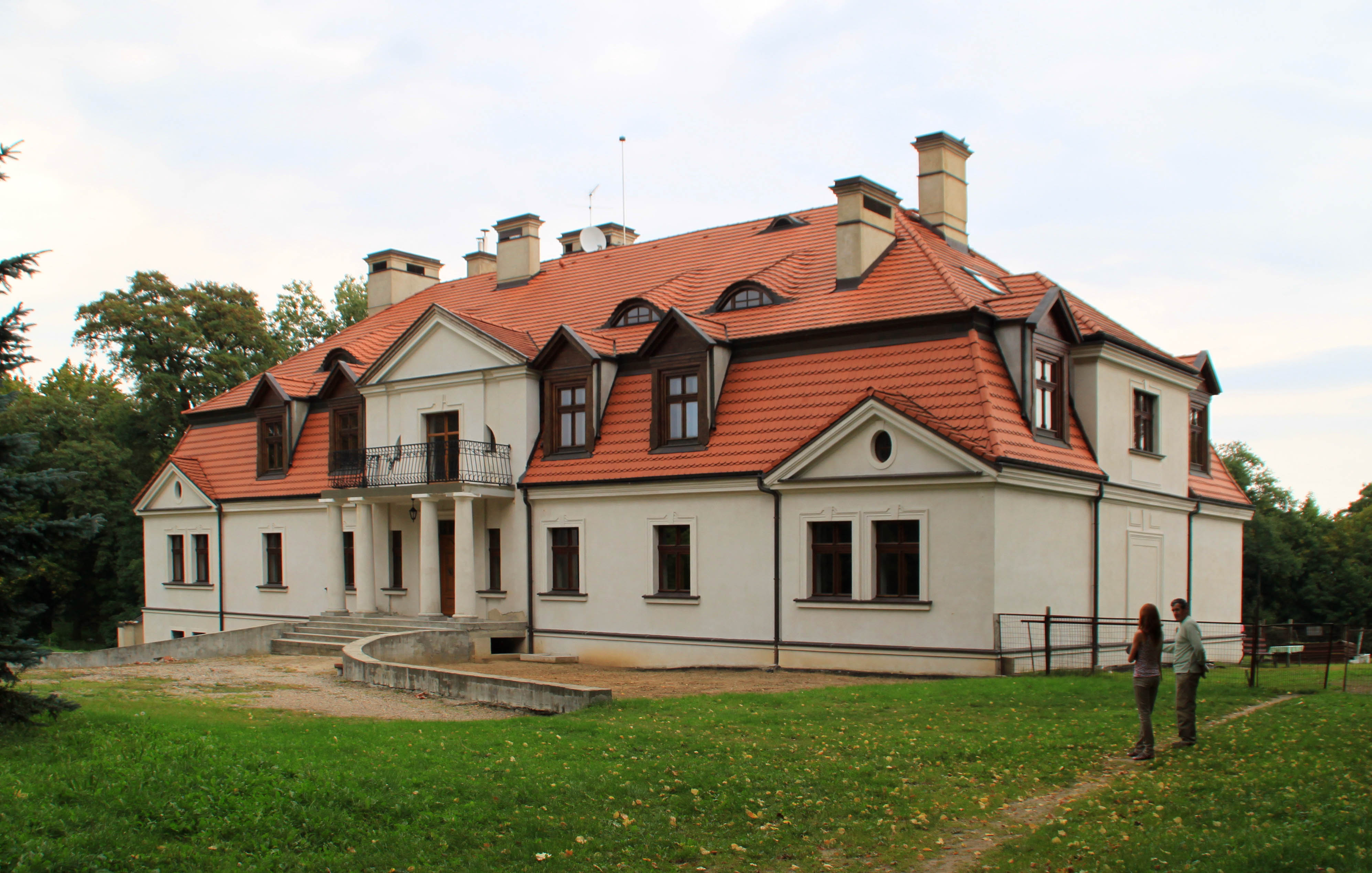
Barokowy dwór w Górze zbudowany w końcu XVIII w. przez Gajewskich, przebudowany w XIX w.
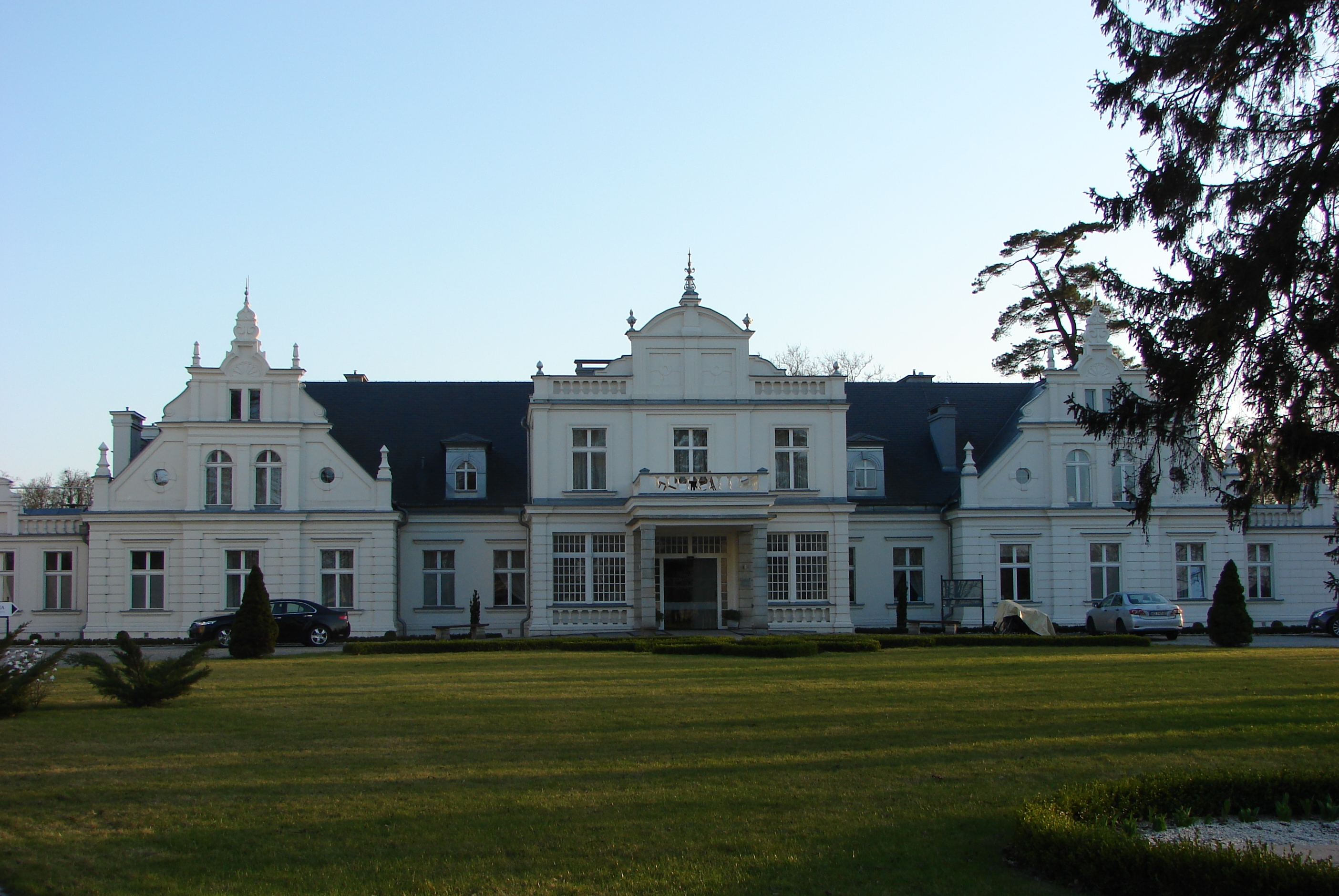
Pałac w Turznie, własność Władysława Gajewskiego, wnuka płka Franciszka Gajewskiego
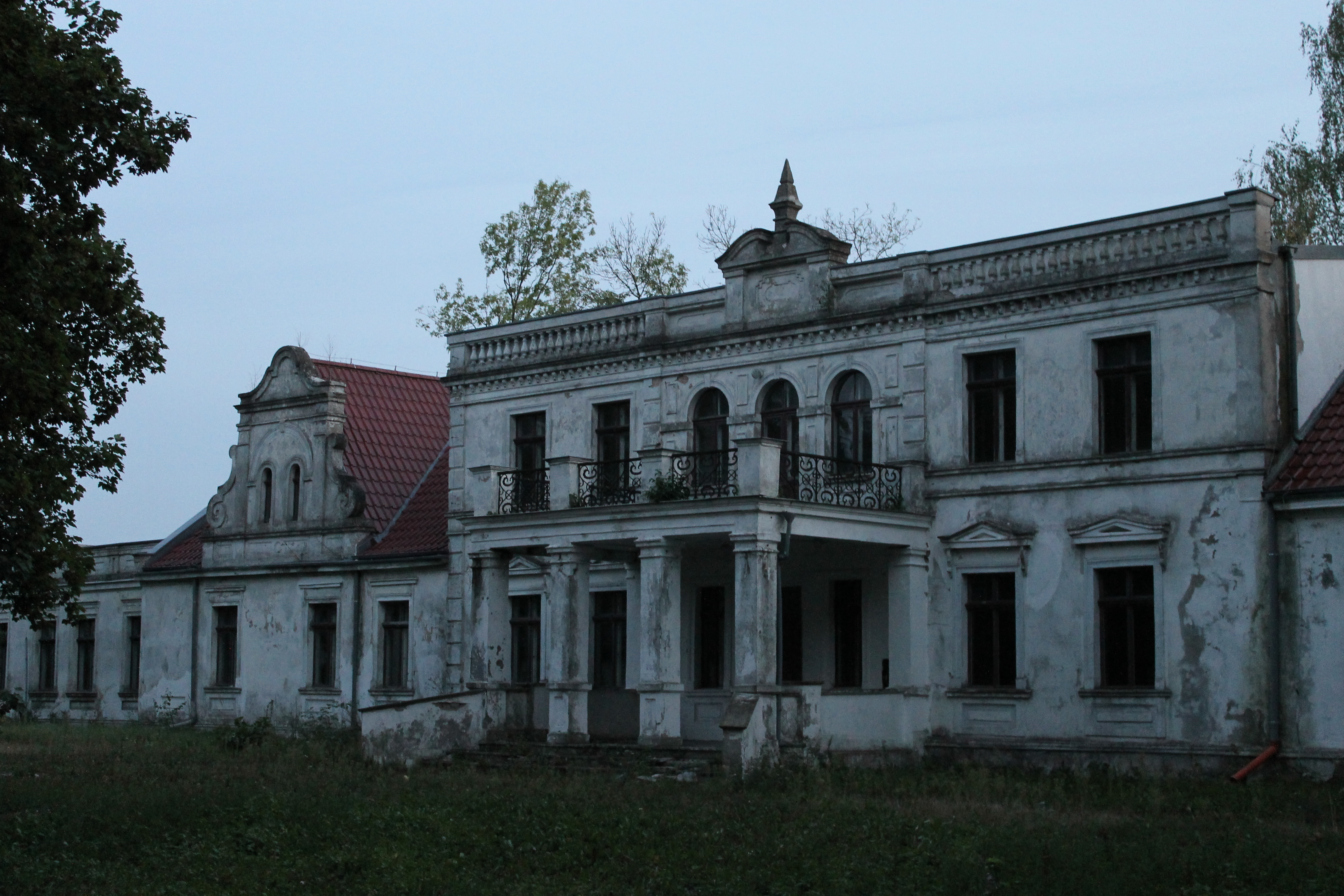
Elkektyczny pałac w Wałyczu, własność Józefa i Łucji Gajewskich
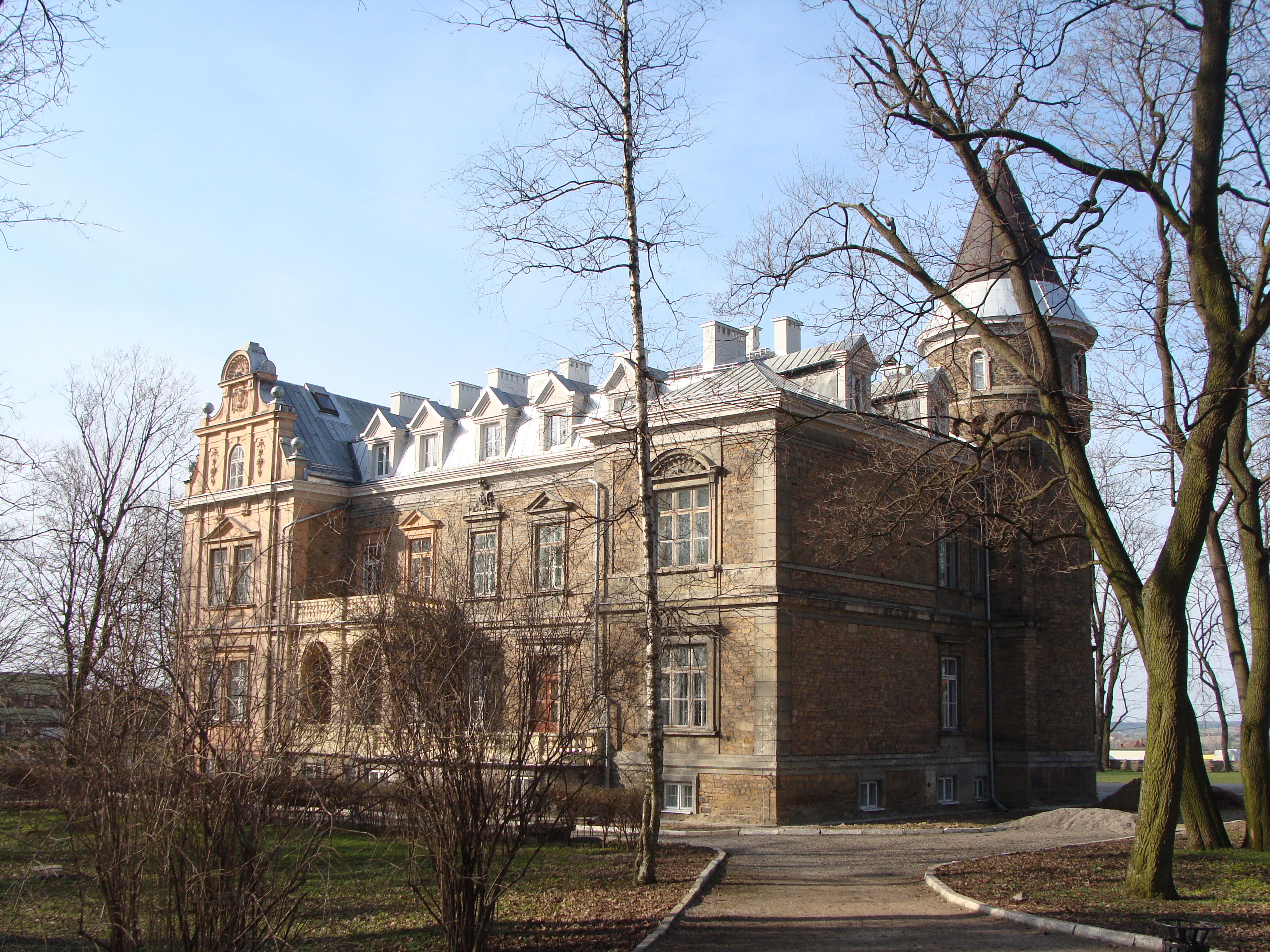
Rezydencja Dobieckich h. Ostoja w Łopusznie
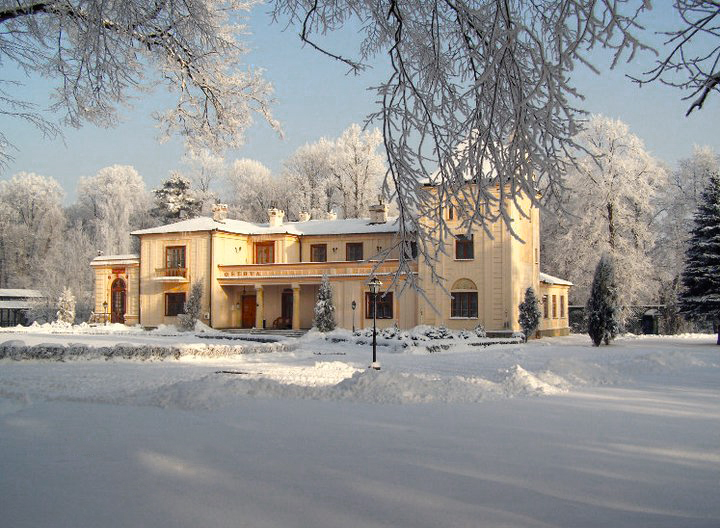
Dwór Ostoya w Jasionce, własność Rylskich h. Ostoja
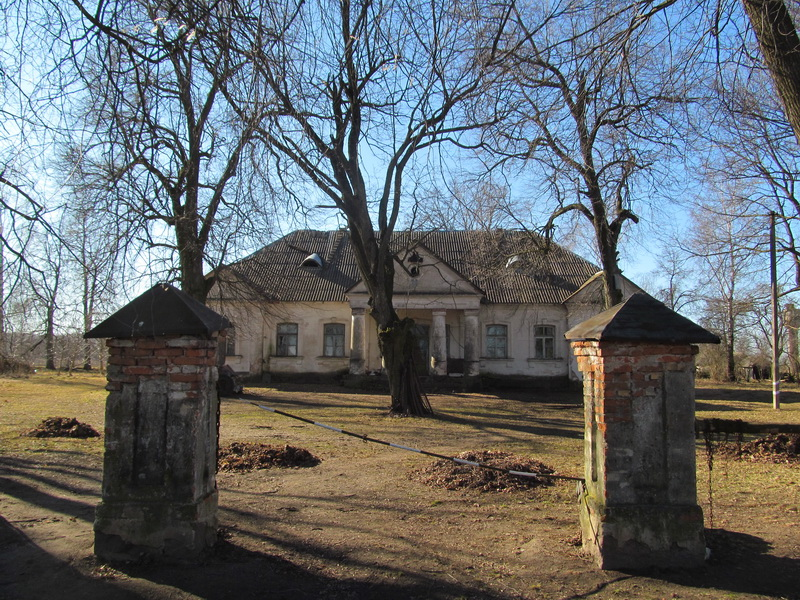
Dwór w Strzałkowie – własność rodziny Strzałków herbu Ostoja
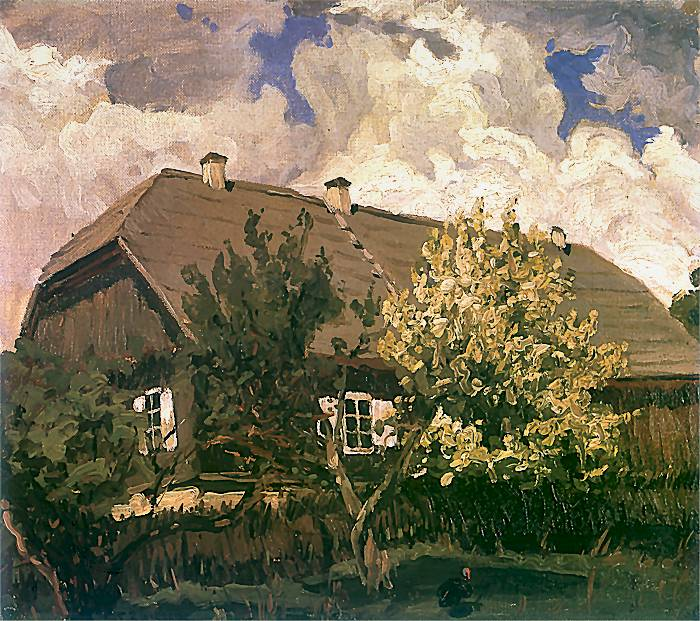
Dwór w Bohdanowie, majątku należącym do Danilewiczów h. Ostoja, obraz pędzla Ferdynanda Ruszczyca
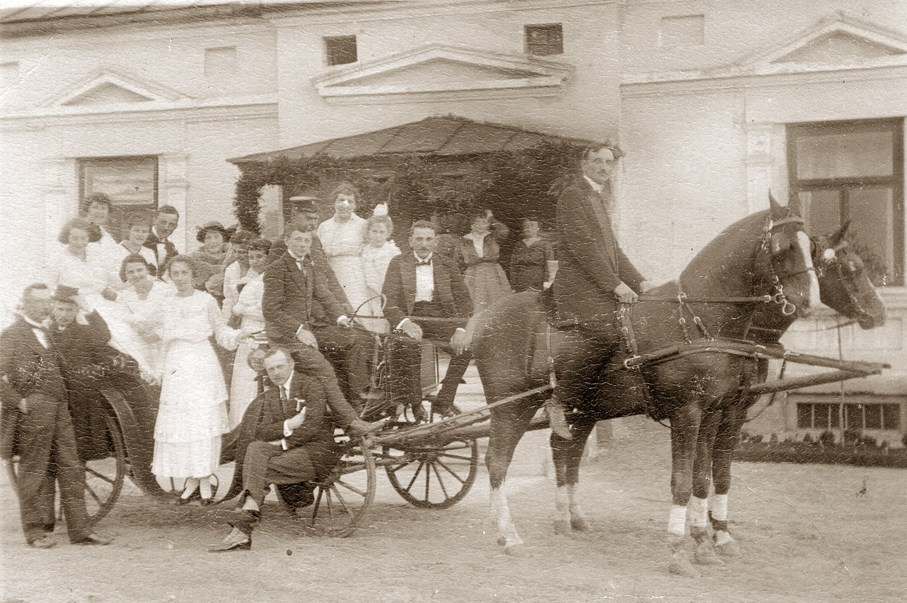
Dwór Ścibor-Bogusławskich h. Ostoja w Wilkowicach (1919)

### Znani przedstawiciele rodu

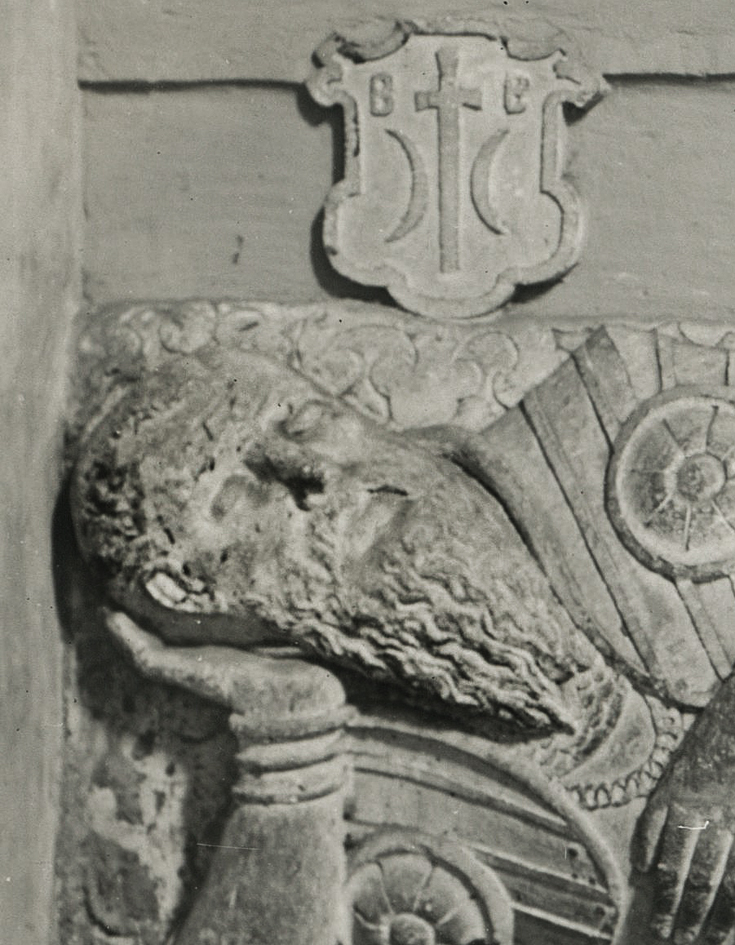
Baltazar Bzowski (1514–1574), podstarości jaworowski

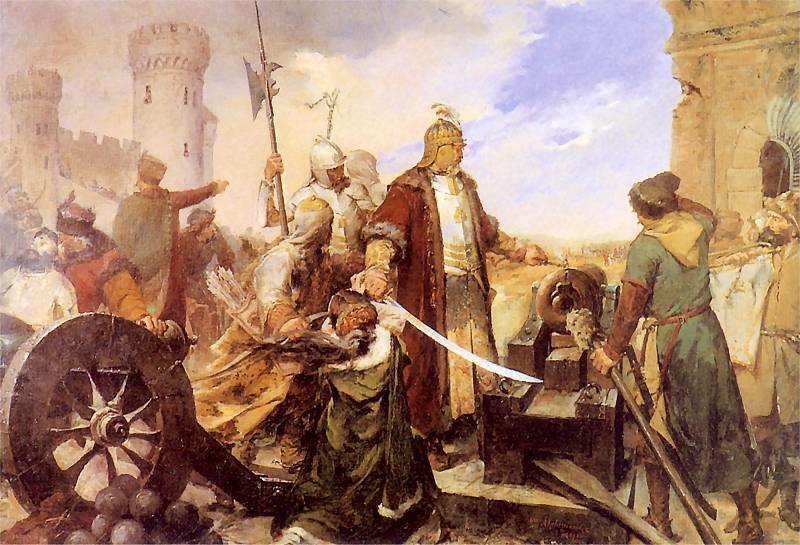
Obrona zamku olsztyńskiego w 1578 r. przez Kaspra Karlińskiego

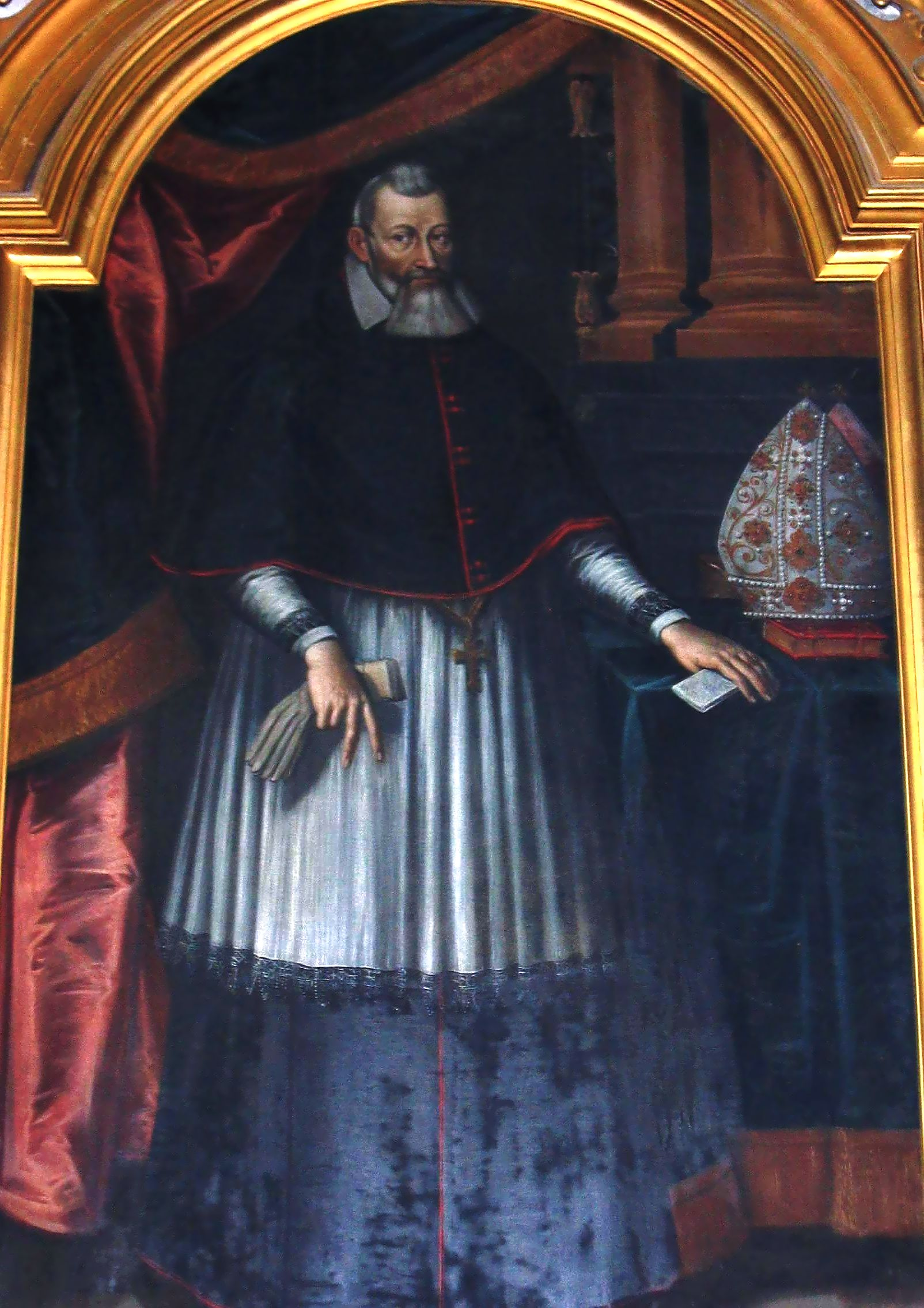
Książę siewierski, biskup krakowski Marcin Szyszkowski (1554–1630)

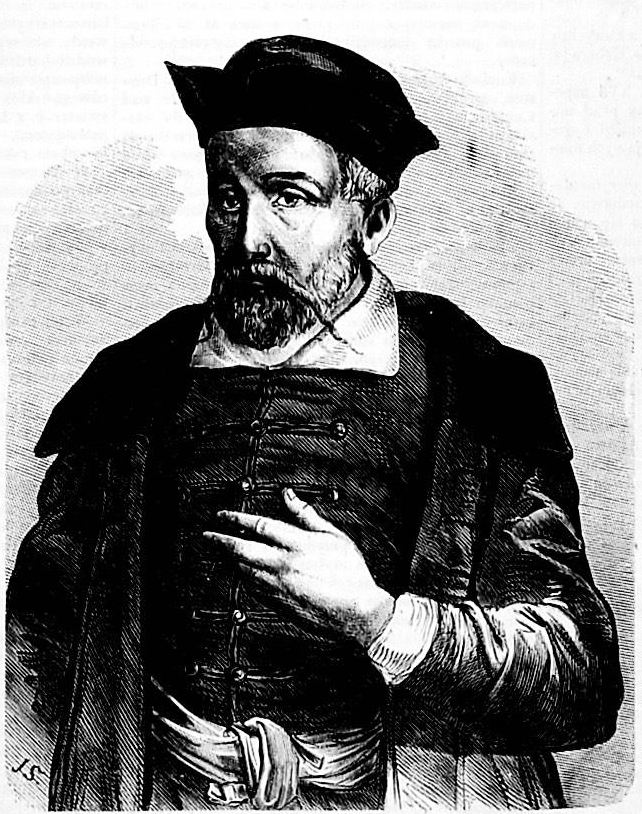
Michał Sędziwój (1566–1636), alchemik, odkrywca tlenu, dworzanin cesarza Rudolfa II

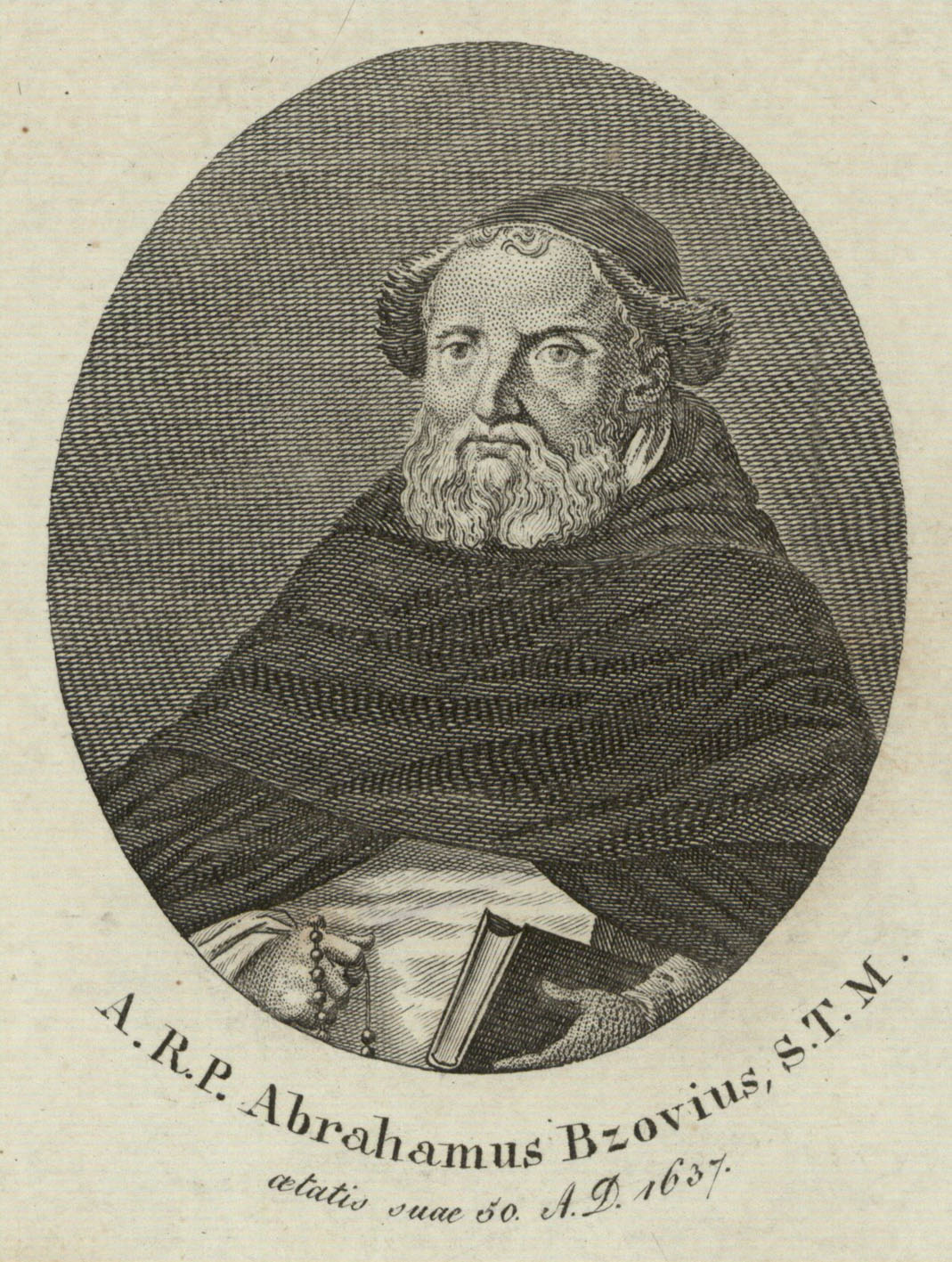
Portret dominikanina Abrahama Bzowskiego (1567–1637)

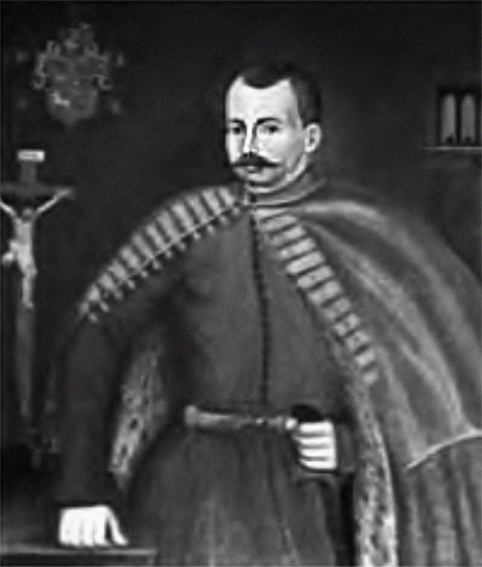
Hieronim Nagórski (zm. 1636), fundator kościoła św. Mikołaja w Grabownicy w 1631 r.

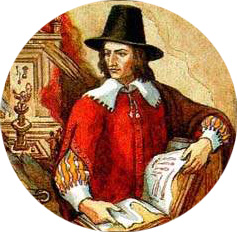
Kazimierz Siemienowicz (zm. po 1651), wybitny inżynier wojskowy

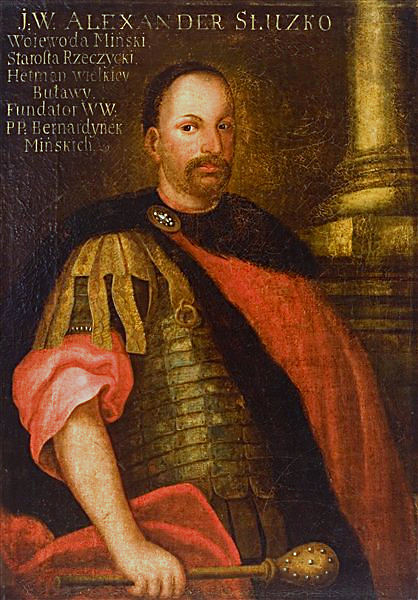
Aleksander Słuszka (1580–1647), wojewoda trocki, nowogrodzki, miński, kasztelan żmudzki

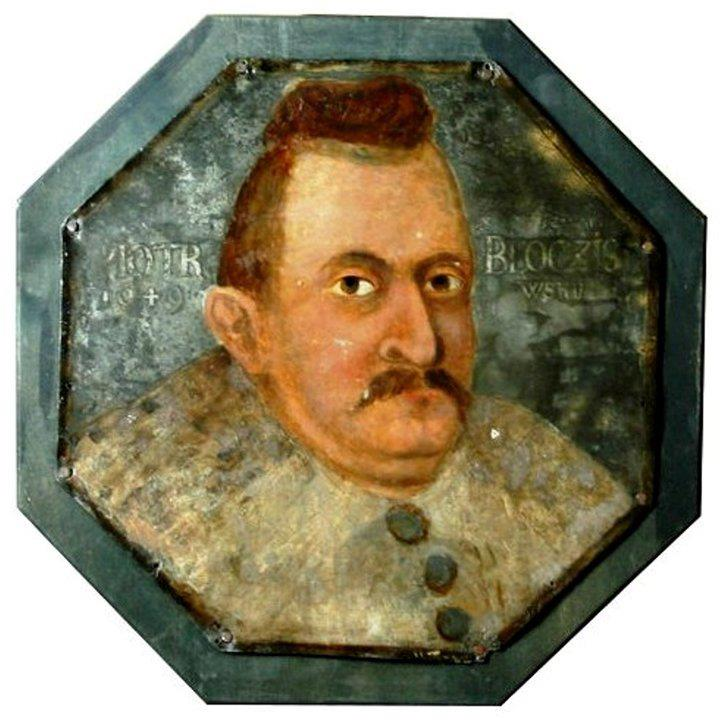
Piotr Błociszewski (zm. przed 1649), dziedzic Błociszewa

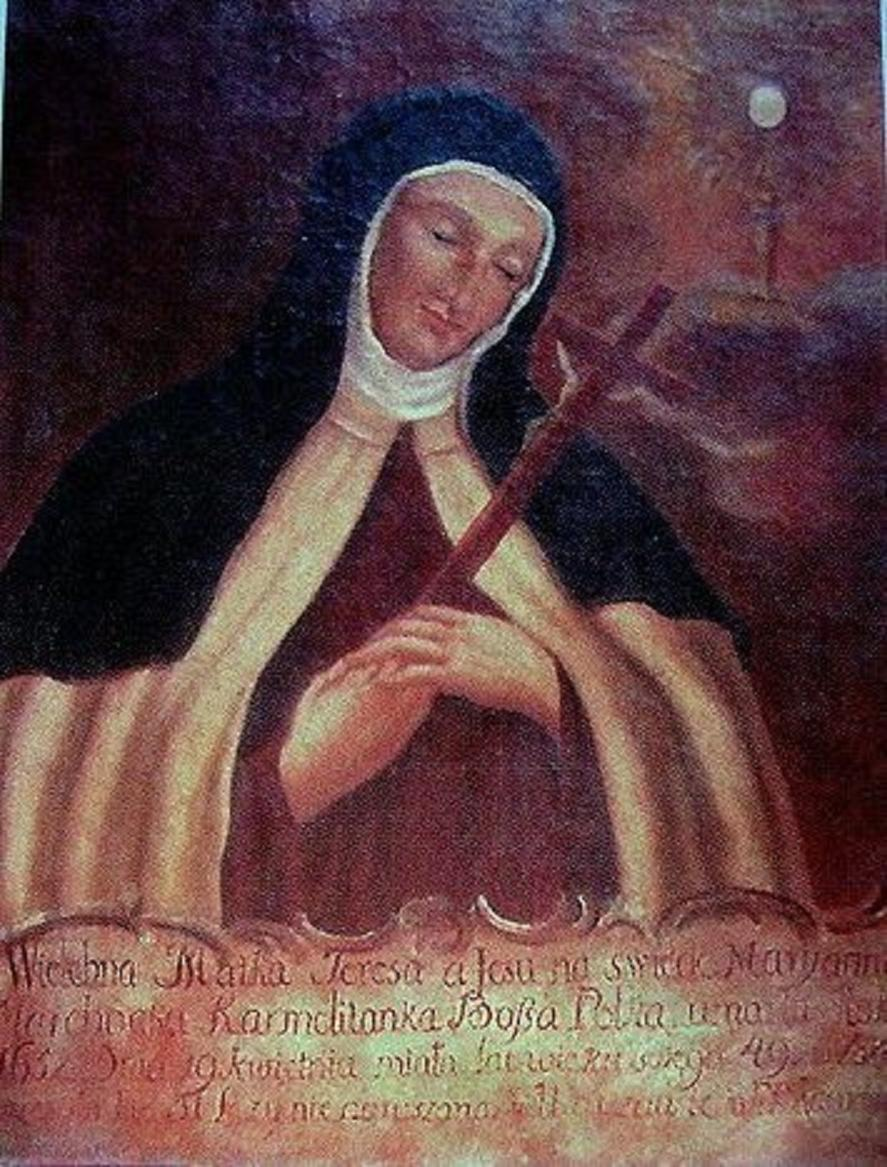
Marianna Marchocka, Teresa Służebnica Boża (1603–1652)

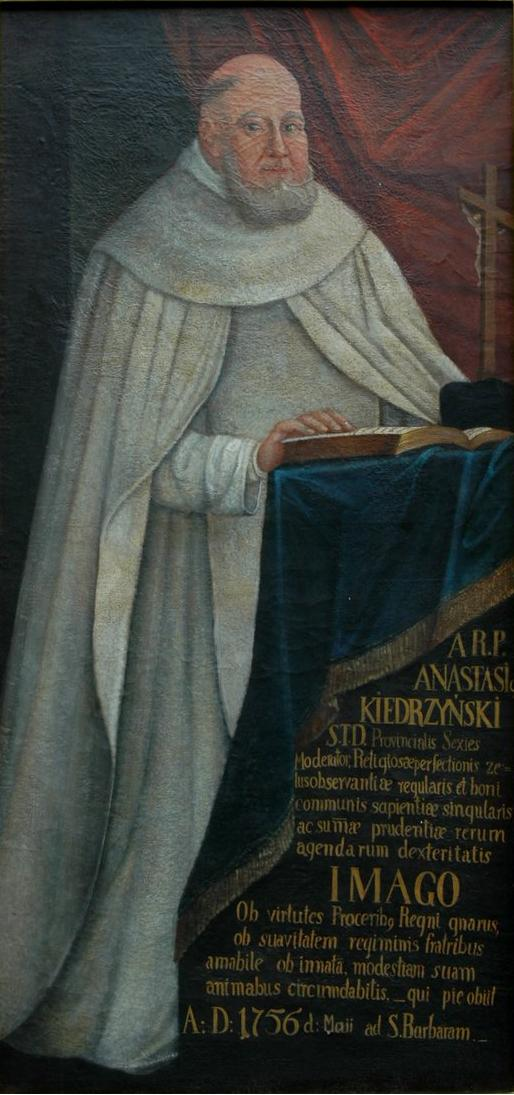
O. Anastazy Kiedrzyński (1676–1756), prowincjał polski zakonu paulinów, przeor klasztoru na Jasnej Górze

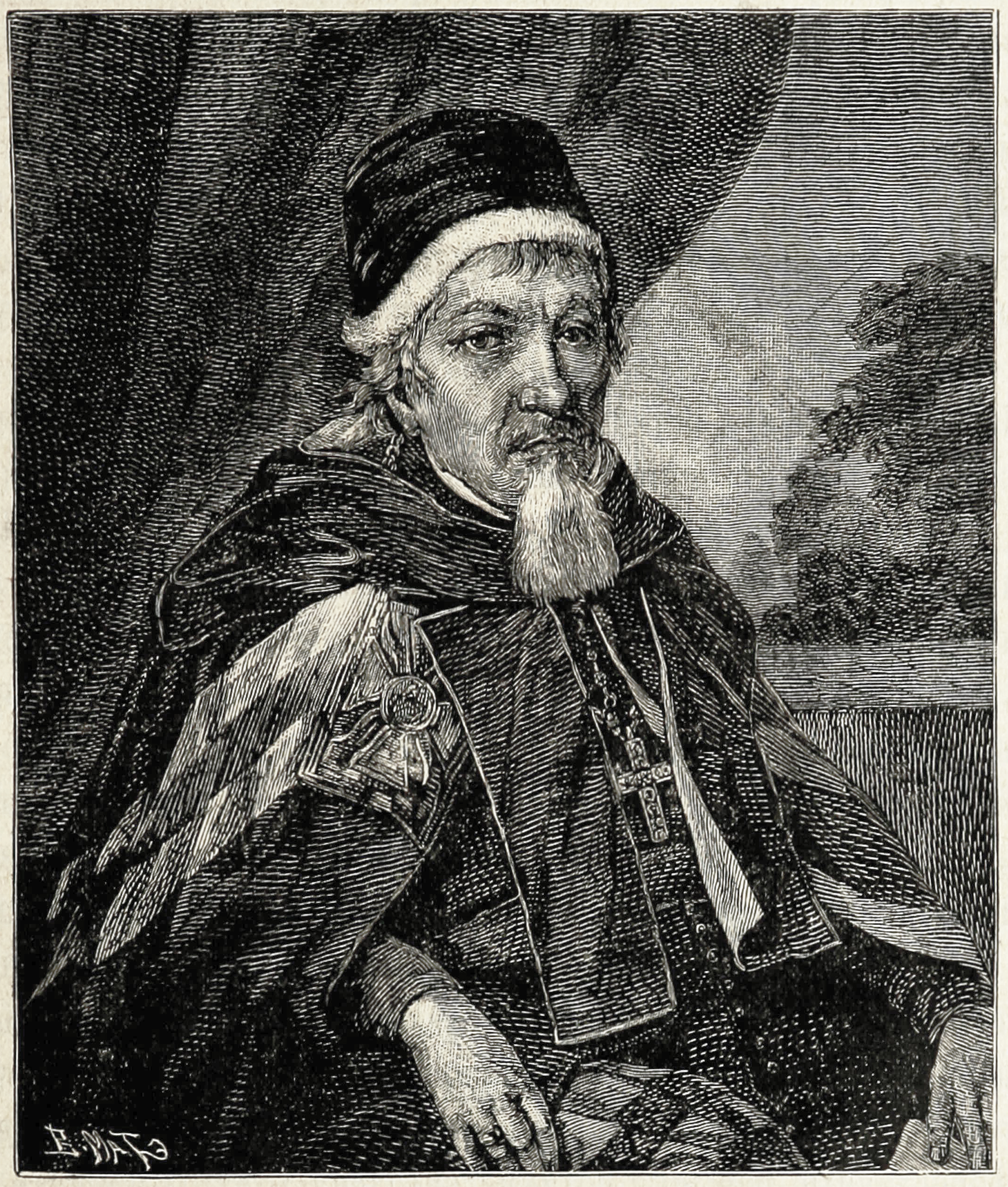
Arcybiskup połocki, metropolita kijowski Florian Hrebnicki (1684–1762)

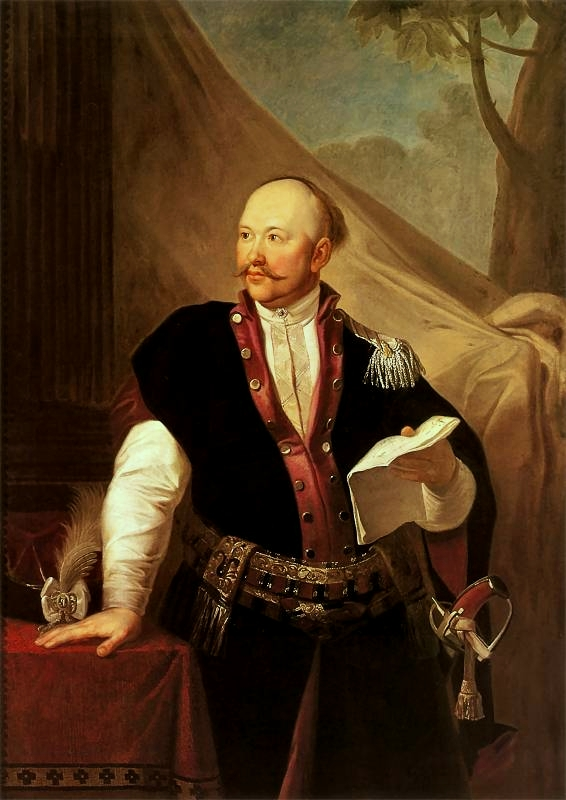
Stanisław Kublicki (zm. 1809), poeta, poseł na Sejm Czteroletni

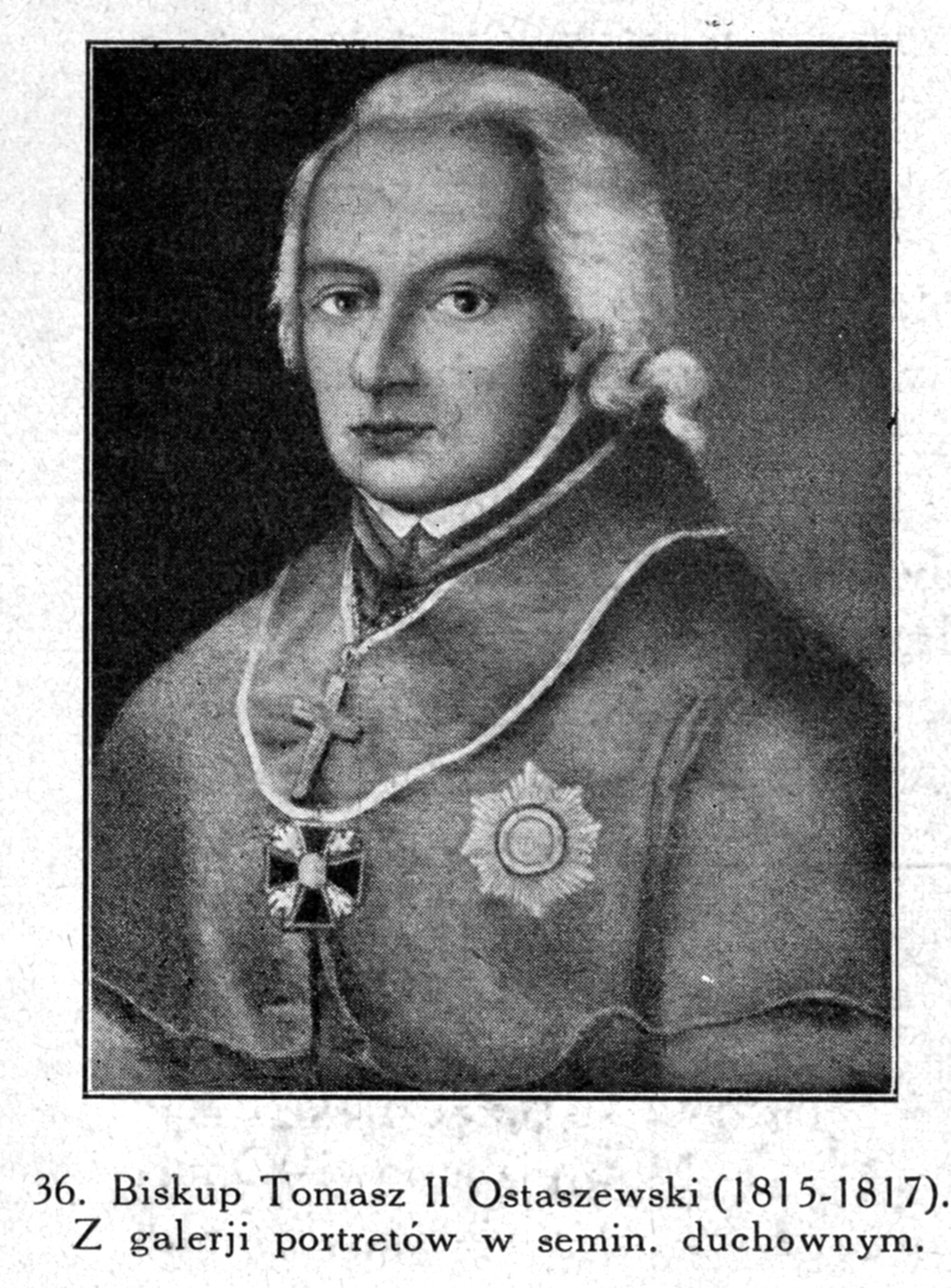
Biskup płocki Tomasz Ostaszewski (1746–1817)

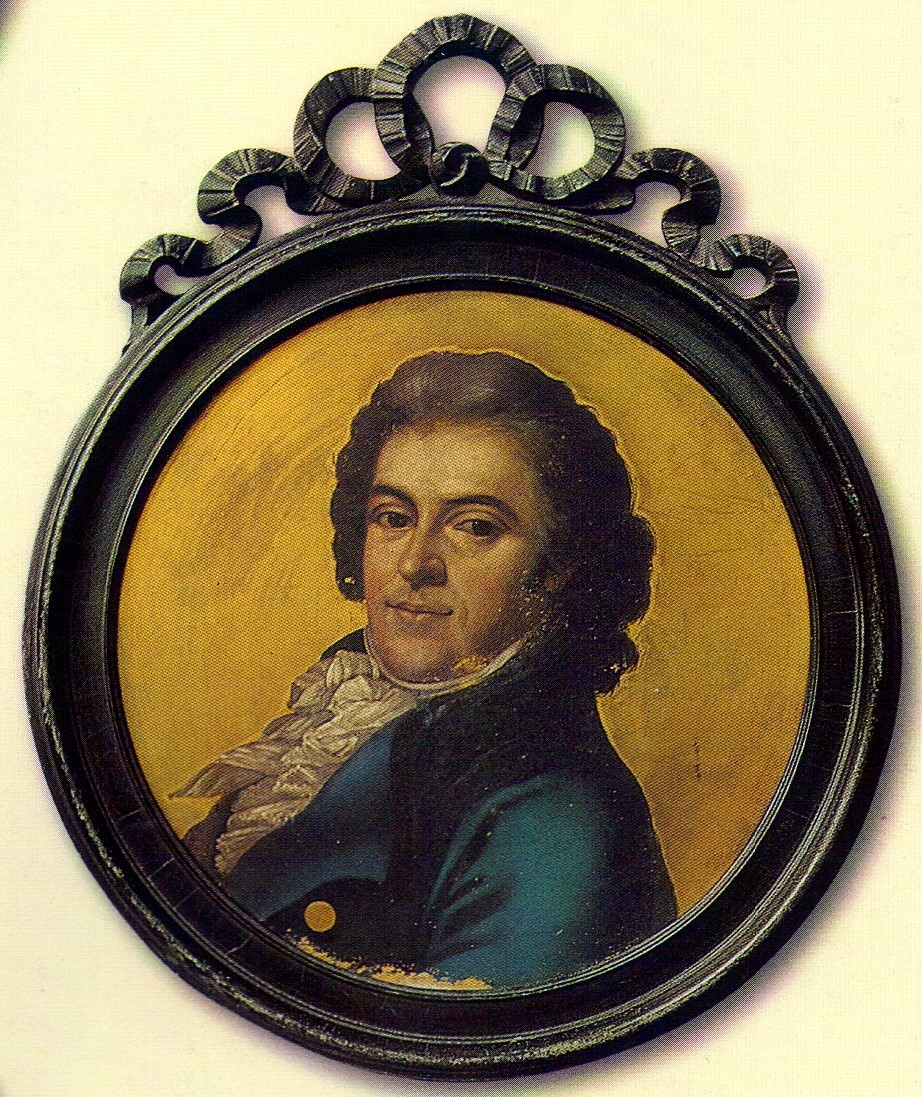
Mikołaj Krzywiec-Okołowicz (1762–1841), założyciel miasta Konstantynowa

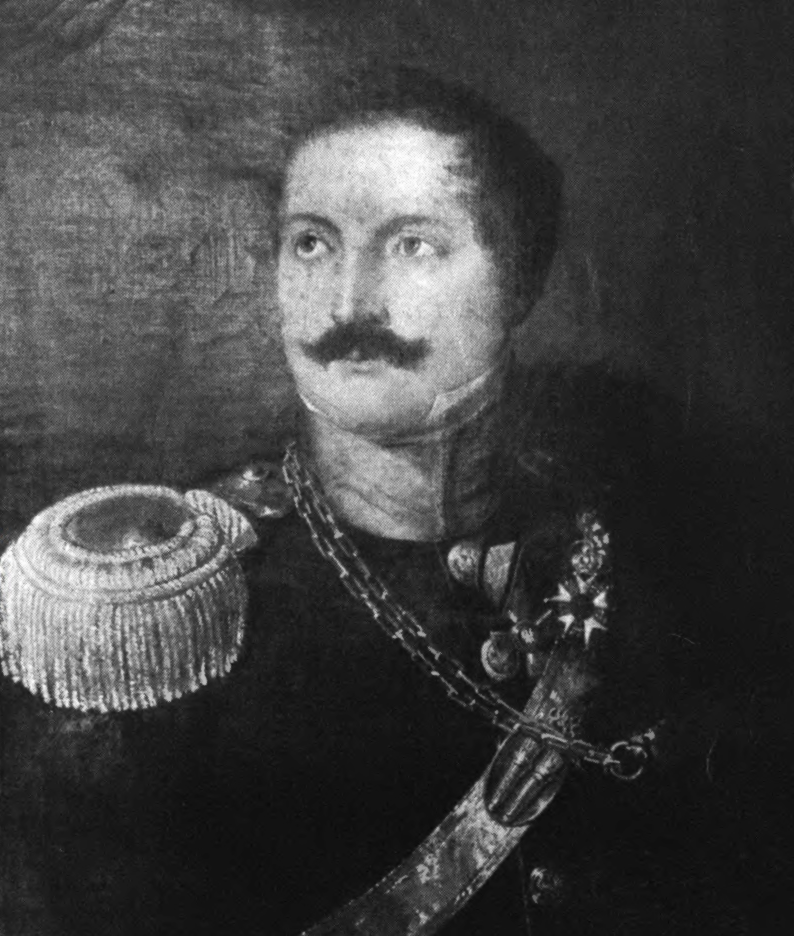
Franciszek Gajewski (1792–1868), adiutant cesarza Napoleona

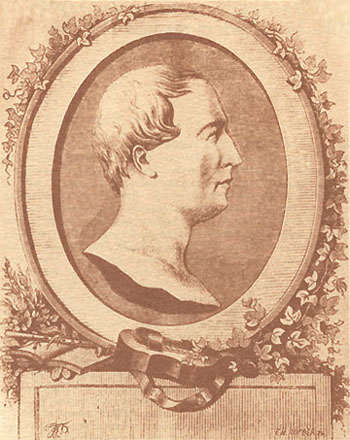
Jan Czeczot (1796–1847), wybitny poeta, przyjaciel Adama Mickiewicza, sekretarz Towarzystwa Filomatycznego

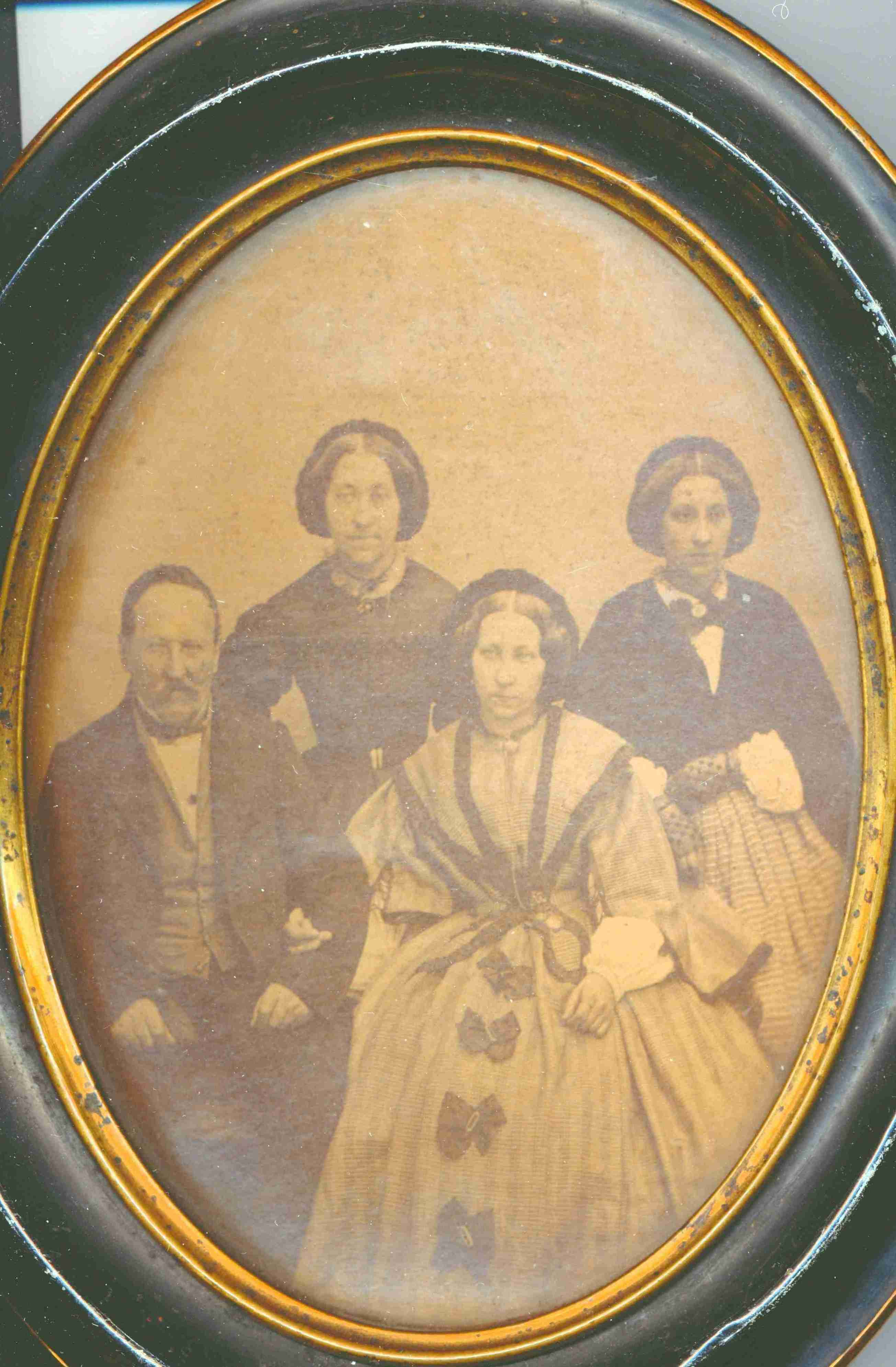
Wincenty Danilewicz (1787–1878) z córkami

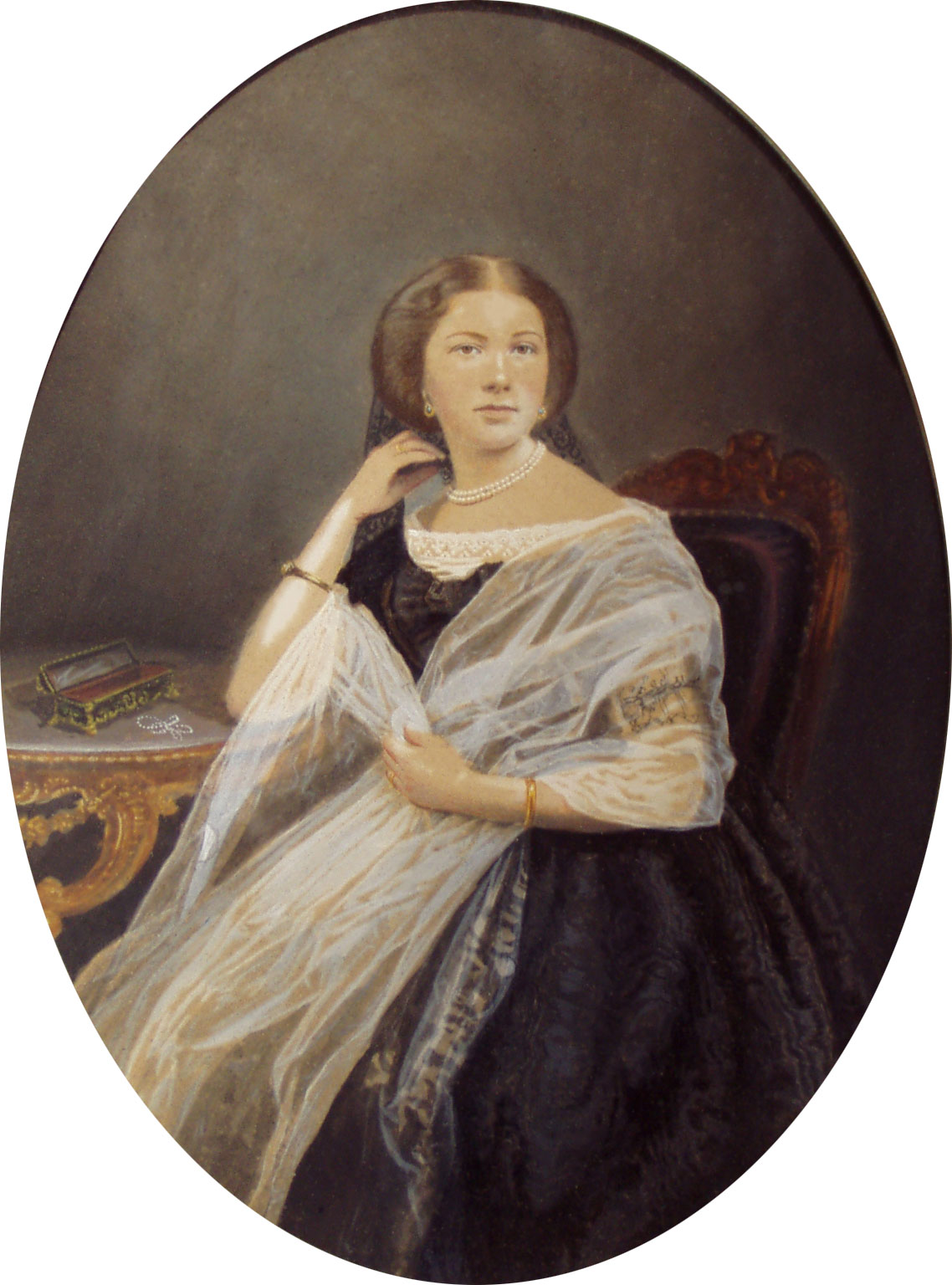
Emma z hrabiów Załuskich Ostaszewska (1831–1912)

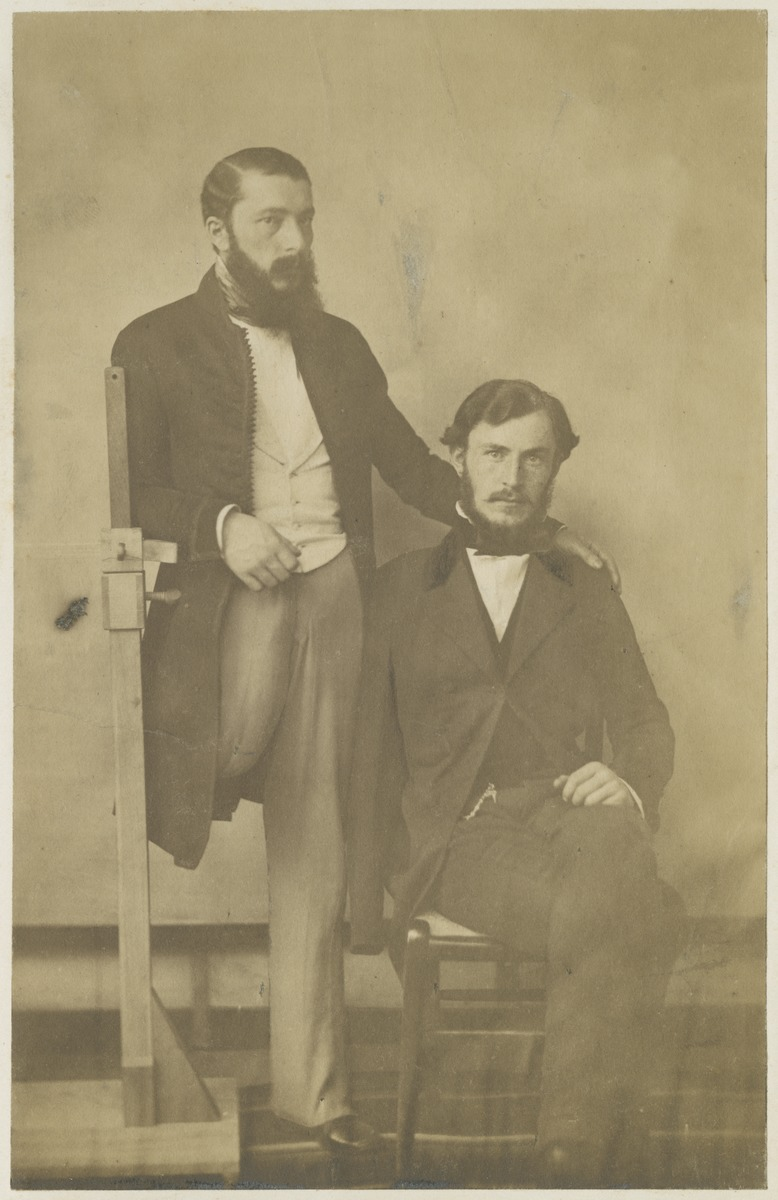
Kazimierz i Tadeusz Błociszewscy, powstańcy wielkopolscy 1848 roku

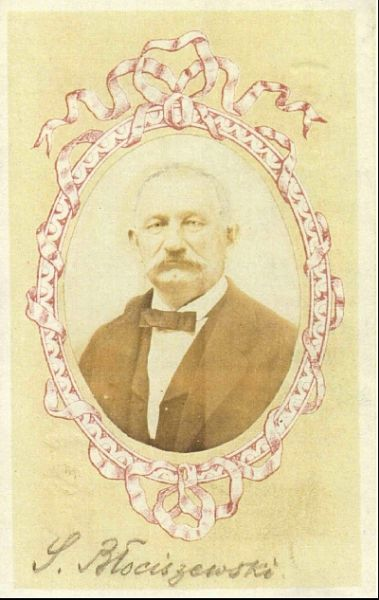
Stanisław Błociszewski (1804–1888), uczestnik powstania listopadowego

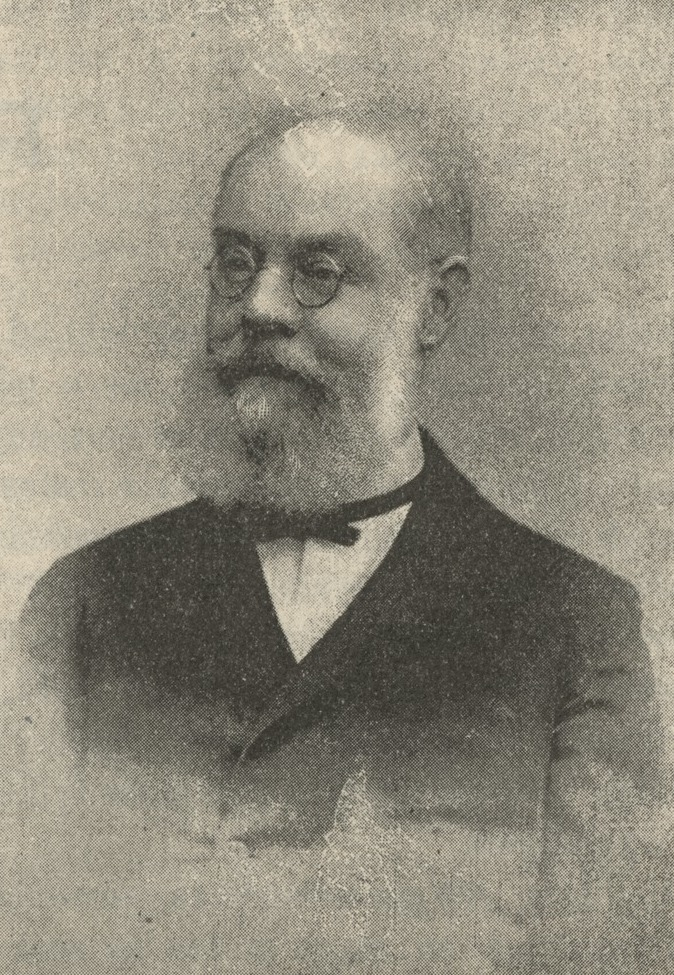
Walenty Miklaszewski (1839–1924), profesor Szkoły Głównej Warszawskiej i Uniwersytetu Warszawskiego

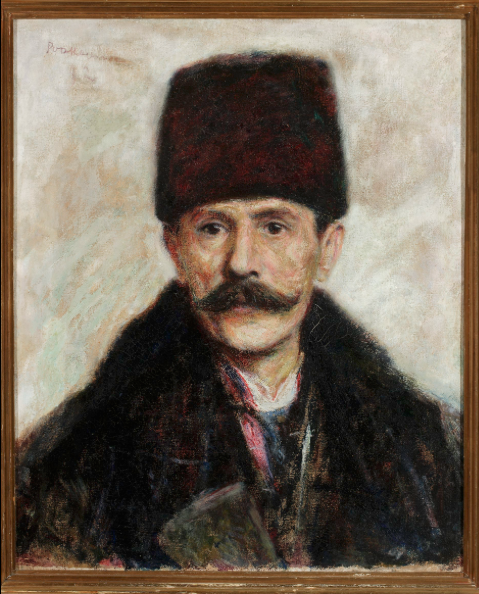
Władysław Konrad Ostaszewski (1844–1892), portret pędzla Władysława Podkowińskiego, zbiory Muzeum Narodowego w Warszawie

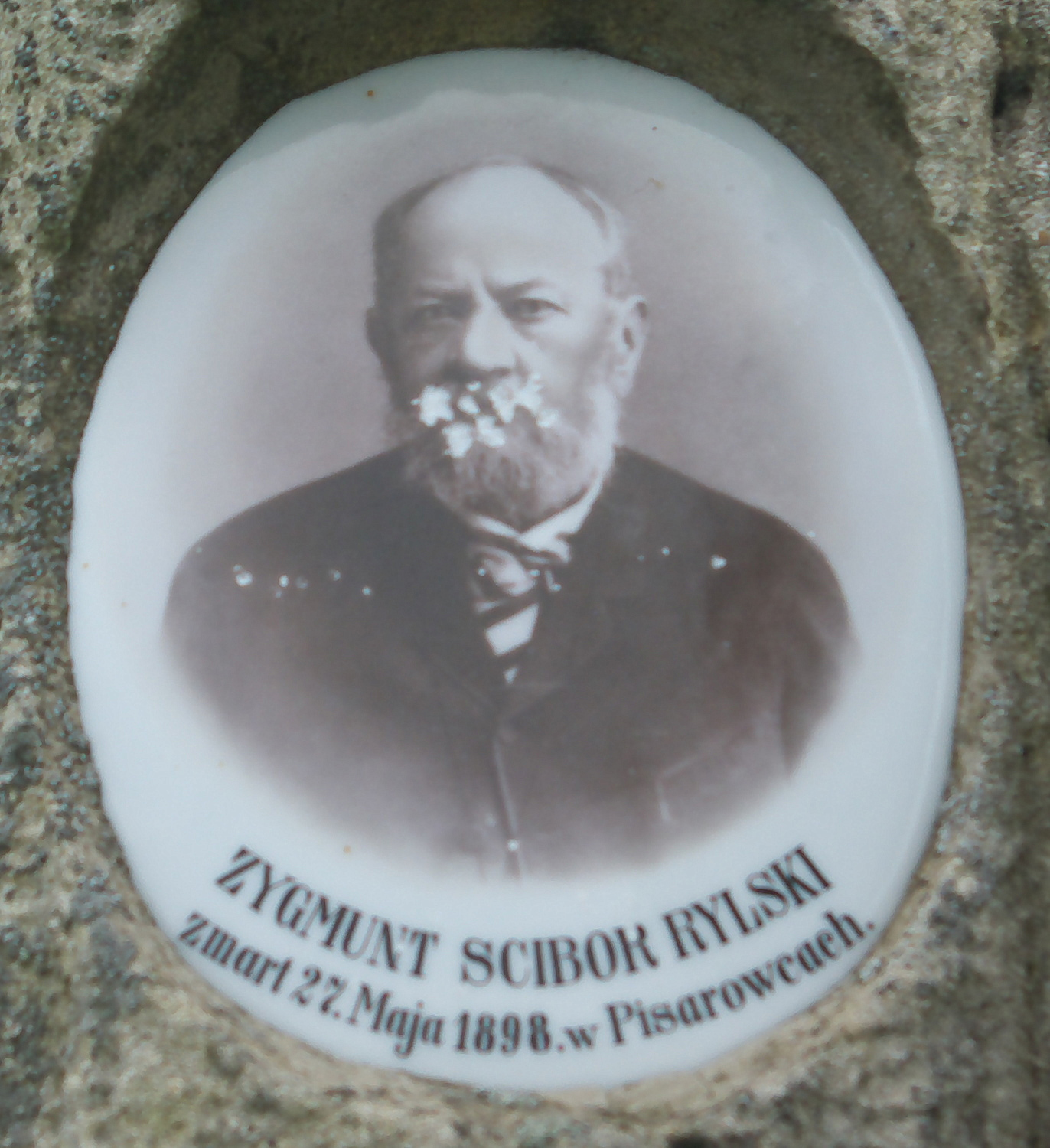
Zygmunt Ścibor-Rylski (zm. 1898), ziemianin, ostatni właściciel Pisarowiec

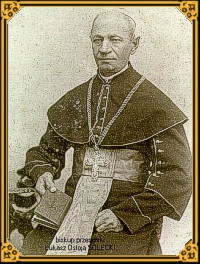
Łukasz Solecki (1827–1900), biskup przemyski, profesor Uniwersytetu Lwowskiego

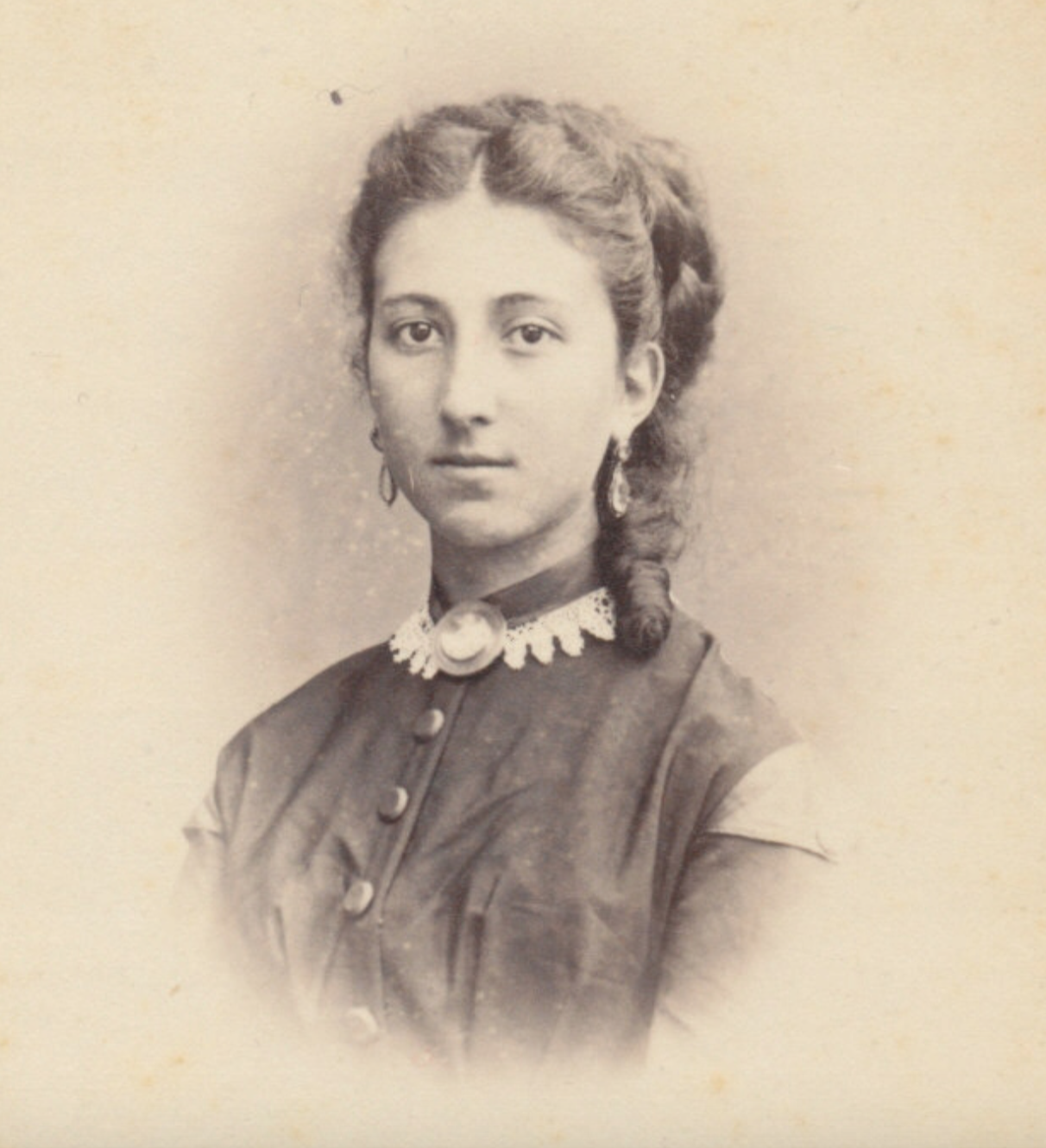
Maria z Ostaszewskich hrabina Dzieduszycka (1851–1918)

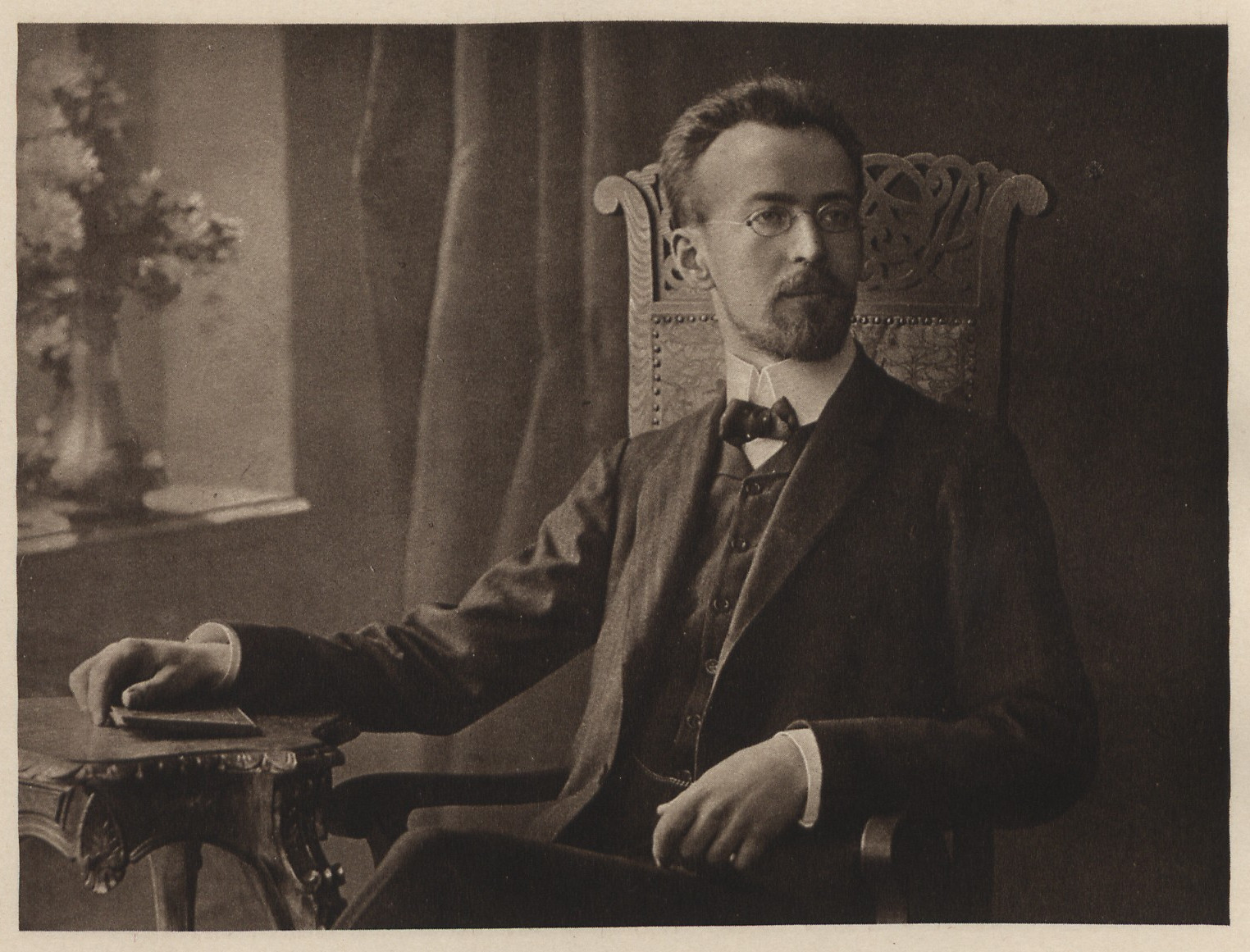
Kompozytor Mieczysław Karłowicz (1876–1909)

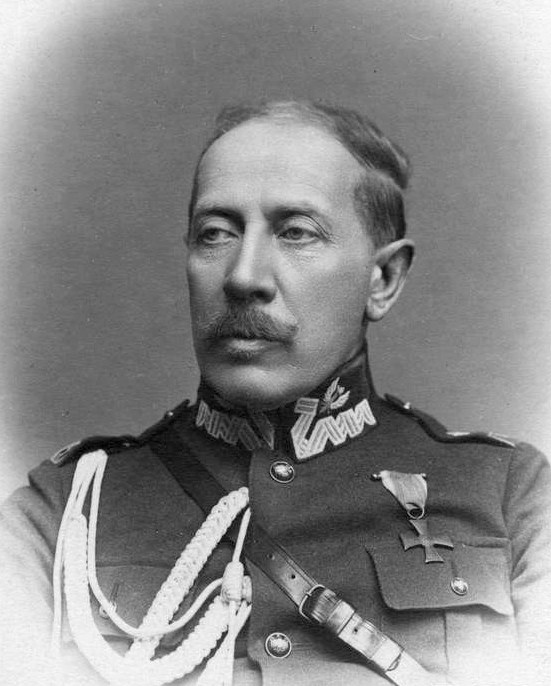
Stefan Mokrzecki (1862–1932), generał dywizji Wojska Polskiego

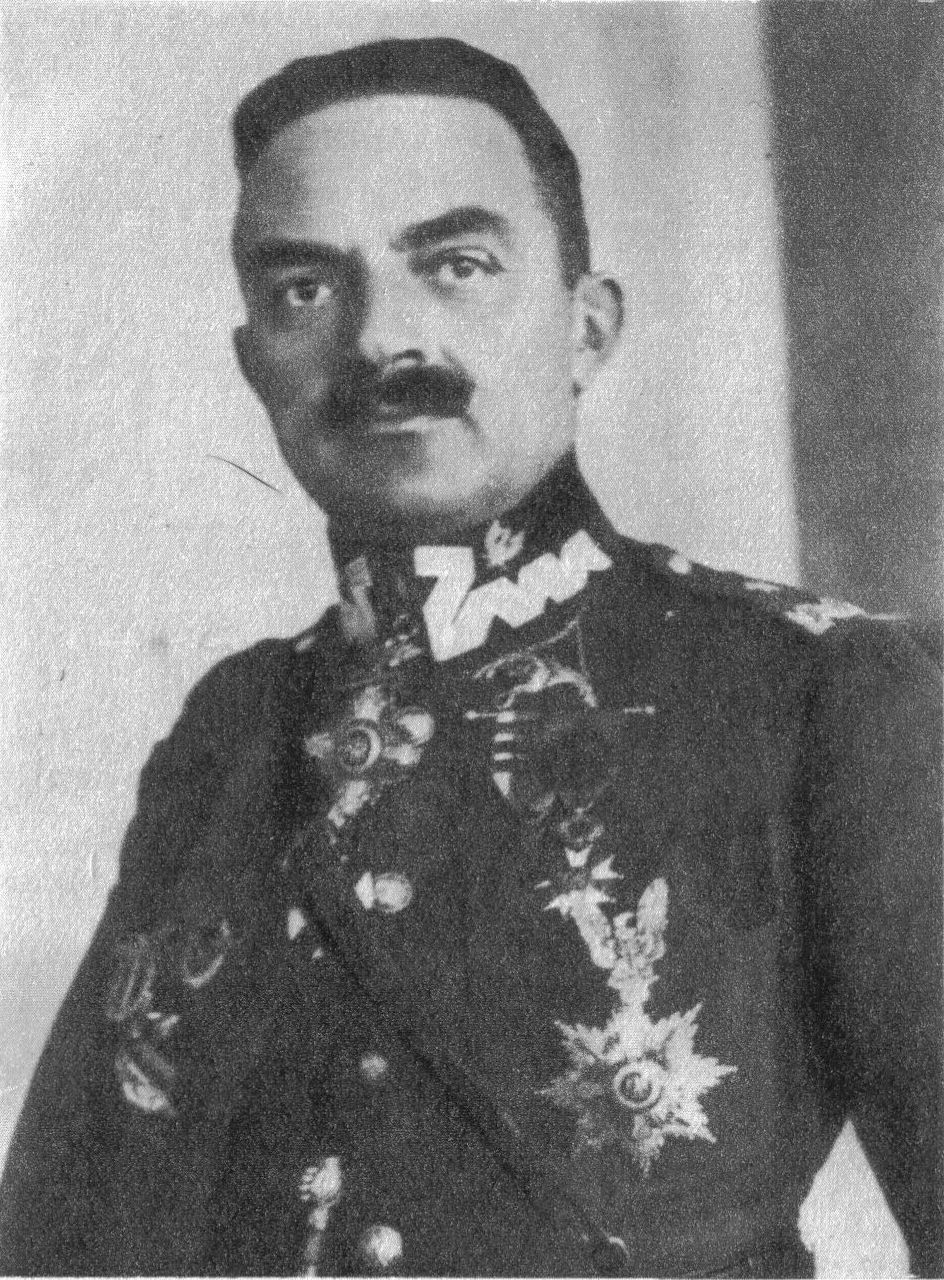
Włodzimierz Zagórski (1882–1927), generał brygady Wojska Polskiego

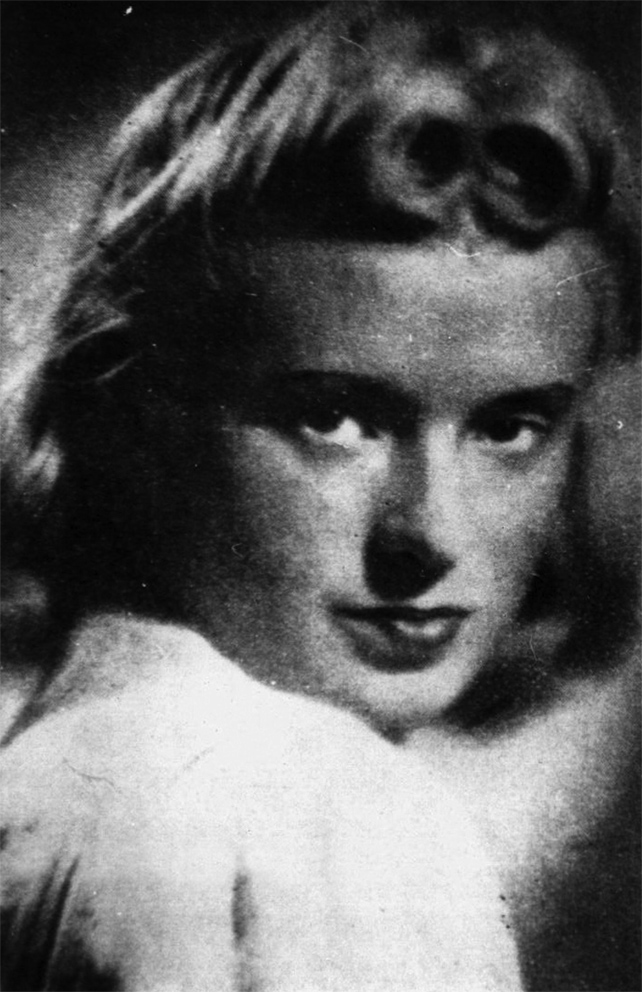
Grażyna Chrostowska, poetka, zamordowana przez Niemców w 1942 roku

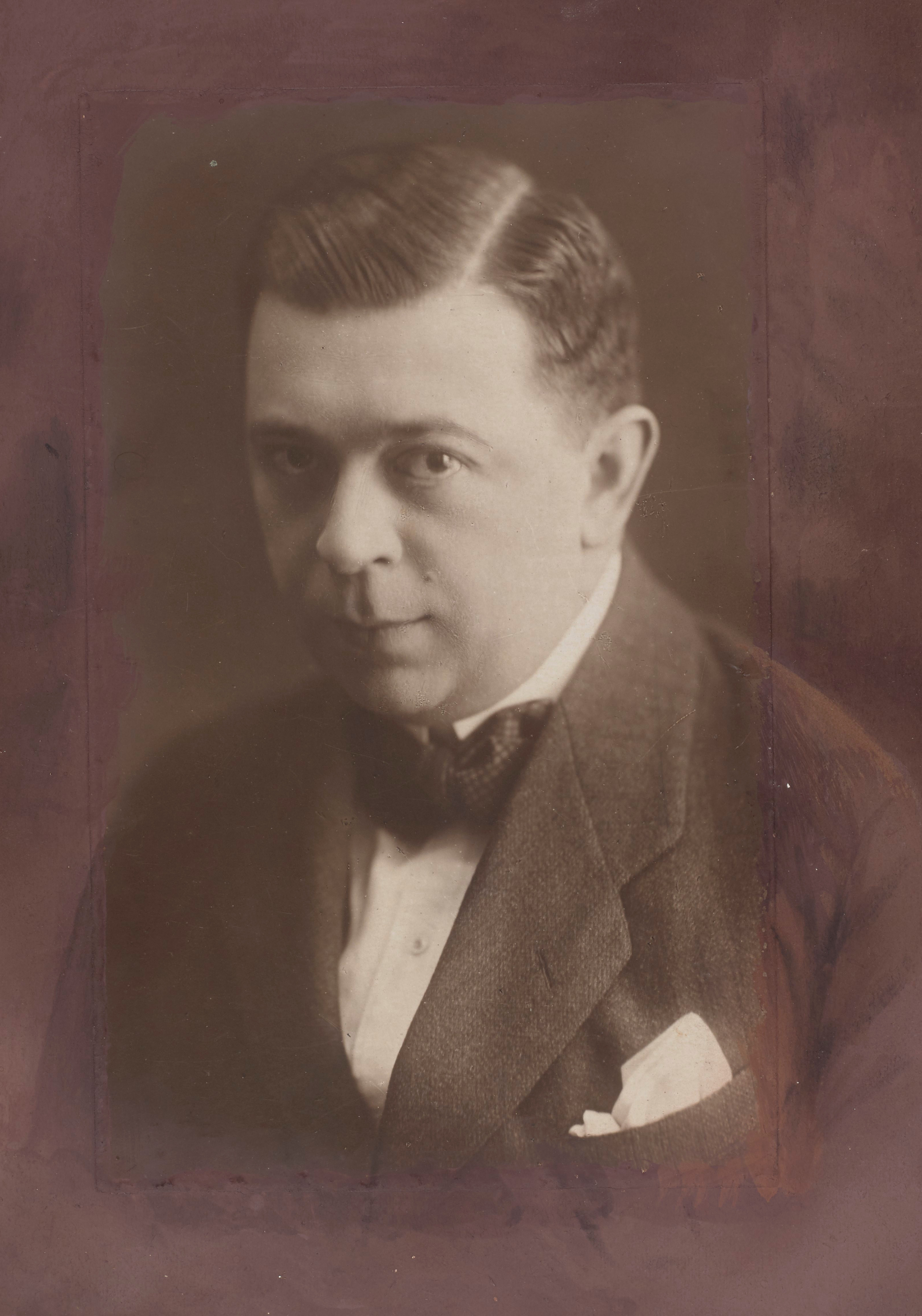
Stefan Kiedrzyński (1886–1943), wybitny dramaturg i powieściopisarz

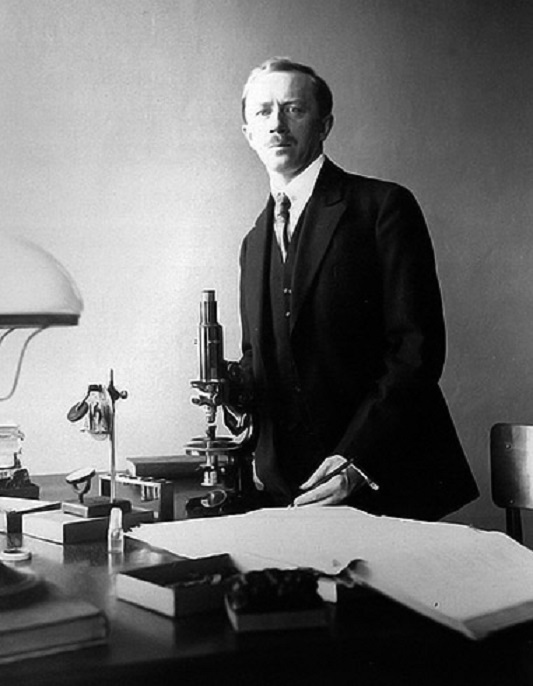
Prof. Stanisław Doktorowicz-Hrebnicki (1888–1974)

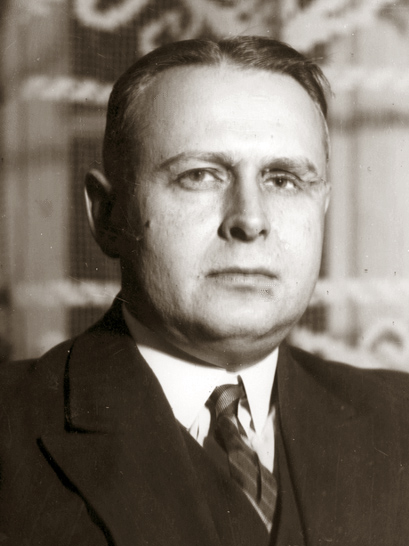
Prof. Bronisław Hełczyński (1890–1978)

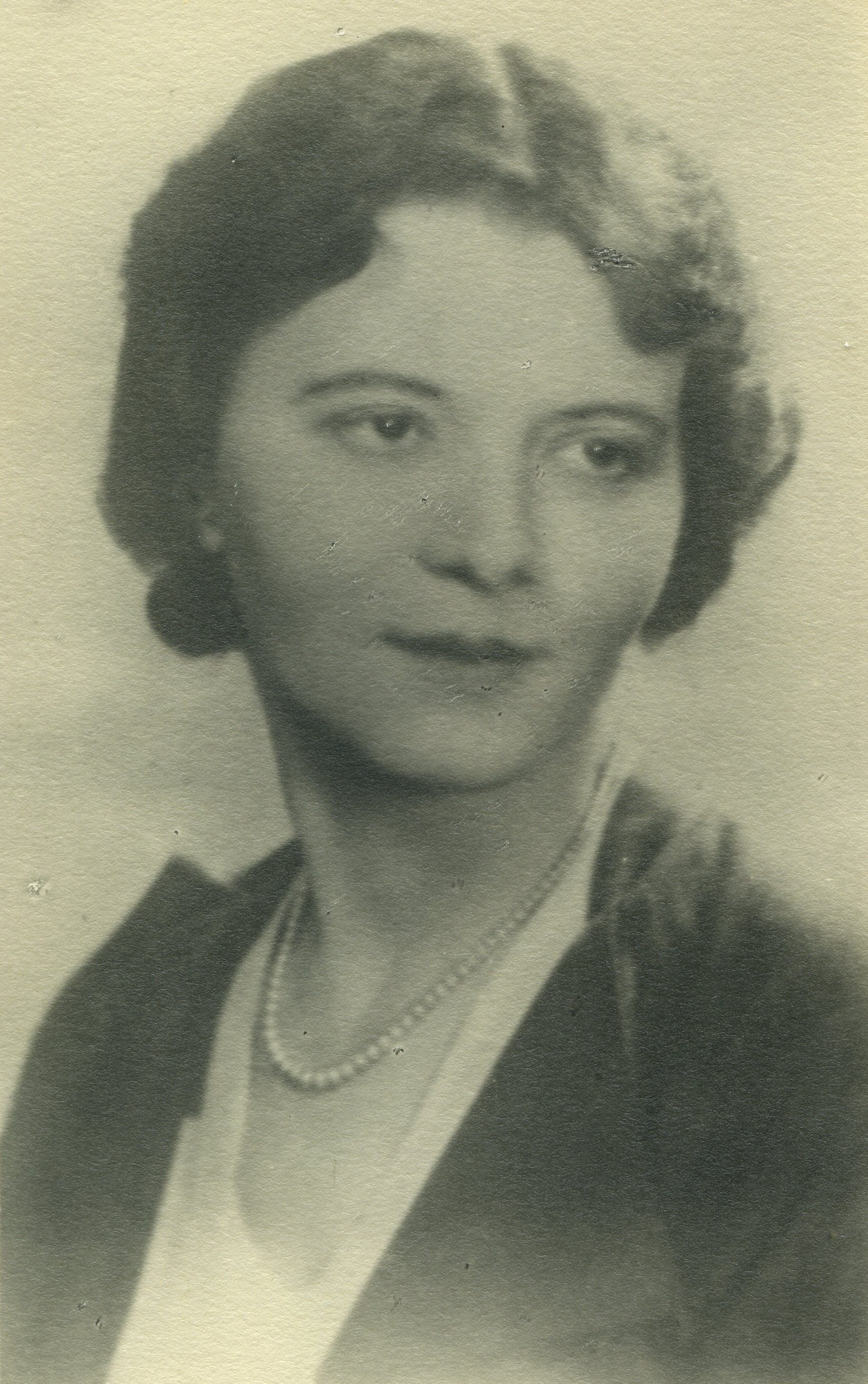
Zofia Ludmiła z Ostaszewskich hrabina Tarnowska (1902–1982)

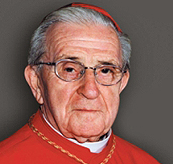
Kardynał, arcybiskup Adam Kozłowiecki SJ (1911–2007)

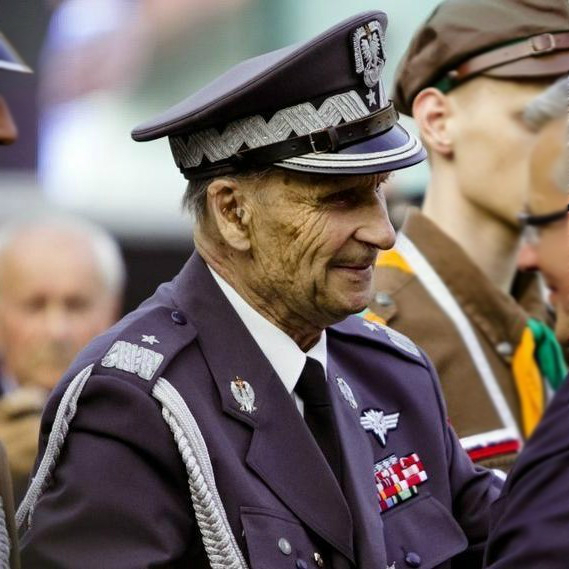
Generał Zbigniew Ścibor-Rylski (1917–2018)

Historię Ostojów (Mościców) tworzyli (i nadal tworzą) poszczególni członkowie rodu. Z tego powodu poniżej przedstawiono listę znanych (w sensie historycznym) postaci reprezentujących wspólnotę rodową na przestrzeni wieków XIII-XX. Znajdziemy w niej wielu wybitnych ludzi – naukowców, artystów, żołnierzy czy duchownych. Wśród nich są osoby utytułowane, pełniące najwyższe urzędy – książęta (np. Marcin Szyszkowski), komesowie (np. Ścibor ze Ściborzyc), kardynałowie (np. Adam Kozłowiecki), biskupi (np. Tomasz Ostaszewski), hrabiowie (np. Józef Andrzej Mikorski), generałowie (np. Tadeusz Błociszewski) i wielu innych. Prezentowana lista z pewnością jest niepełna, ale z biegiem czasu będzie uzupełniana.

#### XIII wiek
- Mikołaj ze Ściborzyc (zm. przed 1252) – fundator kościoła w Wysocicach, dziedzic Ściborzyc.
- Ścibor Mikołajewic ze Ściborzyc (zm. po 1252) – dziedzic Ściborzyc, dworzanin księcia kujawskiego Kazimierza I.
- Strachota Mikołajewic ze Ściborzyc (zm. po 1261) – dziedzic Ściborzyc, podkomorzy mazowiecki, dworzanin księcia mazowieckiego Siemowita I.

#### XIV wiek
- Mikołaj ze Ściborza (zm. ok. 1315) – dziedzic wsi Ściborze na Kujawach, chorąży inowrocławski w 1311 r.
- Wincenty z Koszyc (zm. po 1361) – dziedzic Koszyc w połowie XIV w.
- Czcibor (Ścibor) (zm. po 1363) – dziekan katedry poznańskiej.
- Jakusz z Błociszewa (zm. po 1370) – wojewoda grodowy lwowski.
- Mościc ze Ściborza (zm. przed 1383) – dziedzic Ściborza na Kujawach, wojewoda gniewkowski i starosta brzeski kujawski od 1368 r.
- Sągniew z Konarów (zm. po 1386) – dziedzic na Konarach w II połowie XIV w.
- Ścibor z Radzymina (zm. 1390) – biskup płocki 1390 r.
- Mikołaj z Jerzykowa (zm. po 1390) – dziedzic Gortatowa i Jerzykowa, kasztelan ostrowski.
- Hanek z Chełmu (zm. przed 1397) – dziedzic Chełmu w II połowie XIV w., właściciel dóbr w Woli Chełmskiej, Swoszowicach i Kantorowicach.
- Ścibor – Stibor de minori Stiboric (zm. ok. 1400) – arcybiskup egierski, Węgry ok. 1400 r.
- Marcin ze Ściborza (zm. przed 1402) – kanonik włocławski od 1386 r., kanonik płocki.
- Marek z Bzowa (zm. po 1405) – dziedzic dóbr ziemskich w Bzowie i Tązowie (obecnie część Karlina).
- Świętomir Błociszewski (zm. przed 1408) – dziedzic Brodnicy i Błociszewa.
- Dobiesław z Konarów i Koszyc (zm. ok. 1409) – stolnik krakowski, podsędek ziemski krakowski w latach 1394–1409.
- Bernard z Gronowic (zm. po 1410) – kanclerz księcia Władysława Opolczyka w latach 1393–1395, proboszcz w Chrząszczycach, kanonik opolski i głogówecki, rektor Uniwersytetu Karola w Pradze.
- Andrzej Podczaszy (zm. po 1410) – wojewoda trenczyński, baron węgierski, pan na zamku Uhrovec (Ugróc).
- Mikołaj Purcz ze Ściborza (zm. przed 1411) – kasztelan bydgoski w latach 1378–1399, starosta Kujaw inowrocławskich z ramienia Władysława Opolczyka przed 1391 r.
- Dobrogost Bytkowski (zm. przed 1413) – dziedzic części dóbr Błociszewo, Bytkowo i Luboń, asesor sądu poznańskiego.
- Ścibor ze Ściborzyc (1347–1414) – starosta brzeski, wojewoda siedmiogrodzki i komes komitatów górnowęgierskich (słowackich), w tym Bratysławy. Był członkiem Zakonu Smoka.
- Abel Biel (zm. po 1414) – burgrabia wieluński, starosta krzepicki, starosta inowrocławski w latach 1382–1383, podkomorzy wieluński w 1414 r.

#### XV wiek
- Mikołaj z Błociszewa (zm. 1419) – kasztelan santocki w latach 1401–1415, sędzia ziemski poznański w latach 1415–1419.
- Henryk Biel (zm. ok. 1424) – kanonik gnieźnieński od 1387 r.
- Maciej z Bogusławic (zm. po 1428) – dziedzic na Bogusławicach i w Jackowie w I połowie XV w.
- Dobiesław z Koszyc i Konarów (zm. ok. 1431) – dziedzic na Koszycach i Konarach w I połowie XV w.
- Jakub Chełmski (zm. przed 1431) – dziedzic Chełmu, właściciel części w Kaczkowicach, prebendarz w kościele św. Marcina w Krakowie w roku 1418.
- Imram Chełmski (zm. przed 1431) – dziedzic Chełmu, właściciel Kantorowic i części w Kaczkowicach w I połowie XV w.
- Jan Błociszewski (zm. po 1429) – dziedzic dóbr w Brodnicy, Błociszewie, Wronowie, Grabianowie, Luboni i innych.
- Mikołaj Biel z Błeszna (zm. ok. 1432) – dziedzic Błeszna, Białej Wielkiej, Wilkowiecka, Kamyka i Kiedrzyna w I połowie XV w.
- Jan z Chełmu (zm. po 1432) – dziedzic Chełmu, właściciel dóbr w Kantorowicach, Kaczkowicach i Przegorzałach.
- Ścibor Ściborowic (zm. 1434) – syn Ścibora ze Ściborzyc, dziedzic Beckova, komes, możnowładca węgierski.
- Świętosław Iłowiecki (zm. 1434) – kasztelan karzecki, wicesędzia kościański, zastępca starosty generalnego wielkopolskiego w Kościanie.
- Jan Chełmski z Chełmu (zm. po 1434) – dziedzic Chełmu, w latach 1426–1434 sprawował urząd burgrabiego krakowskiego.
- Stanisław z Poddębic (zm. po 1436) – podstarości krakowski, starosta lubelski, burgrabia krakowski, wielkorządca krakowski w latach 1430–1432.
- Mikołaj Probołowski z Chełmu (zm. 1440) – dziedzic Chełmu, właściciel Probołowic, części w Kantorowicach, Kaczkowicach, Sierosławicach, Mydlnikach i Rząsce, podstarosta krakowski, wielkorządca krakowski do 1440 r.
- Henryk Biel z Błeszna zw. Indrzychem (zm. ok. 1442) – dziedzic Błeszna, dworzanin i posłaniec króla Władysława Jagiełły w 1420 r.
- Hanek Chełmski (zm. po 1443) – dziedzic Chełmu, właściciel części Sierosławic, Kantorowic, Gorynic, Kaczkowic, a także Wierbki, Ziemblic i Przychody w I połowie XV w.
- Maciej Szczodrowski (zm. po 1440) – dziedzic Brodnicy i Wronowa, właściciel Szczodrowa w Wielkopolsce.
- Piotr Chełmski (zm. ok. 1446) – burgrabia krakowski, starosta nowokorczyński w latach 1430–1432, ochmistrz dworu królewskiego w latach 1435–1437, kasztelan połaniecki w latach 1435–1446.
- Ścibor z Koszyc i Konarów (zm. po 1450) – dziedzic Konarów i Koszyc Wielkich w I połowie XV w.
- Andrzej Brodnicki (zm. przed 1452) – dziedzic Brodnicy, właściciel Luboni, Krajkowa, Karsowa i Marszewa, wicechorąży kościański 1440–1445, burgrabia kościański 1447–1448, wicewojewoda kościański w 1448.
- Zygmunt Biel z Błeszna (zm. po. 1453) – dziedzic Białej Małej, Libidzy i Jaworzna w ziemi wieluńskiej w I połowie XV w.
- Mikołaj Szarlejski (zm. 1457) – podstoli brzeskokujawski, kasztelan inowrocławski od 1438 r., starosta bydgoski od 1441 r., wojewoda inowrocławski od 1457 r., starosta tucholski od 1454 r., wojewoda brzeskokujawski w latach 1453–1457, starosta brodnicki, starosta gniewkowski, starosta człuchowski w 1454 r. i w latach 1455–1456.
- Jan z Chełmu i Przegorzał (zm. ok. 1459) – dziedzic Chełmu i Przegorzał, właściciel części Woli Chełmskiej, Racławic, Bielanek i Filipowic, kasztelan połaniecki w latach 1447–1459.
- Jan z Jani (zm. 1461) – rycerz z ziemi nowskiej, współtwórca Związku Pruskiego, członek Towarzystwa Jaszczurczego, starosta gniewski, pierwszy wojewoda pomorski.
- Jan Rokosz (zm. ok. 1464) – burgrabia i podstarości krakowski, sędzia ziemski krakowski od 1455 r.
- Dobiesław z Olewina (zm. ok. 1468) – wojski stężycki, cześnik krakowski od 1437 r.
- Piotr z Lucjanowic (zm. ok. 1468) – pisarz generalny ziemski krakowski, wielkorządca krakowski od 1458 r.
- Ścibor z Ostaszewa (zm. ok. 1470) – dziedzic Ostaszewa na Mazowszu w II połowie XV w.
- Jan Brodnicki (zm. po 1470) – dziedzic Grabianowa w Wielkopolsce, pisał się z Brodnicy.
- Mikołaj Ptaszkowski (zm. przed 1471) – dziedzic Brodnicy, właściciel Ptaszkowa w Wielkopolsce, wicepodkomorzy kościański.
- Ścibor Chełmski z Ponieca (zm. 1471) – starosta generalny wielkopolski w latach 1457–1460, sędzia poznański, podkomorzy poznański, starosta malborski w latach 1458–1459, dyplomata – doprowadził do pokoju toruńskiego w 1466 r.
- Jakub Jackowski (zm. po 1472) – scholastyk kapituły kolegiackiej w Opatowie.
- Przecław z Dmosic (zm. 1474) – dziedzic Dmosic, starosta spiski w latach 1456–1474.
- Ścibor z Bogusławic (zm. po 1480) – dziedzic na Bogusławicach w II połowie XV w.
- Jan z Nagorzyc (zm. po 1480) – jest pierwszym odnotowanym w źródłach Nagórskim, którego można powiązać z rodem Ostojów
- Mikołaj Zarogowski (zm. przed 1482) – rajca krakowski, burmistrz Krakowa, ufundował kaplicę w kościele św. Anny w Krakowie.
- Dobiesław Rokosz z Brzezin i Koszyc Małych (zm. po 1486) – dziedzic Koszyc Małych i Brzezin, fundator budowy kościoła św. Mikołaj w Brzezinach w II połowie XV w.
- Marcin Poniecki (1448–1498) – dziedzic miasta Ponieca.
- Mikołaj z Błociszewa (zm. przed 1499) – dziedzic Błociszewa, Chaław, Gaju i Grabianowa, burgrabia kościański.
- Wojciech Modliszewski (zm. przed 1503) – dziedzic dóbr w Modliszewie Kościelnym, dworzanin królewski.
- Piotr Iłowiecki (zm. po 1502) – burgrabia poznański, chorąży kaliski, wicechorąży poznański, chorąży poznański, właściciel miasta Wolsztyna.

#### XVI wiek
- Piotr Lubiatowski (zm. przed 1511) – dziedzic dóbr w Błociszewie, Lubiatowie Większym i Mączlinie.
- Katarzyna Modliszewska (zm. ok. 1512) – dziedziczka dóbr w Modliszewie Kościelnym, członkini Zakonu Świętej Klary w Gnieźnie.
- Aleksander Irzykowski (zm. po 1516) – dziedzic Jerzykowa, Kowalskich i Komorowa, podwojewodzi kaliski, burgrabia ziemski koniński, burgrabia zamku łowickigo.
- Maciej Głogiński (zm. po 1517) – burgrabia ziemski kaliski.
- Stanisław Zaborowski (zm. 1529) – prawnik, gramatyk, autor pierwszego drukowanego traktatu w języku łacińskim o polskiej ortografii.
- Stanisław Baranowski (zm. po 1531) – pleban w Modrzu, altarysta w katedrze poznańskiej.
- Łukasz Popowski (zm. przed 1547) – dziedzic dóbr w Popowie i Mierzejewie.
- Wincenty Gajewski (zm. przed 1564) – dziedzic Gaju i Grabianowa oraz części Błociszewa.
- Stanisław Raczko (Raczek) (zm. po 1569) – poseł na sejm lubelski 1569 roku z ziemi mielnickiej. Podpisał akt unii lubelskiej.
- Maciej Kawęczyński (zm. 1572) – wydawca i drukarz, założyciel pierwszej drukarni na północno-wschodnich terenach Rzeczypospolitej, działacz reformacji na Litwie.
- Baltazar Bzowski (1514–1574) – właściciel dóbr ziemskich w Bzowie, podstarości jaworowski.
- Andrzej Blinowski (zm. 1581) – biskup pomocniczy kujawsko-pomorski, kanonik włocławski i kantor kruszwicki, sekretarz królewski w 1563 roku.
- Wojciech Jerzykowski (zm. po 1560) – właściciel dóbr ziemskich w Kozarzewie, Gorazdowie, Borkowie i Psarskich.
- Stanisław Szyszkowski (zm. po 1579) – kanonik gnieźnieński i poznański, prepozyt kapituły kolegiackiej w Sieradzu, proboszcz sieradzki, oficjał i dziekan wieluński.
- Mikołaj Głogiński (zm. po 1579) – podczaszy kaliski, poseł na sejm.
- Kasper Karliński (zm. 1590) – starosta olsztyński, bohater obrony Olsztyna w 1587 r.
- Michał Maleczkowski (zm. 1592) – wielkorządca krakowski w latach 1577–1592, żupnik olkuski, chęciński i kuchmistrz wielki koronny.
- Erazm Gajewski (zm. przed 1593) – dziedzic Gaju oraz części Błociszewa i Grabianowa, burgrabia ziemski kościanski.
- Jan Gajewski z Błociszewa (zm. 1595) – dziedzic Gaju oraz części Błociszewa i Grabianowa, właściciel Grodźca, Nietrzanowa, Gorzyczek i innych, marszałek sejmu koronacyjnego (1588), poseł na sejm, pisarz grodzki kaliski (1566–1578), podstarości i surogator grodzki poznański (1578–1582), sędzia ziemski poznański (1582–1595).
- Dobrogost Baranowski (zm. po 1597) – dziedzic w Kozarzewie, burgrabia ziemski koniński.
- Gabriel Słoński (1520–1598) – architekt i budowniczy, burmistrz miasta Krakowa.
- Marcin Baranowski (zm. przed 1601) – właściciel dóbr ziemskich w Stanominie, pisarz ziemski inowrocławski.
- Michał Konstantynowicz Sumorok (zm. po 1603) – sędzia ziemski kowieński w latach 1599–1603, pisarz ziemski kowieński w latach 1580–1599.
- Stanisław Marcinowicz Czechowicz (zm. ok. 1605) – marszałek hospodarski w 1588 r., podstarosta żmudzki przed 1588 r.
- Abraham Mierzewski (zm. po 1606) – dziedzic części w Mirzewie, proboszcz w Goniembicach, dziekan szamotulski.
- Wojciech Gajewski (zm. 1609) – dziedzic dóbr Gorzyce, Gorzyczki, Przysieka Polska, Orle, Głuchowo i innych, starosta ujsko-pilski, dworzanin króla Zygmunta III Wazy.

#### XVII wiek
- Gabriel Ochocki (zm. 1616) – ławnik sądowy, rajca i burmistrz miasta Krakowa.
- Andrzej Mierzewski (zm. 1617) – pleban w Pobiedziskach, kanonik poznańskiej kapituły katedralnej.
- Krzysztof Słuszka (zm. 1620) – wojewoda wendeński, dworzanin cesarza Rudolfa II Habsburga.
- Marcin Szyszkowski (1554–1630) – książę siewierski, biskup-koadiutor, biskup łucki, płocki i krakowski.
- Franciszek Zajerski (1561–1631) – biskup pomocniczy łucki.
- Jerzy Szyszkowski (zm. 1633/4) – chorąży kaliski, kasztelan biechowski.
- Salomon Rysiński (1565–1625) – starolitewski paremiolog, pisarz, poeta, tłumacz i filolog
- Michał Sędziwój (Michał Sędzimir) (1566–1636) – polski alchemik i lekarz, prawdopodobnie odkrywca tlenu, dworzanin cesarza Rudolfa II.
- Hieronim Nagórski (zm. 1636) – dziedzic Grabownicy, fundator kościoła św. Mikołaja w Grabownicy, uczestnik bitwy pod Chocimiem w 1621 r.
- Andrzej Szyszkowski (zm. 1636) – kanonik płocki, pułtuski, kielecki, zawichojski, krakowski i sandomierski, proboszcz w Iłży, kustosz krakowski, scholastyk krakowski, sekretarz królewski i kanclerz królewny Anny Katarzyny Konstancji Wazówny.
- Kazimierz Siemienowicz (zm. po 1651) – inżynier wojskowy, teoretyk artylerii, autor fundamentalnego dzieła o artylerii Artis Magnae Artilleriae pars prima (Wielkiej sztuki artylerii część pierwsza).
- Paweł Marchocki (zm. 1631) – starosta czchowski w 1600 r., generalny poborca podatków krakowskich w 1629 r., rotmistrz królewski, poseł na sejmy.
- Aleksander Kaweczyński (Kawieczyński) (zm. 1633) – podkomorzy wiłkomierski w latach 1627–1633, marszałek Trybunału Głównego Wielkiego Księstwa Litewskiego w 1633 r., dworzanin królewski.
- Abraham Bzowski (właśc. Stanisław Bzowski z Proszowic) (1567–1637) – dominikanin, przedstawiciel nurtu kontrreformacji, historyk Kościoła, hagiograf i kaznodzieja.
- Jan Baranowski (zm. po 1641) – posesor miasta Łabiszyna z przyległościami, pisarz grodzki bydgoski i inowrocławski, sędzia grodzki bydgoski, pełnomocnik Jerzego Ossolińskiego, podkanclerzego koronnego.
- Mikołaj Szyszkowski (zm. 1643) – książę sambijski i biskup warmiński w latach 1633–1643, sekretarz wielki koronny, administrator apostolski diecezji sambijskiej, sekretarz królewski, opat komendatoryjny czerwiński.
- Piotr Szyszkowski (zm. 1645) – marszałek Trybunału Głównego Koronnego, kasztelan sądecki, kasztelan wojnicki, starosta warecki, poseł na sejm 1634.
- Aleksander Słuszka (1580–1647) – wojewoda trocki w latach 1642–1647, wojewoda nowogrodzki w 1638 r., wojewoda miński w 1633 r., kasztelan żmudzki w 1628 r., kasztelan miński w 1618 r., marszałek Trybunału Głównego Wielkiego Księstwa Litewskiego w 1641 r., starosta rzeczycki, łojowski, mozyrski i homelski.
- Adam Owsiany (zm. przed 1649) – marszałek Trybunału Głównego Wielkiego Księstwa Litewskiego w 1641 roku, sędzia ziemski lidzki w latach 1642–1643, podsędek lidzki w latach 1631–1643.
- Krzysztof Kazimierz Uniechowski (zm. po 1649) – instygator litewski w 1649 r, sekretarz Jego Królewskiej Mości, poseł na sejm koronacyjny w 1649 r.
- Mikołaj Szyszkowski (zm. 1651) – podkomorzy wieluński w latach 1630–1650, sędzia ziemski wieluński w latach 1613–1630, sekretarz królewski, poseł na sejm.
- Jerzy Danielewicz (1595–1652) – ksiądz katolicki, jezuita, profesor teologii moralnej, prefekt szkół jezuickich, spowiednik księcia Zygmunta Karola Radziwiłła.
- Marianna Marchocka, w zakonie Teresa od Jezusa (1603–1652) – karmelitanka bosa (w 1637 r. została obrana przełożoną zakonu), mistyczka i Służebnica Boża.
- Wojciech Rylski (zm. po 1655) – wojski żytomierski w latach 1639–1655, pisarz grodzki kijowski, pisarz grodzki żytomierski w 1640 r.
- Piotr Rylski (zm. po 1655) – sędzia ziemski rawski w 1648 r., pisarz ziemski rawski od 1647 r., rotmistrz województwa rawskiego w 1655 r.
- Marcin Szyszkowski (zm. ok. 1656) – starosta lelowski, poseł województwa krakowskiego na Sejm 1625 roku, dworzanin królewski.
- Wojciech Gajewski (zm. 1657) – kasztelan rogoziński, starosta wschowski.
- Bogusław Jerzy Słuszka (zm. po 1658) – podskarbi nadworny litewski w 1645 r., krajczy litewski w 1656 r., stolnik litewski w 1643 r., starosta rzeczycki w 1639 r.
- Paweł Danilewicz (zm. po 1667) – sędzia ziemski wileński w latach 1649–1667, podsędek wileński w latach 1646–1649, cześnik lidzki w latach 1642–1646, sędzia grodzki wileński w latach 1641–1646, starosta inturski w 1655 roku, był elektorem Jana II Kazimierza Wazy z województwa wileńskiego.
- Jan Baranowski (zm. po 1668) – pułkownik husarii chorągwi ukraińskich księcia Jeremiego Wiśniowieckiego, miecznik bracławski, stolnik bracławski. Uczestniczył m.in. w obronie Zbaraża w 1649 r. i bitwie pod Beresteczkiem w 1651 r.
- Jan Stachurski (zm. 1669) – generał major wojsk koronnych, właściciel majątku Kikół w Ziemi Dobrzyńskiej.
- Elżbieta Słuszczanka (1619–1671) – marszałkowa nadworna koronna, podkanclerzyna koronna, właścicielka Pałacu Kazanowskich w Warszawie.
- Andrzej Nagórski (zm. po 1671) – towarzysz kawalerii, rotmistrz chorągwi piechoty wybranieckiej woj. lubelskiego i bełskiego, poseł na sejm elekcyjny (1669).
- Gabriel Ochocki starszy (1601–1673) – doktor medycyny i filozofii, profesor Akademii Krakowskiej, burmistrz miasta Krakowa, właściciel klucza żabieńskiego z miastem Żabno.
- Zygmunt Adam Słuszka (zm. 1674) – chorąży wielki litewski w 1656 r., chorąży nadworny litewski w 1649 r., starosta rzeczycki w latach 1658–1672.
- Jan Aleksander Kublicki (zm. po 1674) – pisarz grodzki połocki w 1672 roku.
- Hieronim Ochocki (zm. 1676) – doktor obojga praw, kustosz pilicki, kanonik i oficjał wiślicki, kanonik kolegiaty Wszystkich Świętych w Krakowie, protonotariusz apostolski, asesor w kurii krakowskiej, proboszcz w Strożyskach, Sędziszowie i Słupi.
- Piotr Ochocki (zm. po 1681) – ławnik miejski w Krakowie, stolnik grabowiecki.
- Jan Ścibor Chełmski (zm. przed 1683) – łowczy krakowski w 1633 r., starosta ujski.
- Franciszek Ostaszewski (zm. 1684) – skarbnik ciechanowski.
- Roman Jan Danilewicz (zm. 1685) – właściciel dóbr Świrany, zastawny posiadacz majątku Korciany, podkomorzy oszmiański, chorąży oszmiański, podstoli oszmiański, starosta inturski, poseł na Sejm I Rzeczypospolitej.
- Adam Karol Danilewicz (zm. przed 1686) – sędzia grodzki wileński.
- Stanisław Krzysztof Uniechowski (Unichowski) (zm. po 1686) – podkomorzy smoleński w latach 1676–1686, sędzia ziemski smoleński w latach 1667–1671, podsędek smoleński w latach 1651–1667.
- Rafał Politalski (zm. po 1692) – zakonnik, dominikanin, doktor teologii, prowincjał litewski, przeor konwentu wileńskiego św. Ducha, przeor konwentu dominikanów w Sejnach, przeor konwentu dominikanów w Dereczynie.
- Stanisław Ścibor-Bogusławski (zm. 1696) – kanonik łaski, przemyski, włocławski, kustosz wolborski, prepozyt brzozowski, sędzia surogat Konsystorza Diecezji Kujawsko-Pomorskiej, dwukrotny nominat na sędziego Trybunału Głównego Koronnego, kanclerz kardynała M.S. Radziejowskiego do 1696 r.
- Bogusław Aleksander Uniechowski (Unichowski) (zm. 1697) – wojewoda trocki od 1689, pisarz ziemski nowogródzki od 1678, marszałek Trybunału Głównego Wielkiego Księstwa Litewskiego.
- Mikołaj Ścibor-Marchocki (zm. po 1697) – miecznik przemyski, kasztelan żarnowski w 1694 r.
- Michał Kazimierz Doktorowicz-Hrebnicki (zm. 1698) – skarbnik połocki, pisarz grodzki połocki, podstoli witebski, elektor króla Jana III Sobieskiego.
- Jan Baranowski (zm. 1699) – dziedzic Ostrołęki i Pilicy, pułkownik kawalerii, miecznik bracławski.
- Mikołaj Danilewicz (zm. po 1699) – dziedzic dóbr Wierzchówka, Ołseta i innych, miecznik wiłkomierski, podsędek wiłkomierski, podstarości wiłkomierski, elektor króla Michała Korybuta Wiśniowieckiego.
- Michał Ścibor-Rylski (zm. 1701) – cześnik łęczycki, zasłużony rotmistrz królewski w bitwie pod Chocimem w 1673 r., kasztelan gostyniński.
- Józef Bogusław Słuszka (1652–1701) – hetman polny litewski w latach 1685–1701, kasztelan wileński, marszałek nadworny litewski w 1683 r., chorąży wielki litewski w 1676 r., łowczy wielki litewski w 1673 r., starosta rzeczycki, lanckoroński, piński, pieniawski, jezierski.
- Jan Franciszek Jerzykowski (zm. przed 1702) – dziedzic Kościeszek, Białężyna, Oborzysk i innych, burgrabia grodzki poznański, regent grodzki poznański, pisarz grodzki kościański.
- Stafan Jerzykowski (zm. przed 1702) – dziedzic Oborzysk, burgrabia grodzki poznański.
- Michał Danilewicz (zm. po 1703) – dziedzic dóbr Średnik, Bohdanów, Sulżyn i innych, starosta płotelski, komisarz sejmowy w 1703 r.
- Mikołaj Stanisław Politalski (zm. przed 1705) – pisarz grodzki ostrzeszowski, podstoli wiski, dziedzic dóbr Szczypiorno, Boczków, Piekart, i innych.
- Jan Ochocki (zm. po 1705) – bakałarz i magister Akademii Krakowskiej, doktor praw, docent extraneus Wydziału Filozoficznego, rektor (senior) szkoły zamkowej na Wawelu.
- Łukasz Gajewski (zm. 1708) – kasztelan santocki w 1690 r.
- Piotr Bogusław Baranowski (zm. po 1709) – oficer w chorągwi husarskiej Józefa Lubomirskiego, brał udziałem w wojnach z Turcją, od 1689 r. marszałek powstałej pod Wiśniowcem konfederacji wojskowej.
- Andrzej Nagórski (1643–1710) – prof. retoryki i teologii moralnej, prefekt szkół jezuickich, misjonarz, rektor kolegiów w Kaliszu i Lublinie, sekretarz prowincjała polskiego (1703–1705).
- Dominik Michał Słuszka (1655–1713) – wojewoda połocki w latach 1686–1713, pułkownik generalny Wielkiego Księstwa Litewskiego, marszałek Trybunału Głównego Wielkiego Księstwa Litewskiego.

#### XVIII wiek
- Mikołaj Ścibor Marchocki (zm. w 1715 roku) – kasztelan żarnowski od 1694 roku.
- Karol Ścibor Marchocki (zm. 1720) – łowczy sandomierski, marszałek województwa sandomierskiego w konfederacji tarnogrodzkiej.
- Aleksander Ścibor Marchocki (zm. 1722) – kasztelan żarnowski, pułkownik królewski.
- Aleksander Józef Unichowski (zm. 1725) – sędzia ziemski miński, poseł na sejm coronationis Augusta II, komisarz do traktatów z wojskiem litewskiem, kasztelan żmudzki.
- Antoni Świerczyński (Świrczyński) (1670–1727) – ksiądz katolicki, jezuita, profesor etyki i matematyki w Lublinie, filozofii w Poznaniu i Kaliszu, teologii w Krakowie i we Lwowie, prefekt studiów w Krakowie i Sandomierzu, rektor kolegium jezuitów w Bydgoszczy oraz rektor i mistrz nowicjatu w Krakowie, autor książek.
- Franciszek Błociszewski (1671–1743) – ksiądz, jezuita, profesor etyki, matematyki, filozofii, prawa kanonicznego, teologii pozytywnej, polemicznej i scholastycznej, prefekt studiów w Kaliszu (1718–1720) i Krakowie (1720–1721) oraz rektor kolegiów jezuickich w: Krośnie (1721–1724), Sandomierzu (1726–1727), Toruniu (1729–1732) i Jarosławiu NMP (1739–1742).
- Andrzej Ścibor-Bogusławski (zm. 1729) – instygator trybunału koronnego w 1700 r., regent grodzki sieradzki, komornik graniczny łęczycki i sieradzki w latach 1717–1729, sędzia sądu komisarskiego w 1719, dziedzic dóbr: Sulisławice, Włocin i Grzymaczew.
- Mikołaj Baranowski (zm. po 1733) – właściciel dóbr ziemskich w Pilicy, Łękawicy i Zakrzewie, sędzia kapturowy czerski, podczaszy bracławski.
- Franciszek Gajewski (1675–1734) – kasztelan konarski kujawski w 1730 r., starosta kościański.
- Jan Stanisław Zagórski (zm. 1736) – podstarości i wojski większy krzemieniecki, podstoli wołyński, dziedzic na Potutorowie i Wołkowcach.
- Anastazy Kiedrzyński, właściwie Piotr Kiedrzyński (1676–1756) – duchowny katolicki, zakonnik OSPPE, prezbiter, doktor teologii, prowincjał Zakonu Świętego Pawła Pierwszego Pustelnika, przeor klasztoru wieluńskiego, na Jasnej Górze (1716–1719) oraz na Skałce w Krakowie (1722–1728).
- Franciszek Stefan Danilewicz (zm. po 1744) – dziedzic dóbr Bohdanów, Danilewicze i innych, starosta płotelski.
- Antoni Politalski (zm. 1746) – oboźny grodzieński, stolnik starodubowski, stolnik grodzieński.
- Florian Hrebnicki (1684–1762) – duchowny greckokatolicki, sufragan witebski w latach 1716–1719, arcybiskup połocki, metropolita kijowski od 1748 r.
- Onufry Danilewicz (1695–1753) – ksiądz katolicki, trynitarz, lektor (profesor) filozofii oraz teologii scholastycznej i dogmatycznej, przełożony (minister) klasztoru w Wilnie na Antokolu, definitor polskiej prowincji zakonnej, pisarz ascetyczny, historyk i kronikarz swego zakonu.
- Franciszek Miklaszewski (zm. po 1750) – sędzia żydowski województwa krakowskiego w 1728 r., pisarz wojewodziński, podrządczy i sędzia wielkorządów krakowskich w latach 1729–1750.
- Franciszek Tadeusz Danilewicz (zm. po 1764) – chorąży oszmiański, pułkownik generalny pow. oszmiańskiego wojsk Wielkiego Księstwa Litewskiego.
- Florian Ostaszewski (zm. 1770) – wojski ciechanowski.
- Michał Antoni Baranowski (zm. po 1764) – właściciel dóbr ziemskich w Ługowej Woli, Cychrach, posiadacz wójtostwa w Długowoli, sędzia kapturowy czerski, podwojewodzi czerski, komornik graniczny czerski, łowczy inowłodzki, poseł na sejm z ziemi czerskiej.
- Józef Pietrzkiewicz (zm. po 1764) – cześnik wiłkomierski, elektor Stanisława Augusta Poniatowskiego z powiatu wiłkomierskiego.
- Antoni Gajewski (zm. 1775) – starosta kościański i łęczycki, kasztelan nakielski.
- Konstanty Iłowiecki herbu Ostoja (1709–1777) – opat w Lądzie.
- Rafał Tadeusz Gajewski (1714–1776) – starosta gnieźnieński, kasztelan rogoziński, Kawaler Orderu Świętego Stanisława.
- Ignacy Piotr Ścibor-Bogusławski (1716–1793) – kanonik łęczycki, dziekan warcki, budowniczy kościoła w Brzeźniu, komisarz arcybiskupstwa gnieźnieńskiego w 1785 r.
- Sebastian Zagórski (ur. 1728) – ksiądz, jezuita, minister i prefekt bursy muzyków, regens konwiktu w Łucku oraz misjonarz w Łyścu.
- Florian Baranowski (zm. po 1764) – podczaszy bracławski, właściciel dóbr ziemskich: Pilica, Łękawica, Zakrzew, Szczyty, Brześce. Podpisał z ziemią czerską elekcję Stanisława Augusta Poniatowskiego w 1764 roku.
- Józef Antoni Kaczanowski (zm. po 1765) – chorąży wołkowyski w 1765 r., wojski wołkowyski w 1756 r.
- Jakub Ulejski (zm. po 1775) – regimentarz wielkopolski w konfederacji barskiej.
- Stanisław Ścibor-Kotkowski (zm. przed 1776) – sędzia ziemski krakowski w 1765 r., stolnik krakowski w latach 1764–1765, miecznik krakowski w latach 1756–1764, posłem na sejm koronacyjny 1764 roku z województwa krakowskiego.
- Franciszek Zagórski (zm. po 1767) – marszałek konfederacji województwa kijowskiego w konfederacji radomskiej w 1767 roku, starosta owrucki w latach 1747–1766.
- Feliks Antoni Mikorski (zm. po 1771) – marszałek Trybunału Głównego Koronnego w 1768 r., sędzia ziemski gostyniński w 1771 r., pisarz ziemski gostyniński w 1768 r., regent grodzki gostyniński w 1752 r.
- Gwidon Marceli Siedliski (zm. po 1772) – sędzia ziemski przemyski w latach 1765–1772, podsędek przemyski w latach 1748–1765, sędzia i konsyliarz ziemi przemyskiej w konfederacji barskiej, szambelan Stanisława Augusta Poniatowskiego w 1764 r.
- Jakub Ulejski (ur. ok. 1741, zm. po 1775) – regimentarz wielkopolski w konfederacji barskiej.
- Jan Ostaszewski (ur. 1745) – chorąży przasnyski.
- Tomasz Ostaszewski (1746–1817) – biskup płocki w latach 1809–1817, senator Księstwa Warszawskiego i Królestwa Polskiego, kawaler Orderu Św. Stanisława.
- Ludwik Politalski (zm. 18 kwietnia 1776) – sędzia grodzki ostrzeszowski, subdelegat grodzki piotrkowski, burgrabia ostrzeszowski, wojski mniejszy radomszczański, miecznik radomszczański, wojski większy radomszczański, elektor króla Stanisława Augusta.
- Karol Podgorski (zm. 1781) – generał major wojsk pruskich.
- Andrzej Antoni Glindzicz (zm. po 1782) – krajczy grodzieński w latach 1752–1782, podstarosta grodzieński.
- Krystyna Ścibor-Bogusławska (zm. 1783) – obdarowana przez króla Stanisława Augusta Poniatowskiego dożywotnio starostwem wągłczewskim w 1773 r.
- Jakub Ścibor-Bogusławski (zm. 1788) – konfederat barski, dziedzic Włocina i Grzymaczewa.
- Wojciech Ścibor-Marchocki (zm. 1788) – kasztelan sanocki, generał-adiutant królewski, podczaszy, podstoli oraz wojski trembowelski.
- Tadeusz Danilewicz (zm. po 1788) – dziedzic dóbr Gudziany, Lewszany, Piełaniszki, Skierzabola, landwójt trocki, komisarz prowiantowy trocki, rotmistrz województwa trockiego.
- Michał Danilewicz (zm. po 1790) – chorąży petyhorski, sędzia grodzki smoleński, elektor króla Stanisława Augusta.
- Józef Zagórski (zm. po 1792) – konsyliarz konfederacji generalnej koronnej w konfederacji targowickiej, podkomorzy łucki w latach 1773–1792, chorąży wołyński w latach 1765–1773, miecznik wołyński w latach 1754–1765, pułkownik pancerny Buławy Polnej Koronnej w 1767 r.
- Józef Andrzej Mikorski (zm. 1793) – kasztelan rawski od 1791 r., starosta gostyniński w latach 1779–1789, podkomorzy gostyniński od 1774 r., cześnik gostyniński, pisarz Komisji Skarbowej Koronnej, starosta gąbiński w 1789 r., odznaczony Orderem Orła Białego, kawaler Orderu Świętego Stanisława, uzyskał tytuł hrabiowski pruski w 1798 r.
- Stanisław Józef Ochocki (zm. 1793), cześnik mozyrski, deputat do trybunału lubelskiego z ziemi łukowskiej, marszałek dworu hetmana polnego litewskiego Józefa Sosnowskiego, dziedzic dóbr Sidaczówka i Ryszki (Ryżki).
- Jan Feliks Hrebnicki (1750-1787) – generał wojsk litewskich.
- Nereusz Ostaszewski (ur. 1755) – poseł na Sejm Czteroletni, szambelan króla Stanisława Augusta.
- Euzebiusz Ostaszewski (1756–1794) – dowódca kompanii w insurekcji kościuszkowskiej, kapitan Regimentu Gwardii Pieszej Koronnej, członek Rady Cywilnej i Wojskowej.
- Józef Siemoński (zm. po 1794) – generał major milicji sandomierskiej w czasie powstania kościuszkowskiego.  Razem ze Stanisławem Wodzickim został mianowany w r. 1794 przez Tadeusza Kościuszkę na przywódcę powstania w sandomierskim.
- Jan Zagórski (zm. po 1794) – podczaszy włodzimierski, sędzia grodzki krzemieniecki, konsyliarz konfederacji generalnej koronnej, poseł województwa wołyńskiego na Sejm Czteroletni, konsyliarz konfederacji generalnej koronnej w konfederacji targowickiej, Sąd Najwyższy Kryminalny skazał go na karę śmierci przez powieszenie, wieczną infamię, konfiskatę majątków i utratę wszystkich urzędów.
- Józef Longin Staszewski (zm. po 1795) – podkomorzy upicki w latach 1783–1795, sędzia ziemski upicki w latach 1772–1783, strażnik upicki w latach 1765–1772, poseł upicki na Sejm Czteroletni w 1790 r., członek Zgromadzenia Przyjaciół Konstytucji Rządowej.
- Franciszek Ścibor-Bogusławski (zm. 1796) – rotmistrz w konfederacji barskiej, chorąży Kawalerii Narodowej, wicemarszałek sejmiku sieradzkiego w 1761 r., dziedzic Smaszkowa, Włocina i Grzymaczewa.
- Antoni Baranowski (ur. 1760) – generał major wojsk koronnych, powstaniec kościuszkowski.
- Jakub Kiedrzyński (zm. 1798) – właściciel dóbr Orpiszewek i Fabianów, burgrabia kaliski, sędzia ziemski kaliski.
- Mikołaj Hrebnicki (zm. po 1799) – pisarz grodzki połocki (1774-1775), strażnik połocki (1757-1799), towarzysz husarski, komisarz cywilno-wojskowy (1791).
- Jan Kanty Iłowiecki (zm. 1801) – kanonik gnieźnieński i poznański, prałat poznański, absolwent Akademii Krakowskiej, doktor obojga praw, proboszcz w Sośnicy.
- Teodozy Brodowicz (zm. 1803) – kapłan świecki rytu greckiego, archiprezbiter i oficjał katedry łuckiej, wikariusz unicki, pamiętnikarz.
- Tadeusz Błociszewski (zm. 1807), generał major wojsk koronnych w latach 1766–1790, poseł na Sejm Czteroletni, kawaler Orderu św. Stanisława.
- Józefat Ochocki (zm. 1806) – opat bazylianów w Owruczu, doktor teologii, rektor szkół bazyliańskich, pamiętnikarz.
- Stanisław Kublicki (zm. 1809) – komisarz sejmowy, konfederat barski, poseł na Sejm Czteroletni, rotmistrz litewski, pułkownik, dramatopisarz, poeta, tłumacz, członek Zgromadzenia Przyjaciół Konstytucji Rządowej, zwolennik reform polepszających sytuację mieszczaństwa i chłopów.
- Bonawentura Gajewski (zm. po 1812) – komisarz cywilno-wojskowy powiatu kaliskiego, rotmistrz chorągwi 3. Brygady Kawalerii Narodowej do 1786 r.
- Dionizy Mikorski (zm. po 1813) – poseł wyszogrodzki na sejm grodzieński (1793), paź króla Stanisława Augusta, kawaler Orderu Świętego Stanisława.
- Michał Ostaszewski (zm. 1816) – organizator i jeden z przywódców konfederacji barskiej 1768–1772 na Podkarpaciu, zwolennik Konstytucji 3 maja, inicjator budowy uzdrowiska Iwonicz-Zdrój, dziedzic m.in. Wzdowa.
- Sebastian Ostaszewski (1755–1826) – ziemianin, właściciel dóbr Wzdów i Jaćmierz w ziemi sanockiej.
- Ignacy Jerzy Marchocki (1755–1827) – chorąży trembowelski, twórca Państwa Mińkowieckiego.
- Adam Ostaszewski (1750–1829) – major kawalerii narodowej.
- Kazimierz Ostaszewski (1756–1845) – chorąży kawalerii narodowej, właściciel dóbr Zarszyn, Posada Zarszyńska i Długie w ziemi sanockiej.

#### XIX wiek
- Mikołaj Krzywiec-Okołowicz (1762–1841) – dziedzic dóbr Bechcice, Rszew, Niesięcin, Srebrna, Żabice Wielkie, sędzia Sądu Apelacyjnego, poseł na sejm Królestwa Polskiego, założyciel miasta Konstantynowa, fundator kościołów w Konstantynowie.
- Beda Ostaszewski (1764–1834) – przeor klasztoru benedyktynów w Pułtusku w latach 1802–1815, doktor teologii, ostatni opat klasztoru w Lubiniu w latach 1815–1834.
- Jan Duklan Ochocki (1766/8–1848) – pamiętnikarz, szambelan króla Stanisław Augusta Poniatowskiego, podsędek i sędzia żytomierski, palestrant żytomierski, dworzanin Józefa Stempkowskiego, wojewody kijowskiego.
- Feliks Rylski (1770–1823) – major wojsk polskich, odznaczony Orderem Virtuti Militari i Legią Honorową.
- Józef Marchocki (1776–1850) – oficer wojsk galicyjsko-francuskich i Księstwa Warszawskiego, powstaniec listopadowy.
- Józefa z Ostaszewskich ks. Łukomska (ur. 1785) – żona księcia Wincentego Łukomskiego, właściciela dóbr Pleszki w ziemi witebskiej.
- Jan Czeczot (1796–1847) – poeta, tłumacz, etnograf, przyjaciel Adama Mickiewicza, sekretarz Towarzystwa Filomatycznego.
- Józef Ostaszewski (zm. 1854) – członek Stanów Galicyjskich.
- Stanisław Ścibor-Bogusławski (1784–1859) – major w 13 pułku piechoty liniowej podczas powstania listopadowego, odznaczony Krzyżem Kawalerskim Orderu Virtuti Militari, dziedzic dóbr Włocin i Stok.
- Wincenty Danilewicz (1787–1878) – żołnierz napoleoński, szwoleżer, brał udział w wojnach napoleońskich, za co został odznaczony francuskim orderem Legii Honorowej.
- Kazimierz Ostaszewski (1786–1855) – major wojsk rosyjskich, właściciel posiadłości miejskiej w Moskwie.
- Ignacy Ostaszewski (1792–1840) – oficer wojsk polskich, uczestnik kampanii napoleońskiej 1812 roku, kapitan w 5 Pułku Ułanów w powstaniu listopadowym.
- Franciszek Gajewski (1792–1868) – pułkownik, adiutant cesarza Napoleona I, kawaler Legii Honorowej, uczestnik powstania listopadowego, dowódca dywizjonu 1 Pułku Jazdy Kaliskiej.
- Jan Kazimierz Ordyniec (1797–1863) – polski tłumacz, dziennikarz, redaktor, poeta i krytyk literacki, działacz Wielkiej Emigracji.
- Spirydion Ostaszewski (1797–1875) – hipolog, hodowca koni, pisarz, zbieracz podań i legend ludowych, powstaniec listopadowy.
- Eustachy Ostaszewski (1800–1831) – oficer wojsk polskich, uczestnik powstania listopadowego.
- Józef Gabriel Świerczyński (1800–1858) – sędzia prezydujący w Sądzie Policji Poprawczej w Kaliszu, prokurator Sądu Kryminalnego w Lublinie, nauczyciel prawa w gimnazjum gubernialnym w Piotrkowie, radca kolegialny, członek Deputacji Szlacheckiej.
- Eliasz Ostaszewski (ur. 1802) – filareta, student Uniwersytetu Wileńskiego, więzień, pamiętnikarz.
- Feliks Ostaszewski (1807–1876) – oficer pułku grenadierów w powstaniu listopadowym, kawaler Orderu Virtuti Militari.
- Scholastyka z Klickich Ostaszewska (1805–1862) – polska działaczka niepodległościowa w zaborze rosyjskim związana z kręgiem tzw. Entuzjastek, dążących do zwiększenia aktywności kobiet w życiu publicznym.
- Joanna z Ostaszewskich Ostaszewska (1807–1849) – właścicielka dóbr Gołotczyzna i innych w pow. ciechanowskim, żona właściciela ziemskiego Józefa Władysława Ostaszewskiego.
- Stanisław Błociszewski (1804–1888) – oficer, powstaniec listopadowy, otrzymał złoty krzyż Virtuti Militari
- Ignacy Napoleon Ścibor-Bogusławski (1807–1882) – proboszcz mierzyński, uczestnik powstania styczniowego.
- Teofil Ostaszewski (1807–1889) – ziemianin, pisarz, działacz społeczny i gospodarczy, autor programu zniesienia pańszczyny, właściciel dóbr Wzdów, Grabownica i Klimkówka, członek Galicyjskiego Sejmu Stanowego, uczestnik Wiosny Ludów, marszałek powiatu brzozowskiego.
- Antoni Ostaszewski (1816–1883) – lekarz, doktor medycyny.
- Wincenty Ścibor-Rylski (zm. 1885) – powstaniec listopadowy, właściciel ziemski.
- Leopoldyna Horodyńska (z domu Ścibor-Rylska) (1816–1897) – właścicielka rozległych i licznych dóbr ziemskich.
- Eustachy January Mateusz Ścibor-Rylski (1817–1899) – poseł do Sejmu Krajowego Galicji, właściciel dóbr Czarnołoźce, Demeszkowce, Uhrynów oraz Tudorkowice.
- Edward Rylski (1821–1895) – oficer austriacki, powstaniec styczniowy.
- Kazimierz Błociszewski (1823–1878) – powstaniec wielkopolski 1848 roku, historyk, autor czterotomowej „Historii powszechnej dla uczącej się młodzieży”.
- Ludwik Ostaszewski (ur. 1824) – powstaniec, oficer wojsk włoskich, członek Towarzystwa Muzeum Narodowego Polskiego w Rapperswilu.
- Zygmunt Ścibor-Rylski (zm. 1898) – właściciel ziemski, ostatni właściciel Pisarowiec.
- Łukasz Solecki (1827–1900) – biskup przemyski 1881–1900, profesor Uniwersytetu Lwowskiego.
- Władysław Ostaszewski (1827–1863) – dowódca oddziału w powstaniu styczniowym.
- August Ścibor-Rylski (zm. 1902) – właściciel ziemski, powstaniec styczniowy, urzędnik.
- Zygmunt Czechowicz (1831–1907) – członek Komitetu Prowincjonalnego Litewskiego i Prowincjonalnego Rządu Tymczasowego Litwy i Białorusi, zesłaniec, jeden z przedstawicieli XIX-wiecznego białoruskiego ruchu narodowego.
- Jan Mioduszewski (1831–1910) – polski artysta malarz, absolwent Akademii Petersburskiej, uczestnik i laureat Wystawy Światowej w 1867 r. w Paryżu.
- Emma z hr. Załuskich Ostaszewska (1831–1912) – działaczka społeczna i patriotyczna, pianistka, właścicielka dóbr ziemskich we Wzdowie i Klimkówce.
- Kornel Ścibor-Rylski (Kornel Ritter Rylski von Groß-Scibor) (1835–1891) – inżynier, generał major armii Austro-Węgier.
- Jan Aleksander Karłowicz (1836–1903) – polski etnograf, muzykolog, językoznawca, folklorysta, członek Akademii Umiejętności, członek honorowy Towarzystwa Muzeum Narodowego Polskiego w Rapperswilu.
- Karolina z Ostaszewskich Wojciechowska (1837–1929) – polska działaczka niepodległościowa tajnych organizacji kobiecych, kurierka powstania styczniowego 1863 r.
- Antoni Teodor Ostaszewski (1837–1909) – inżynier, budowniczy mostu łyżwowego we Włocławku, uczestnik powstania styczniowego.
- Walenty Miklaszewski (1839–1924) – profesor Szkoły Głównej Warszawskiej i Uniwersytetu Warszawskiego, czołowy przedstawiciel klasycznej szkoły prawa karnego.
- Władysław Chotkowski (1843–1926) – duchowny katolicki, historyk Kościoła, profesor i rektor Uniwersytetu Jagiellońskiego, wielokrotnie odznaczany m.in. Krzyżem Komandorskim Orderu Franciszka Józefa, Krzyżem Komandorskim Orderu Polonia Restituta, papieskim złotym Krzyżem Pro Ecclesia et Pontifice, polskim Krzyżem Walecznych.
- Władysław Ostaszewski (1844–1892) – przedstawiciel środowiska inteligencji warszawskiej okresu Młodej Polski, jego portret pędzla Władysława Podkowińskiego znajduje się w kolekcji Muzeum Narodowego w Warszawie.
- Józef Rogosz (1844–1896) – pisarz, wydawca i publicysta.
- Maria z Ostaszewskich hr. Dzieduszycka (1851–1918) – działaczka społeczna, właścicielka majątku Jasionów na Podkarpaciu.
- Maria z Pietrzkiewiczów Witkiewiczowa (1853–1931) – żona Stanisława Witkiewicza, matka Stanisława Ignacego Witkiewicza, nauczycielka muzyki.
- Kazimierz Franciszek Ostaszewski (1855–1936) – działacz społeczny, inżynier technolog, właściciel drukarni.
- Adam Mokrzecki (1856–1921) – generał podporucznik Wojska Polskiego, odznaczony Orderem św. Włodzimierza, Orderem św. Anny, Orderem św. Jerzego, Orderem św. Stanisława, Krzyżem Walecznych.
- Antoni Longin Baranowski (1854–1922) – generał major Armii Imperium Rosyjskiego, generał podporucznik Wojska Polskiego II Rzeczypospolitej, kawaler Orderu Virtuti Militari.
- Adam Hrebnicki-Doktorowicz (1858–1941) – botanik, profesor ogrodnictwa w Petersburgu.

#### XX wiek
- Tadeusz Józef Starzewski (Ostoja-Starzewski) (1860–1931) – notariusz, doktor praw, prezes Izby Notarialnej w Krakowie, szef Departamentu Skarbu Naczelnego Komitetu Narodowego, założyciel Unii Narodowo-Państwowej.
- Adam Ostaszewski (1860–1934) – konstruktor lotniczy, naukowiec i wynalazca, nazywany Leonardem ze Wzdowa.
- Kazimierz Ostaszewski-Barański (1862–1913) – dziennikarz, publicysta i pisarz historyczny.
- Stanisław Ostaszewski (1862–1915) – przedsiębiorca, przemysłowiec, wynalazca i promotor nowoczesnych technologii.
- Stefan Mokrzecki (1862–1932) – generał dywizji Wojska Polskiego, odznaczony m.in. Krzyżem Komandorskim Orderu Odrodzenia Polski, Orderem św. Włodzimierza, Orderem św. Anny, Orderem św. Jerzego, Orderem św. Stanisława, Krzyżem Walecznych.
- Maria z Gajewskich hr. Potocka (1863–1927) – dziedziczka dóbr Piątkowo, działaczka społeczna, prezes Towarzystwa Ziemianek Polskich na Pomorzu.
- Kazimierz Ostaszewski (1864–1948) – czołowy hodowca koni wyścigowych w Polsce, założyciel towarzystw hodowlanych, autor pierwszych na terenie Polski ksiąg stadnych, publicysta i kompozytor.
- Zygmunt Atanazy Mokrzecki (1865–1936) – polski entomolog, zoolog, profesor zwyczajny Szkoły Głównej Gospodarstwa Wiejskiego, stał na czele Instytutu Entomologii i Ochrony Lasów w Skierniewicach.
- Edmund Ścibor-Rylski (1867–1914) – oficer, urzędnik, odznaczony Krzyżem Kawalerskim Orderu Franciszka Józefa.
- Bronisław Ostaszewski (1867–1932) – adwokat, doktor prawa, major Wojska Polskiego, inicjator i twórca Związku Oficerów Rezerwy Ziem Południowo-Wschodnich we Lwowie.
- Leon Kazimierz Ostaszewski (1868–1924) – lekarz, chirurg Szpitala Praskiego w Warszawie.
- Bronisław Bohaterewicz (Bohatyrewicz) (1870–1940) – podpułkownik piechoty Armii Imperium Rosyjskiego, generał brygady Wojska Polskiego II Rzeczypospolitej, ofiara zbrodni katyńskiej.
- Witold Ścibor-Rylski (1871–1926) – oficer austro-węgierski, ochotnik w II wojnie burskiej, legionista, pułkownik piechoty Wojska Polskiego, pośmiertnie awansowany na generała brygady, działacz polonijny w Stanach Zjednoczonych, społecznik.
- Adam Ostaszewski (1871–1934) – prezydent Płocka w latach 1930–1934.
- Tadeusz Rylski (1871–1943) – polski urzędnik i nauczyciel akademicki, dyrektor Państwowej Szkoły Gospodarstwa Wiejskiego w Cieszynie.
- Karol Irzykowski (1873–1944) – polski krytyk literacki i filmowy, poeta, prozaik, dramaturg, teoretyk filmu, tłumacz, szachista.
- Tadeusz Zdzisław Ścibor-Rylski (1875–1934) – major administracji Wojska Polskiego, odznaczony Krzyżem Walecznych – dwukrotnie.
- Kazimierz Ścibor-Rylski (1875–1940) – pułkownik dyplomowany piechoty Wojska Polskiego, ofiara zbrodni katyńskiej, odznaczony m.in. Krzyżem Walecznych – trzykrotnie.
- Józef Longin Ostaszewski (1875–1942) – lekarz, działacz społeczny, historyk, popularyzator dziejów i kultury ziem północnego Mazowsza, wydawca, publicysta i malarz.
- Mieczysław Karłowicz (1876–1909) – kompozytor i dyrygent, autor ponad 100 pieśni oraz różnych utworów orkiestrowych, w tym 6 poematów symfonicznych.
- Felicja Gajewska (1877–1939) – polska ziemianka, działaczka społeczna, wiceprezes Towarzystwa Ziemianek Polskich, członkini Towarzystwa Naukowego w Toruniu.
- Juliusz Ostoja-Zagórski (1878–1919) – major kawalerii Legionów i Wojska Polskiego, odznaczony Krzyżem Żelaznym (Cesarstwo Niemieckie), Krzyżem Zasługi Wojskowej.
- Włodzimierz Zagórski (1882–1927) – generał brygady, pilot, Wojska Polskiego, odznaczony m.in. Krzyżem Komandorskim Orderu Odrodzenia Polski, Krzyżem Walecznych.
- Zofia Rogoszówna (1881/1882–1921) – polska pisarka dla dzieci, tłumaczka i poetka. Zapoczątkowała adaptowanie utworów ludowych w literaturze dla dzieci.
- Janina Karłowicz (1882–1937) – nauczycielka, organizatorka szkolnictwa żeńskiego, uczestniczka obrony Lwowa w 1918 r.
- Maciej Starzewski (1891–1944) – prawnik, profesor Uniwersytetu Jagiellońskiego, poseł na Sejm Rzeczypospolitej Polskiej
- Władysław Ostaszewski (1882–1965) – doktor medycyny, podpułkownik Wojska Polskiego.
- Kazimierz Suchcicki (1882–1940) – ksiądz, dziekan Wojska Polskiego II Rzeczypospolitej, mianowany pośmiertnie na stopień generała brygady.
- Aniela Ostaszewska (1882–1937) – właścicielka majątku ziemskiego Klimkówka, autorka dziennika z czasów I wojny światowej, opisującego wojnę na Podkarpaciu.
- Kazimierz Zagórski (Casimir Ostoja Zagourski) (1883–1944) – polski fotograf i podróżnik.
- Józefina Alicja Rogosz, 1v. Rogosz-Zagórska, 2v. Rogosz-Pieńkowska, 3v. Rogosz-Walewska (1884–1968) – aktorka, poetka i pisarka.
- Karol Zagórski (1886–1940) – pułkownik piechoty Wojska Polskiego, kawaler Orderu Virtuti Militari, ofiara zbrodni katyńskiej.
- Stefan Kiedrzyński (1886–1943) – polski dramaturg i powieściopisarz.
- Rudolf Świerczyński (1887-1943) – polski architekt, współtwórca Wydziału Architektury Politechniki Warszawskiej, którego był profesorem, a w latach 1931–1934 dziekanem.
- Kazimierz Ścibor-Bogusławski (1887–1949) – działacz społeczny, członek Zarządu Stowarzyszenia Polskich Kupców i Przemysłowców Chrześcijan, dyrektor Banku Spółdzielczego w Łodzi, odznaczony Srebrnym Krzyżem Zasługi.
- Stanisław Doktorowicz-Hrebnicki (1888–1974) – geolog oraz inżynier górniczy, odznaczony Złotym Krzyżem Zasługi, Krzyżem Oficerskim Orderu Odrodzenia Polski, Medalem 10-lecia PRL, Orderem Sztandaru Pracy I klasy oraz Odznaką Tysiąclecia Państwa Polskiego.
- Irena z Ostaszewskich Porębska (1889–1969) – nauczycielka i pedagog, dyrektorka Liceum im. Tadeusza Czackiego w Warszawie.
- Władysław Roguski (1890–1940) – polski malarz, grafik, projektant tkanin, służył w Legionach Polskich, odznaczony Krzyżem Srebrnym Orderu Virtuti Militari.
- Wacław Krzywiec (1908–1956) – polski komandor porucznik. W latach 1947–1948 był dowódcą słynnego polskiego niszczyciela ORP „Błyskawica”, który po wojnie wrócił z Wielkiej Brytanii do Polski
- Bronisław Hełczyński (1890–1978) – polski prawnik, profesor na Wydziale Prawa UJ, działacz społeczny i państwowy, m.in. szef Kancelarii Cywilnej Prezydenta Ignacego Mościckiego i prezes Najwyższego Trybunału Administracyjnego, założyciel zrzeszeń ponadpartyjnych w dziedzinie oświaty i kultury narodowej, m.in. członek założyciel i prezes Polskiego Towarzystwa Naukowego na Obczyźnie, członek władz Towarzystwa Rozwoju Ziem Wschodnich.
- Tadeusz Zagórski (1891–1969) – sportowiec, działacz sportowy, bankowiec, odznaczony Złotym i Srebrnym Krzyżem Zasługi
- Henryk Ostaszewski (1892–1957) – prawnik, urzędnik państwowy II Rzeczypospolitej, wojewoda białostocki.
- Józef Świerczyński (1893–1940) – generał brygady, pułkownik dyplomowany kawalerii Wojska Polskiego, ofiara zbrodni katyńskiej. W 2007 roku został awansowany pośmiertnie do stopnia generała brygady.
- Tadeusz Sendzimir (1894–1989) – polski inżynier i wynalazca, odznaczony Krzyżem Oficerskim Orderu Polonia Restituta.
- Maksym Rylski (1895–1964) – ukraiński poeta, tłumacz, publicysta, działacz społeczny, pracownik Akademii Nauk USRR, doktor honoris causa Uniwersytetu Jagiellońskiego.
- Witold Stanisław Szyszkowski (1896–1940) – polski lekarz, podporucznik, działacz BBWR i PCK, ofiara zbrodni katyńskiej.
- Antoni Ostaszewski (1896–1946) – doktor nauk medycznych, major lekarz Wojska Polskiego, odznaczony Krzyżem Walecznych, Złotym Krzyżem Zasługi, Medalem Niepodległości oraz Orderem Virtuti Militari V klasy.
- Jan Świerczyński (1897–1969) – generał brygady Wojska Polskiego, uczestnik I wojny światowej, wojny polsko-bolszewickiej, II wojny światowej (kampanii wrześniowej, kampanii włoskiej).
- Stefan Ścibor-Bogusławski (1897–1978) – rotmistrz Wojska Polskiego II Rzeczypospolitej i Polskich Sił Zbrojnych, uczestnik I i II wojny światowej, dziedzic Wilkowic, wielokrotnie odznaczany m.in.: Krzyż Kawalerski Orderu Odrodzenia Polski, Krzyż Walecznych, Srebrny Krzyż Zasługi, Krzyż Pamiątkowy Monte Cassino, Gwiazda za Wojnę 1939–1945, Gwiazda Italii, Medal Króla Jerzego VI za Wojnę 1939–1945.
- Zygmunt Rylski ps. „Grzegorz”, „Hańcza” (1898–1945) – podpułkownik piechoty Wojska Polskiego, odznaczony m.in. Krzyżem Srebrnym Orderu Wojennego Virtuti Militari, Krzyżem Walecznych – trzykrotnie.
- Tadeusz Józefat Ścibor-Bogusławski (1899–1992) – porucznik Wojska Polskiego, odznaczony Krzyżem Walecznych, dziedzic Wilkowic.
- Stanisław Solecki (1900–1945) – Sprawiedliwy Wśród Narodów Świata.
- Władysław Ścibor-Bogusławski (1902–1945) – uczestnik powstania warszawskiego (ps. „Łajdus”), odznaczony Krzyżem Armii Krajowej, Medalem Wojska Polskiego (czterokrotnie), Warszawskim Krzyżem Powstańczym, dziedzic Wilkowic.
- Stanisław Ostoja-Chrostowski ps. „Dyrektor”, „Just”, „Korweta” (1897–1947) – rzeźbiarz, malarz i grafik, profesor i rektor Akademii Sztuk Pięknych w Warszawie, szef Referatu 999 Oddziału II Informacyjno-Wywiadowczego Komendy Głównej Armii Krajowej.
- Zofia Tarnowska z Ostaszewskich (1902–1982) – działaczka społeczna i gospodarcza, hodowczyni koni sportowych, małżonka hr. Jana Tytusa Tarnowskiego z Chorzelowa.
- Roman Ostaszewski (1903–1940) – polityk, poseł na Sejm V kadencji w II RP w latach 1938–1939, jedna z ofiar zbrodni katyńskiej.
- Antoni Uniechowski (1903–1976) – polski rysownik, odznaczony m.in. Krzyżem Kawalerskim Orderu Odrodzenia Polski i Medalem 10-lecia Polski Ludowej.
- Karola Uniechowska (1904–1955) – ochotniczka w Pomocniczej Służbie Kobiet, podczas II wojny światowej pielęgniarka w wojskowych szpitalach, odznaczona Medalem Wojska, Srebrnym Krzyżem Zasługi, Krzyżem Pamiątkowym Monte Cassino, Gwiazdą za Wojnę 1939–1945 i Gwiazdą Italii.
- Eugeniusz Czechowicz (1904–1964) – poseł do Sejmu Ustawodawczego (1947–1952) z ramienia Stronnictwa Demokratycznego z okręgu Opole, członek Związku Uczestników Walki Zbrojnej o Niepodległość i Demokrację.
- Józef Ostaszewski (1904–1989) – inżynier, naukowiec, jeden z czołowych polskich specjalistów w zakresie automatyki wydobycia ropy naftowej.
- Jan Ostaszewski (1905–1974) – działacz emigracji polskiej, prawnik, socjolog, wykładowca w Szkole Nauk Politycznych i Społecznych w Londynie.
- Jadwiga Solecka z domu Grochmal (1907–1985) – Sprawiedliwa Wśród Narodów Świata.
- Yolanda Ostaszewska (1907–2002) – pedagog, skrzypaczka, zamieszkała i działająca w Paryżu.
- Zofia Uniechowska (Zofia Döllinger) (1909–1993) – dyplomowana pielęgniarka-położna, podczas II wojny światowej uczestniczyła w konspiracji AK, odznaczona Krzyżem Srebrnym Orderu Virtuti Militari, Krzyżem Kawalerskim Orderu Odrodzenia Polski, Orderem Krzyża Grunwaldu, Medalem Zwycięstwa i Wolności, Krzyżem Partyzanckim oraz Warszawskim Krzyżem Powstańczym.
- Wanda z Boruckich Ostaszewska (1909–1994) – działaczka polskiego podziemia niepodległościowego, łączniczka wywiadu Armii Krajowej, po II wojnie światowej represjonowana przez władze komunistyczne.
- Piotr Ostaszewski (1910–1965) – major pilot Polskich Sił Powietrznych, uczestnik bitwy o Anglię w 609 dywizjonie myśliwskim RAF, kapitan (flight lieutenant) RAF.
- Izabella z Ostaszewskich Zielińska (1910–2017) – pianistka, pedagog.
- Adam Kozłowiecki SJ (1911–2007) – duchowny rzymskokatolicki, jezuita, misjonarz, arcybiskup metropolita lusakijski w latach 1959–1969, kardynał prezbiter od 1998.
- Włodzimierz Ścibor-Rylski (1914–1939) – podporucznik rezerwy kawalerii Wojska Polskiego, działacz katolicki, prawnik.
- Zbigniew Ścibor-Rylski, ps. „Motyl”, „Stanisław” (1917–2018) – oficer Armii Krajowej, generał brygady WP, w latach 2004–2014 sekretarz Kapituły Orderu Wojennego Virtuti Militari, członek założyciel i prezes Zarządu Głównego Związku Powstańców Warszawskich w latach 1989–1994 i 1997–2018.
- Tadeusz Ostaszewski (1918–2003) – rzeźbiarz, profesor Krakowskiej Akademii Sztuk Pięknych, kawaler orderu Virtuti Militari za udział w kampanii wrześniowej.
- Jerzy Ostaszewski (1919–1943) – żołnierz Kedywu Armii Krajowej, bohater eseju Jana Józefa Szczepańskiego „W służbie Wielkiego Armatora”, rozstrzelany przez Niemców w Warszawie w 1943 roku.
- Leszek Rylski (1919–2015) – polski piłkarz, działacz piłkarski, członek PZPN i UEFA, wieloletni sekretarz generalny polskiego związku i współzałożyciel europejskiej federacji, powstaniec warszawski.
- Grażyna Chrostowska (1921–1942) – poetka polska, działaczka podziemia w okresie II wojny światowej.
- Ludmiła z Ostaszewskich Szarkowska (1921–1965) – biochemik, docent dr hab. w Instytucie Biochemii i Biofizyki PAN.
- Alina z Ostaszewskich Hejnowicz (1926–2010) – botanik, doc. dr hab. w Instytucie Dendrologii Polskiej Akademii Nauk.
- Stanisław Ostoja-Kotkowski (także Stan Ostoja-Kotkowski) (1922–1994) – malarz, rzeźbiarz, scenograf, fotografik, odznaczony Orderem Australii, Odznaką honorową „Zasłużony dla Kultury Polskiej”.
- Zofia Danilewicz-Stysiak (1922–2013) – stomatolog, prof. dr hab. n. med., dyr. Instytutu Stomatologii Akademii Medycznej w Łodzi.
- Lech Włodzimierz Bogusławski (1922–2013) – uczestnik kampanii wrześniowej 1939, sekretarz generalny Stowarzyszenia Papierników Polskich w latach 1974–1982, odznaczony Złotym i Srebrnym Krzyżem Zasługi, Krzyżem Kawalerskim Orderu Odrodzenia Polski, Medalem za Warszawę, Złotą i Srebrną Odznaką Honorową NOT.
- Zbigniew Rylski ps. „Andrzej”, „Brzoza”, przybrane nazwisko „Andrzej Kaczor” (ur. 1923) – major Wojska Polskiego, odznaczony m.in. Krzyżem Srebrnym Orderu Wojennego Virtuti Militari, Krzyżem Oficerskim Orderu Odrodzenia Polski, Krzyżem Walecznych – dwukrotnie.
- Janusz Bogusławski (ur. 1925) – doktor nauk technicznych, dyrektor Centralnego Laboratorium Przemysłu Wełnianego w Łodzi w 1973 r., odznaczony Złotym Krzyżem Zasługi, Złotą Odznaką NOT i SWP, Honorową Odznaką Miasta Łodzi i Woj. Bielskiego.
- Andrzej Zagórski ps. „Mścisław” (1926–2007) – historyk, żołnierz Armii Krajowej, odznaczony m.in. Krzyżem Walecznych, Złotym Krzyżem Zasługi.
- Jerzy Ostoja-Koźniewski (1926–2014) – polski działacz emigracyjny, minister skarbu w ostatnim Rządzie RP na uchodźstwie (1989–1990).
- Aleksander Ścibor-Rylski (1928–1983) – polski pisarz, reżyser i scenarzysta filmowy, odznaczony m.in. Krzyżem Komandorskim Orderu Odrodzenia Polski.
- Halina Chrostowska (1929–1990) – graficzka, rysowniczka, pedagog, działaczka artystyczna.
- Andrzej Antoni Ostoja-Owsiany (1931–2008) – polityk i pisarz, działacz opozycji demokratycznej w okresie PRL, przewodniczący Rady Miejskiej w Łodzi I kadencji (1990–1994), poseł na Sejm II kadencji, senator IV kadencji.
- Roman Bańkowski (1932–2004) – poeta, publicysta, działacz kulturalny i społeczny, odznaczony Srebrnym Krzyżem Zasługi.
- Kazimierz Tumiłowicz (1932–2008) – polski działacz kombatancki, współtwórca Związku Sybiraków, członek Miejskiej Rady Narodowej w Gorzowie Wielkopolskim.
- Stanisław Andrzej Zagórski (1933–2015) – dziennikarz, redaktor, działacz społeczny.
- Włodzimierz Ostoja-Zagórski (1939–2015) – biochemik i biolog molekularny, profesor.
- Jacek Ostaszewski (ur. 1944) – muzyk (kontrabasista i flecista), kompozytor, reżyser teatralny.
- Eustachy Rylski (ur. 1944) – prozaik, dramaturg, scenarzysta, laureat Nagrody Literackiej im. Józefa Mackiewicza i Nagrody Literackiej m.st. Warszawy, odznaczony Medalem Zasłużony Kulturze Gloria Artis.
- Adam Ostaszewski (ur. 1949) – matematyk, profesor w London School of Economics, działacz społeczny, członek i przewodniczący Polskiego Ośrodka Społeczno-Kulturalnego w Londynie.
- Piotr Witold Ostaszewski (ur. 1950) – naukowiec, profesor nauk weterynaryjnych.
- Paweł Ostaszewski (ur. 1963) – profesor na Wydziale Psychologii Uniwersytetu Warszawskiego i w SWPS.
- Piotr Ostaszewski (ur. 1964) – historyk, politolog i amerykanista ze Szkoły Głównej Handlowej (SGH), od 2017 ambasador RP w Korei Południowej.
- Rafał Ścibor-Bogusławski, artysta plastyk, projektant form przemysłowych, publicysta, prezes Stowarzyszenia Rodu Ostoja, członek redakcji „Na Sieradzkich Szlakach”, członek Wieluńskiego Towarzystwa Naukowego, wielokrotnie nagradzany m.in. I nagrodą za projekt znaku Polskiego Radia Katowice, II nagrodą w Międzynarodowym Festiwalu WRO.
- Maja Ostaszewska (ur. 1972) – aktorka teatralna i filmowa, dwukrotna laureatka Orła za pierwszoplanowe role kobiece w filmach Jack Strong i Body/Ciało.

## Czasy współczesne
Obecnie ród Ostojów (Mościców) organizowany jest poprzez Stowarzyszenie Rodu Ostoja. W roku 2012 Stowarzyszenie zostało zarejestrowane w Sądzie Rejonowym w Rzeszowie. Głównymi celami Stowarzyszenia (wg statutu) są: integracja rodzin Ostoi i prowadzenie działań zmierzających do kontynuowania tradycji rodowych, wspieranie rodzin Ostoi, a w szczególności młodzieży studiującej oraz niesienie pomocy materialnej osobom w szczególnie trudnej sytuacji życiowej. W latach 2012–2017 odbyło się pięć zjazdów członków i sympatyków Stowarzyszenia Rodu Ostoja w Dworze Ostoya, w Jasionce pod Rzeszowem.